# タトラカー

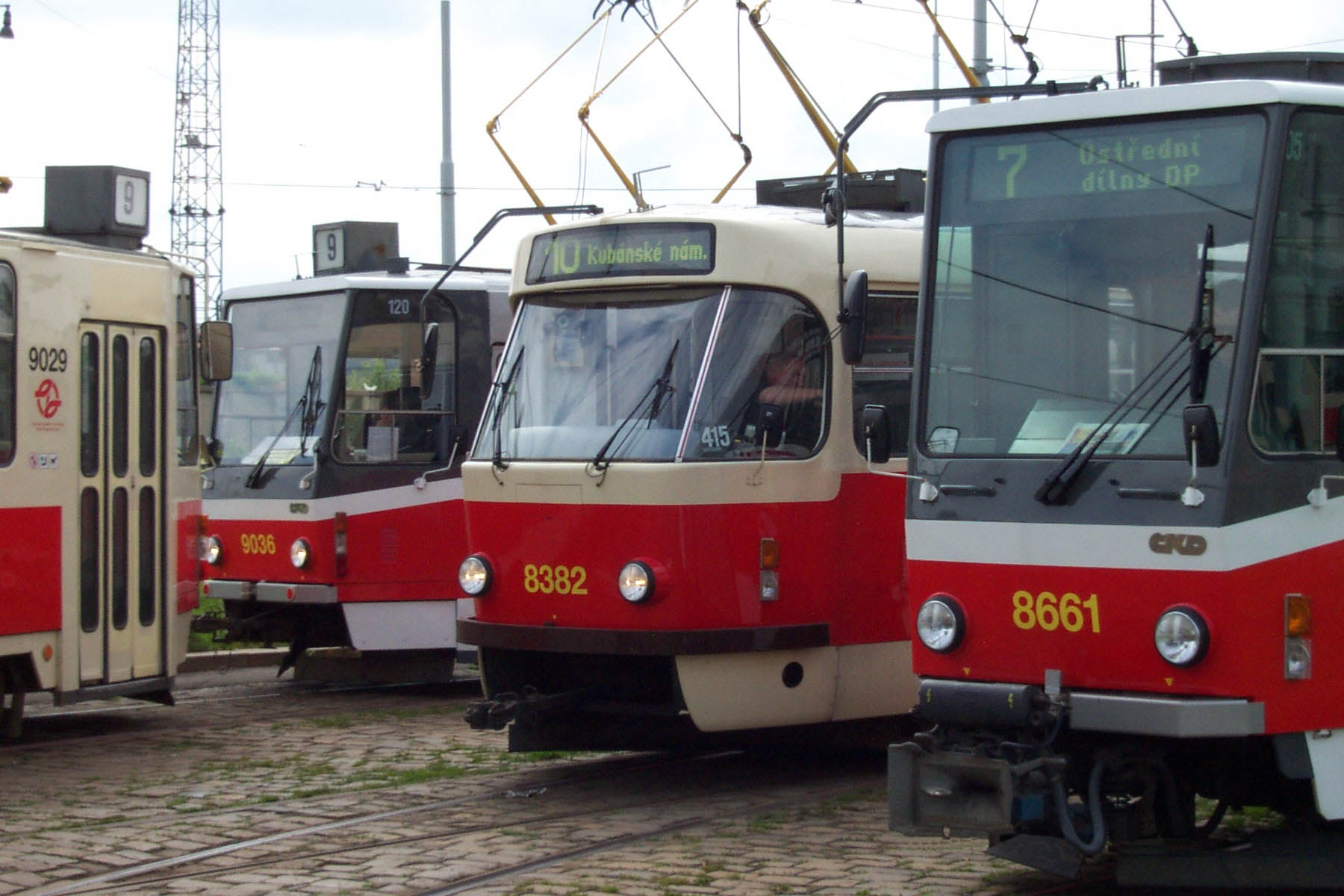
プラハ市電のタトラカー

タトラカーは、チェコ(旧：チェコスロバキア)・プラハに存在したタトラ国営会社スミーホフ工場（ČKDタトラ）で開発・製造された路面電車車両の総称である。チェコスロバキアや東ドイツ、ソビエト連邦などの東側諸国を中心に世界各国に導入された。
この項目では、他社によるライセンス生産で製造された同型の路面電車車両や、東ドイツに導入されたČKDタトラ製の二軸車T2D、B2Dについても記す。

## 概要

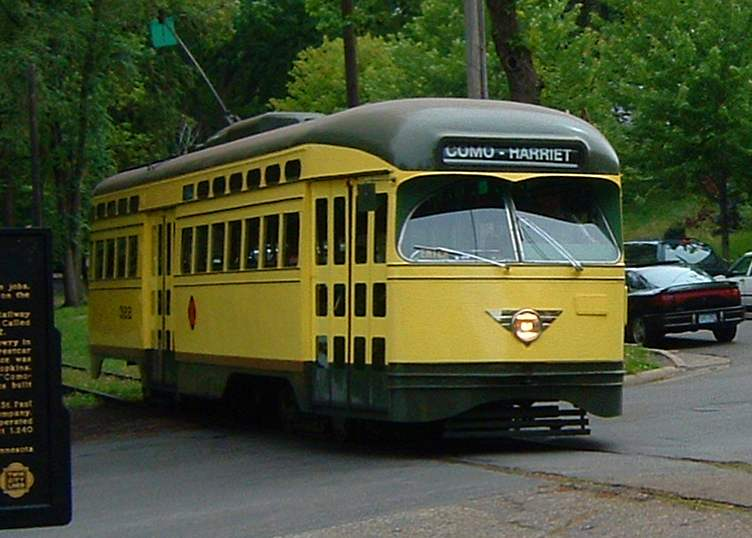
タトラカーの技術の基礎となったPCCカー

第二次世界大戦により多くの被害を受けた東側諸国の各都市では交通機関の復旧が急務となっていたが、戦前のヨーロッパの主流車両であった小型の二軸車では増え続ける乗客への対応が難しくなっていた。そこで1947年、チェコスロバキアのタトラ国営会社スミーホフ工場（ČKDタトラ）は、1936年以降量産が行われていたアメリカの高性能路面電車PCCカーのライセンス生産契約を締結。1951年に製造されたT1以降、1999年までの間に多数の車両が製造された。特に1949年にソ連主導で共産主義国家による経済協力機構である経済相互援助会議が結成されて以降、路面電車の標準型としてスミーホフ工場で製造された路面電車が供給されることとなり、東側諸国へ向けて大量に生産される事となった。
多くのモデルは起終点に折り返し用のループ線を持つ路線の形状に合わせ、片運転台かつ片側のみに扉がある車体を有していたが、T6C5やKT8D5など、導入路線の需要に応じ両側に扉を持つ両運転台の車両も製造された。
1998年にČKDタトラが破綻しシーメンスに吸収された事に加え、超低床電車の普及や車両自体の老朽化に伴い、各地の都市で廃車や他都市、保存鉄道への譲渡が進んでいる。だがその一方で、制御装置の交換、車体更新、低床車体の挿入などの近代化も実施されており、タトラカーの機器を流用した新型車両の製造も行われている。ドレスデン市電で運用されている路面貨物電車カーゴトラム(CarGoTram)も、引退したタトラカーの台車などの部品を再利用して製造された車両の1つである。

## 形式表記
ČKDタトラによって製造された各種のタトラカーは、以下の付与法則に基づいて形式が定められている。
| 記号 | 車種   | 凡例                       | 補足                                        |
| ---- | ------ | -------------------------- | ------------------------------------------- |
| T    | 動力車 | T1、T2、T3、T4、T5、T6、T7 | "T"はドイツ語の"Triebwagen（電動車）"が由来 |
| B    | 付随車 | B3、B4、B6                 | "B"はドイツ語の"Beiwagen（付随車）"が由来   |
| K    | 連接車 | K1、K2                     |                                             |
| KT   | 連接車 | KT4、KT8                   | [KT○」の「○(数字)」は車軸数を表す           |
| RT   | 連接車 | RT6N1、RT6S                | [RT○」の「○(数字)」は車軸数を表す           |

また、T5、T6、B6、T7、KT8の各形式については、上記と共に以下の形式表記がなされている。
| 記号 | 記号解説                      | 凡例       |
| ---- | ----------------------------- | ---------- |
| A2   | 軸距6.7m、片方向形 車体幅2.2m | T6A2、B6A2 |
| A5   | 軸距6.7m、片方向形 車体幅2.5m | T6A5       |
| B5   | 軸距7.5m、片方向形 車体幅2.5m | T6B5、T7B5 |
| C5   | 軸距6.7m、両方向形 車体幅2.5m | T5C5、T6C5 |
| D5   | 軸距7.5m、両方向形 車体幅2.5m | KT8D5      |

## 単車・付随車

### T1
アメリカのPCCカーの技術を基に開発された第一世代。1951年に試作車4両が製造された後、1952年から1958年まで287両が量産された。ほとんどの車両はプラハなどチェコスロバキアの都市に導入されたが、一部はポーランドのワルシャワやソビエト連邦（現：ロシア連邦）のロストフ・ナ・ドヌ向けに製造された。1987年までに営業運転から引退したが、最初に製造されたTW 5001を含めた車両が各地で保存されている。
| 形式名 | 製造年    | 全長     | 全幅    | 全高    | 自重  | 最高速度 | 出力     | 歯車比 | 着席定員 | 立席定員 | 軌間                    | 備考 |
| ------ | --------- | -------- | ------- | ------- | ----- | -------- | -------- | ------ | -------- | -------- | ----------------------- | ---- |
| T1     | 1951-58年 | 14,500mm | 2,400mm | 3,050mm | 16.6t | 60km/h   | 40.0kW×4 | ？     | 26人     | 69人     | 1,000mm 1,435mm 1,524mm |      |

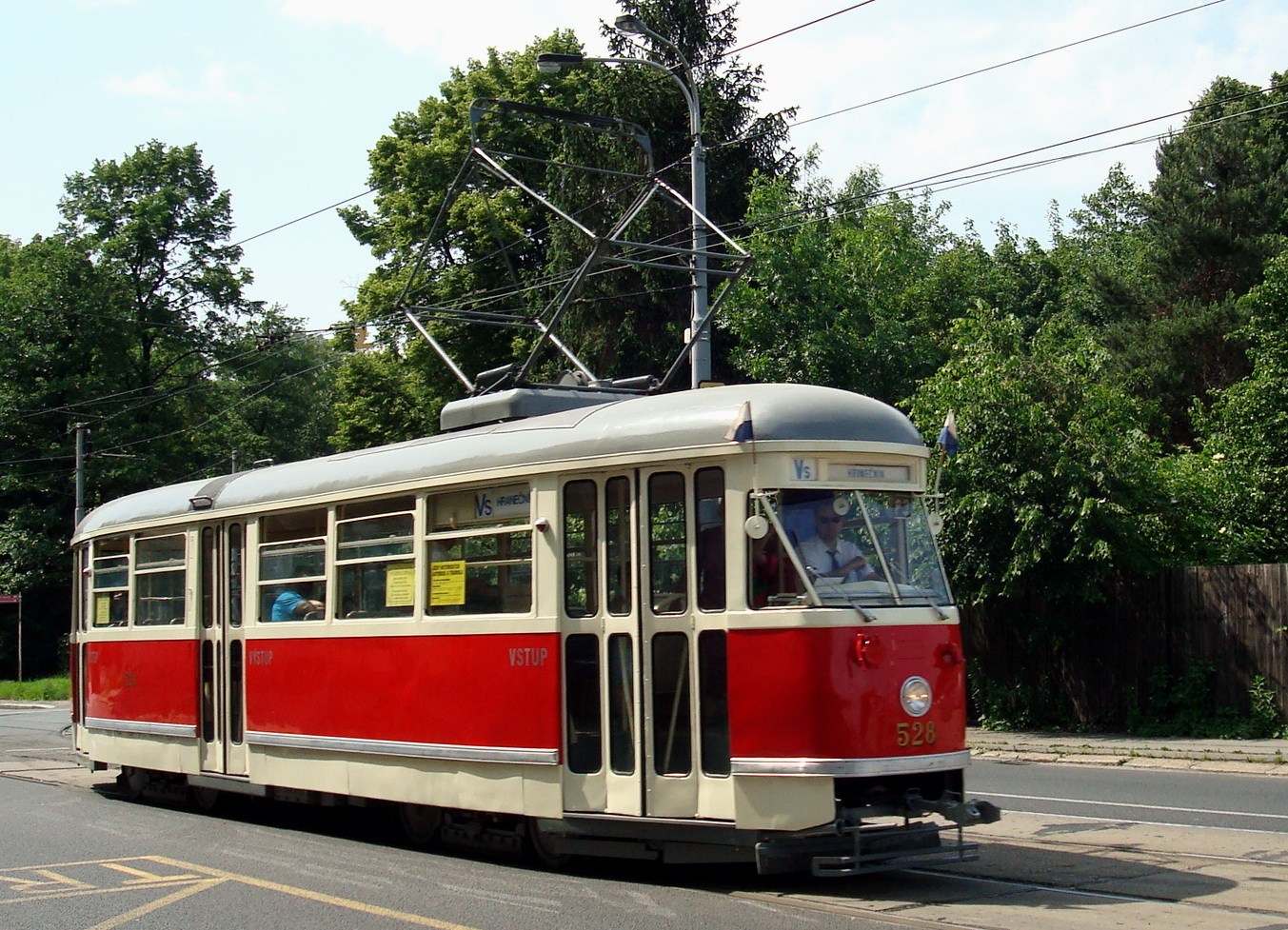
T1(チェコ：オストラヴァ)
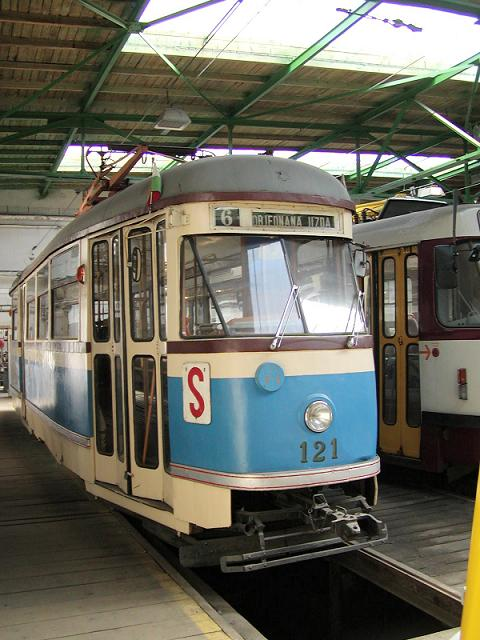
T1(チェコ：プルゼニ)
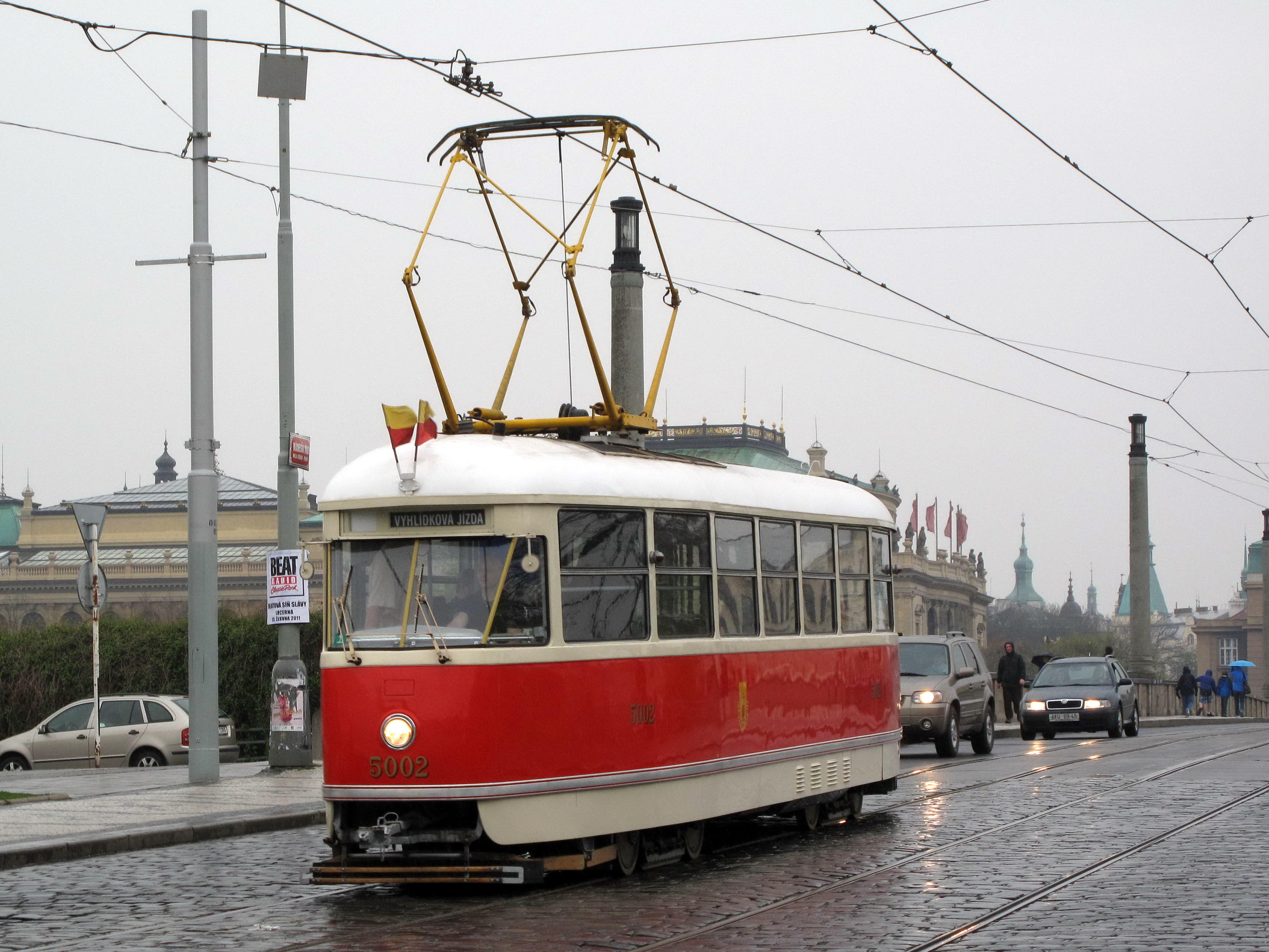
T1(チェコ：プラハ)

### T2
1955年から1962年にかけて製造された形式。タトラT1から寸法や外見が変更された。ソ連向けに製造されたT2SUは扉の数が前後2箇所に減少しており、その分座席数が増加した。重量面の問題が指摘され、1962年以降の製造は改良型のタトラT3に置き換わっている。
ほとんどの車両は1980年代までに営業運転から撤退したが、一部車両は内装の近代化やヘッドライトの位置変更に加えT3と機器を統一したT2Rに改造されている。
| 形式名 | 製造年      | 全長     | 全幅    | 全高    | 自重  | 最高速度 | 出力     | 歯車比 | 着席定員 | 立席定員 | 軌間                    | 備考 |
| ------ | ----------- | -------- | ------- | ------- | ----- | -------- | -------- | ------ | -------- | -------- | ----------------------- | ---- |
| T2     | 1955年-62年 | 15,200mm | 2,500mm | 3,050mm | 17.5t | 65km/h   | 40.0kW×4 | ？     | 25人     | 75人     | 1,000mm 1,435mm 1,524mm |      |
| T2SU   | -           | 15,200mm | 2,500mm | 3,050mm | 17.5t | 65km/h   | 40.0kW×4 | ？     | 38人     | 56人     | 1,524mm                 |      |
| T2R    | -           | 15,200mm | 2,500mm | 3,050mm | 17.5t | 65km/h   | 40.0kW×4 | ？     | 25人     | 75人     | 1,435mm                 |      |

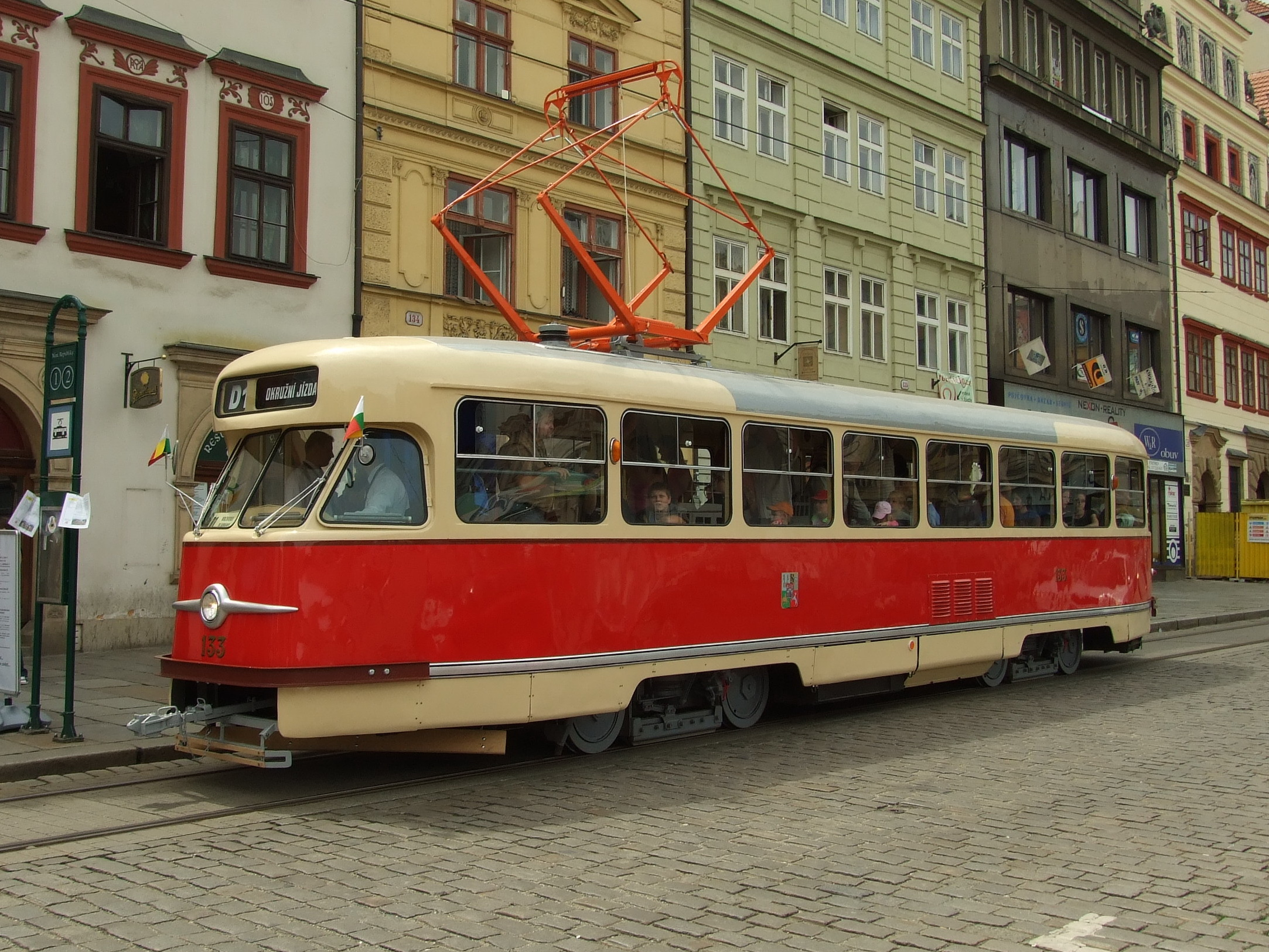
T2(チェコ：プラハ)
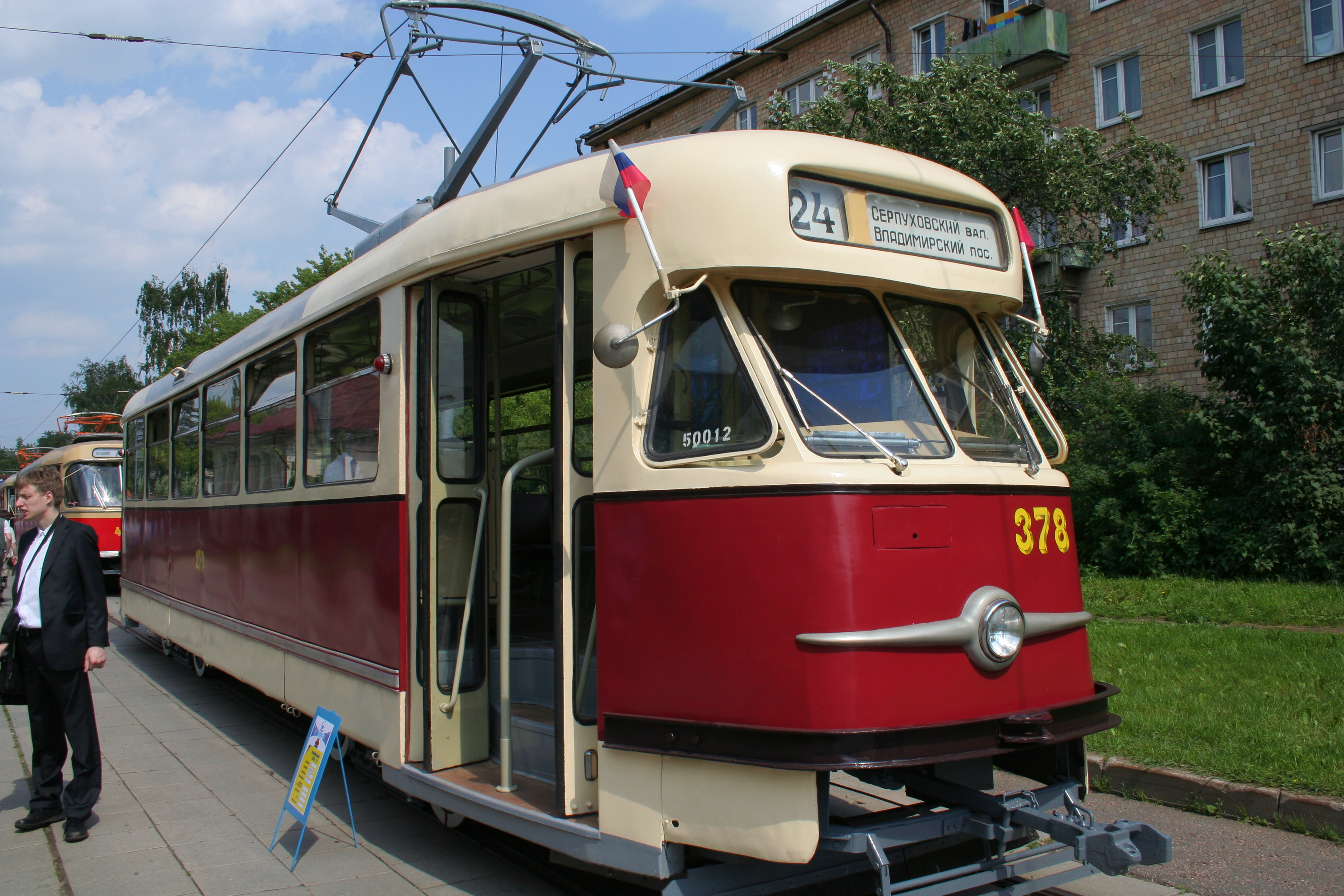
T2SU(ロシア連邦：モスクワ)
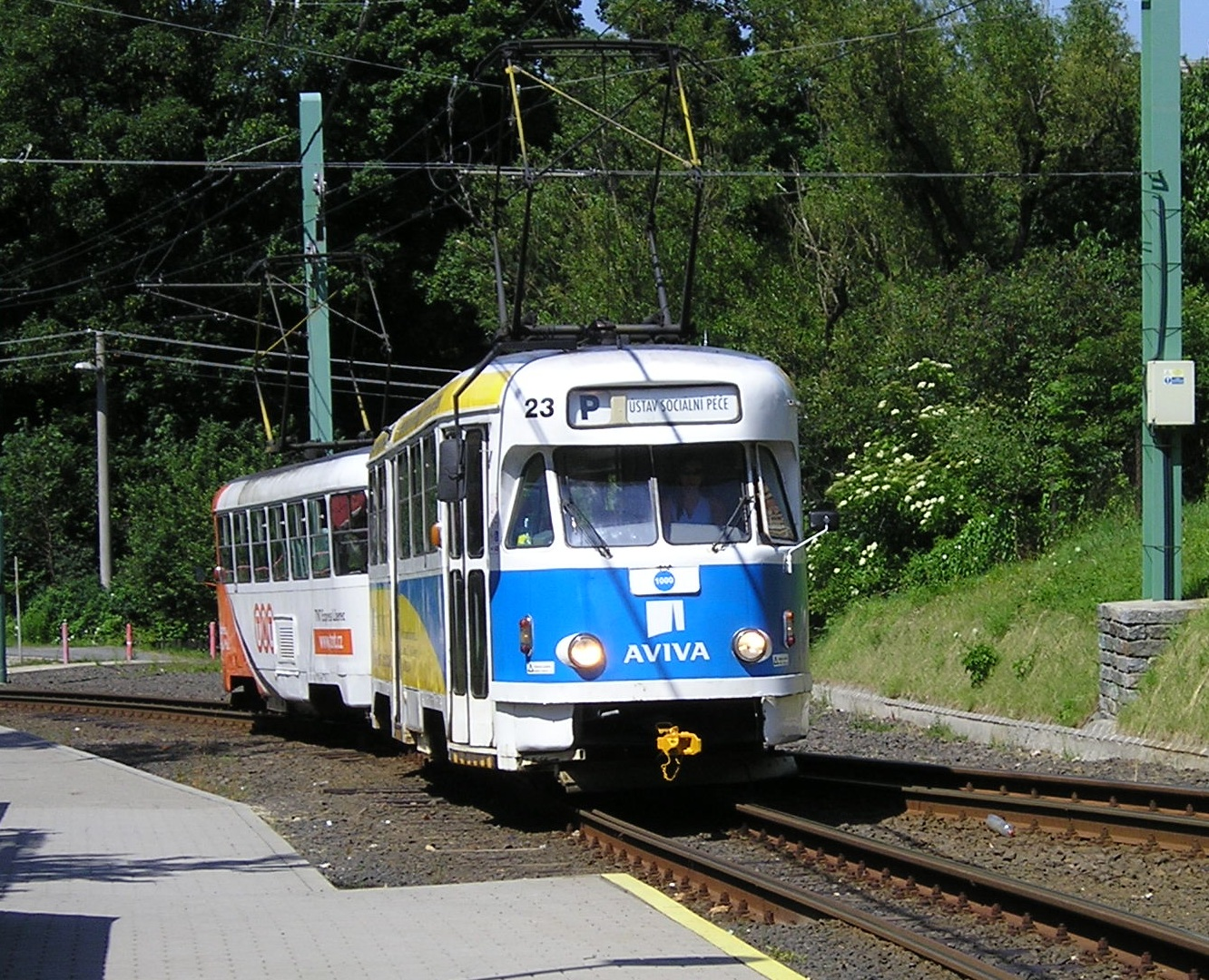
T2R(チェコ：リベレツ)

### T3・B3
タトラT2で指摘された問題点を改良し、車体の構造や内装を改め生産性も向上させた第三世代となるタイプ。動力車のT3、付随車のB3が製造され、特にT3は1960年から1989年にかけて計13991両が製造された。1990年代以降は改良型のT3R(チェコ向け)、T3RF(ロシア連邦向け)が増備された他、2000年代以降は機器交換、車体更新、低床化などの近代化改造や機器流用車の製造が行われている。

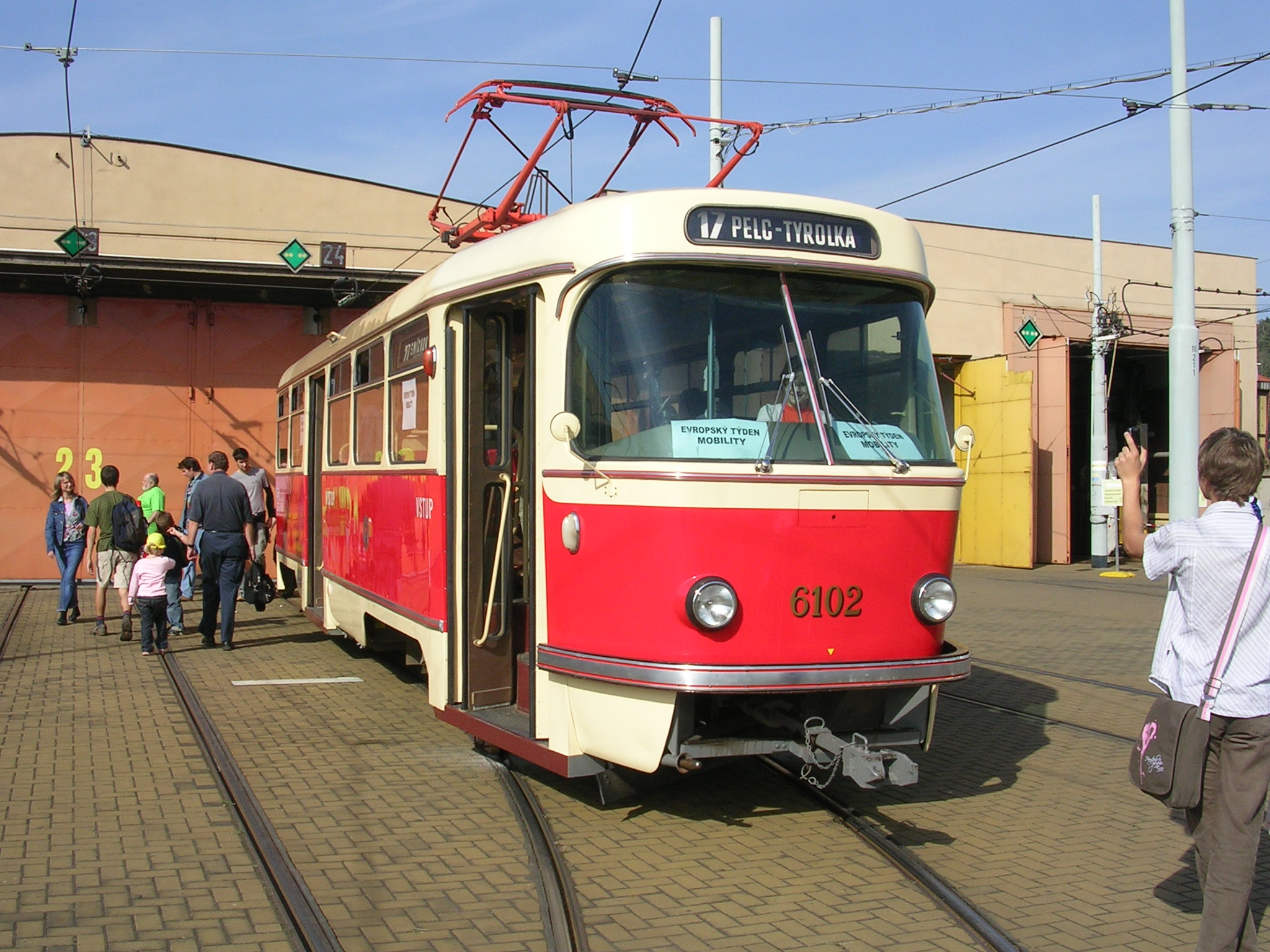
T3(チェコ：プラハ)

### T4・B4
1960年に製造された試作車を経て、1967年から東ドイツ向けにT3D・B3Dが製造・輸出されたが、シュベリーンなど一部の都市では車体幅の関係でホームとの隙間が狭くなり過ぎると言う事態が生じた。そこで車体幅をT3の2,500mmから2,200mmに狭めたのがT4(電動車)とB4(付随車)である。
1967年から1987年にかけて製造され、東ドイツ向けのT4D、B4Dに加えて、同じ条件下にあったソ連の各都市向けのT4SU、ルーマニア向けのT4R、ユーゴスラビア向けのT4YU、B4YUが製造された。特に東ドイツの多くの都市では逼迫した輸送需要に対応するべく、電動車であるT4Dが2両の付随車B4Dを牽引する「Großzug」と呼ばれる編成を組んで使用された。
1969年に両運転台化改造が施されたZT4Dなど各都市の事情に見合った改造が早い時期から行われており、1990年代以降は旧東ドイツの各都市で台車の交換や車体更新、低床化などの近代化工事も実施されている。
| 形式名 | 製造年      | 全長     | 全幅    | 全高    | 自重  | 最高速度 | 出力     | 歯車比 | 着席定員 | 立席定員 | 軌間                                    | 備考 |
| ------ | ----------- | -------- | ------- | ------- | ----- | -------- | -------- | ------ | -------- | -------- | --------------------------------------- | ---- |
| T4     | 1967年-87年 | 14,000mm | 2,200mm | 3,063mm | 16.0t | 65km/h   | 44.0kW×4 | ？     | 20人     | 77人     | 1,000mm 1,067mm 1,435mm 1,450mm 1,524mm |      |
| B4     | 1967年-87年 | 14,000mm | 2,200mm | 3,063mm | ？    | 65km/h   | -        | -      | 28人     | 72人     | 1,000mm 1,067mm 1,435mm 1,450mm         |      |

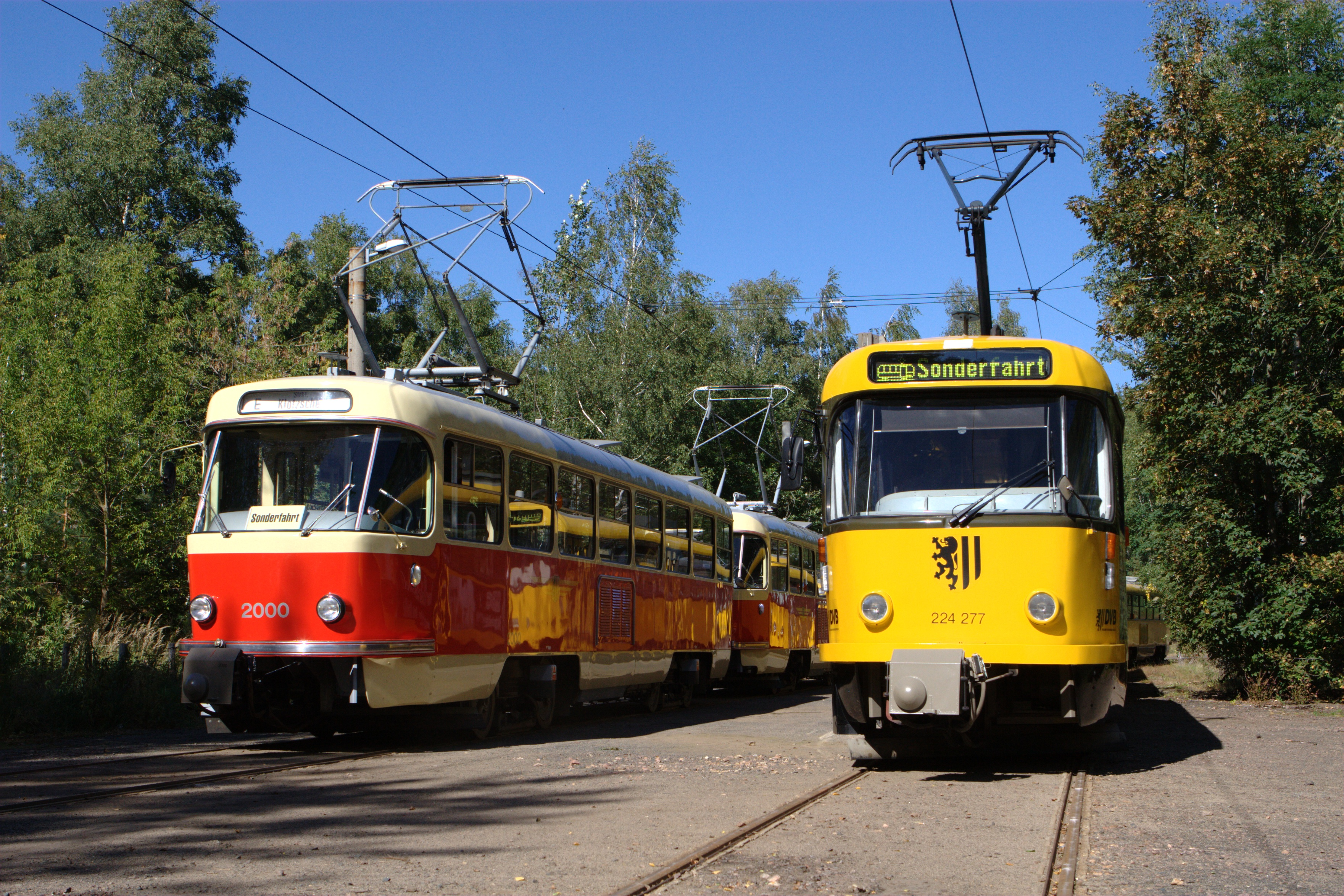
T4D(ドイツ：ドレスデン)
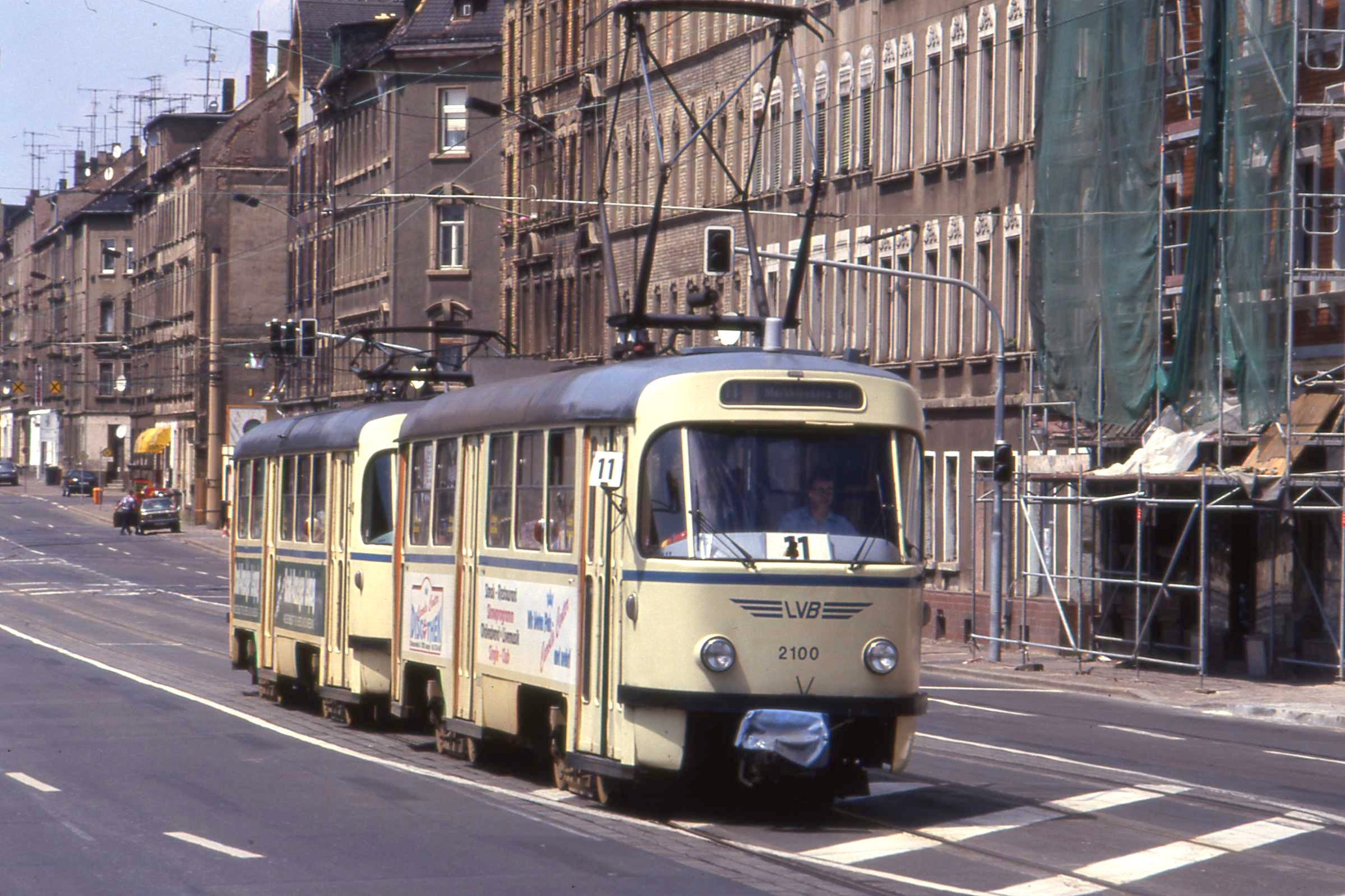
T4D＋B4D(ドイツ：ライプツィヒ) (1993年撮影)
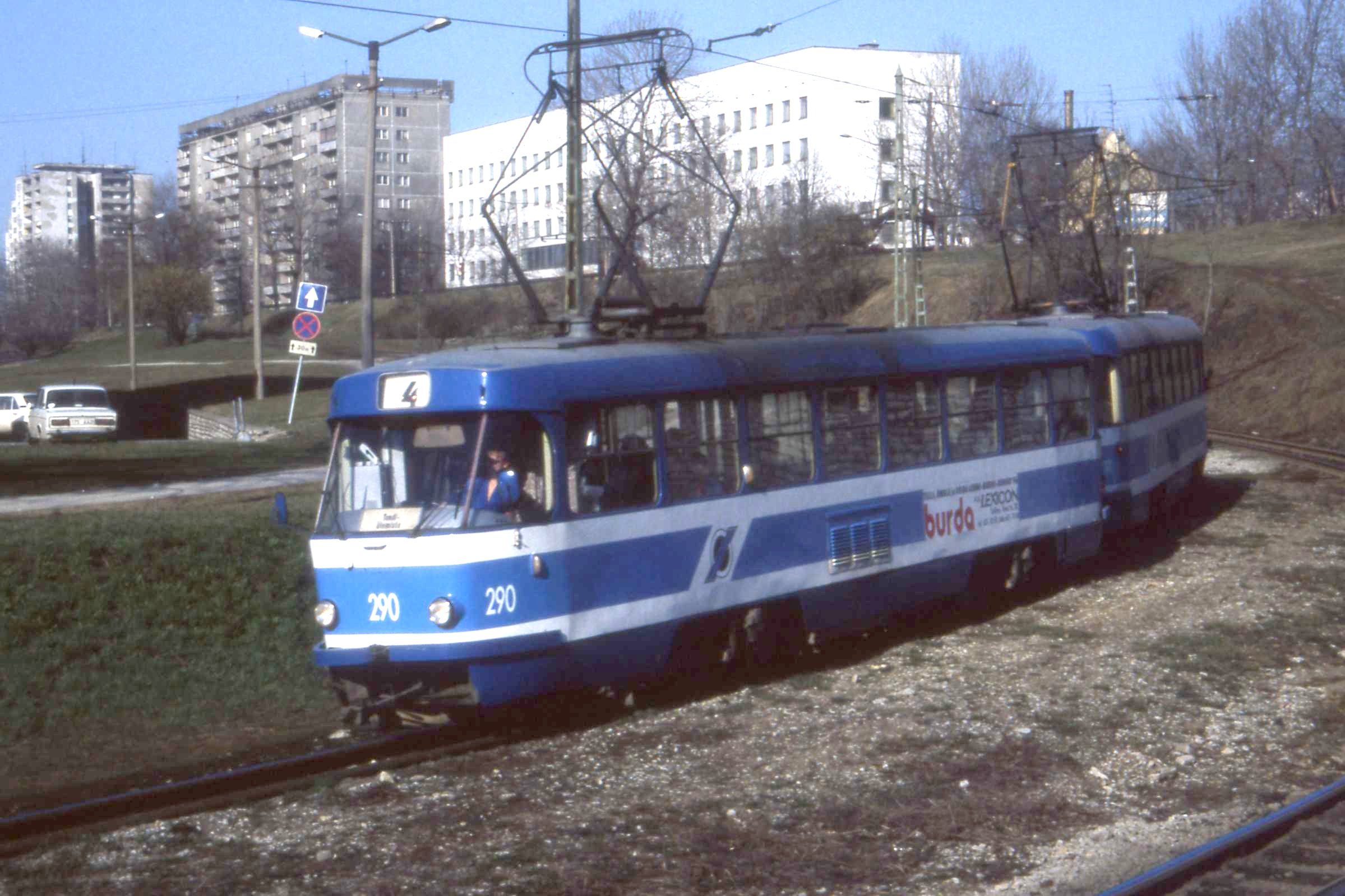
T4SU(エストニア：タリン)
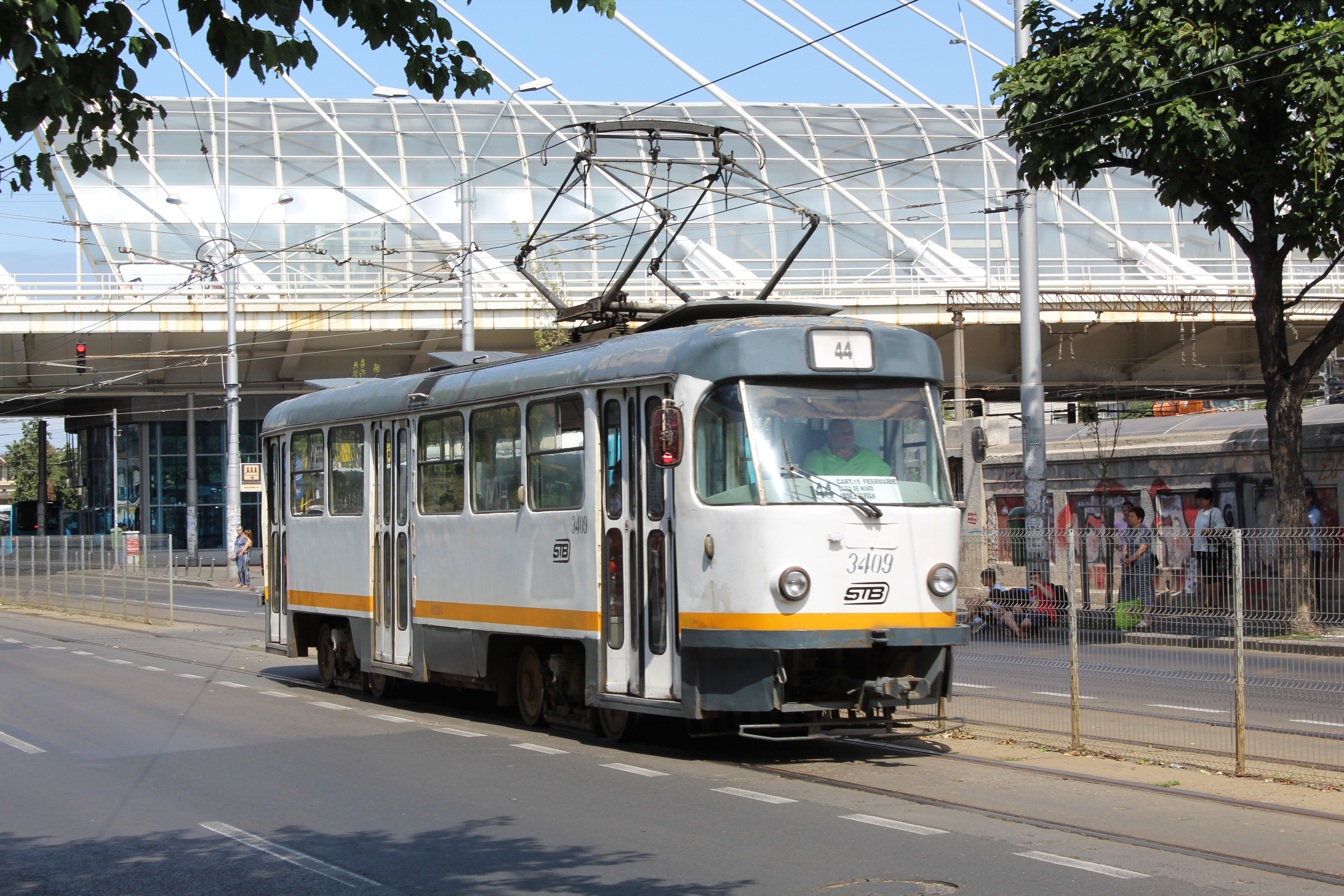
T4R(ルーマニア：ブカレスト)
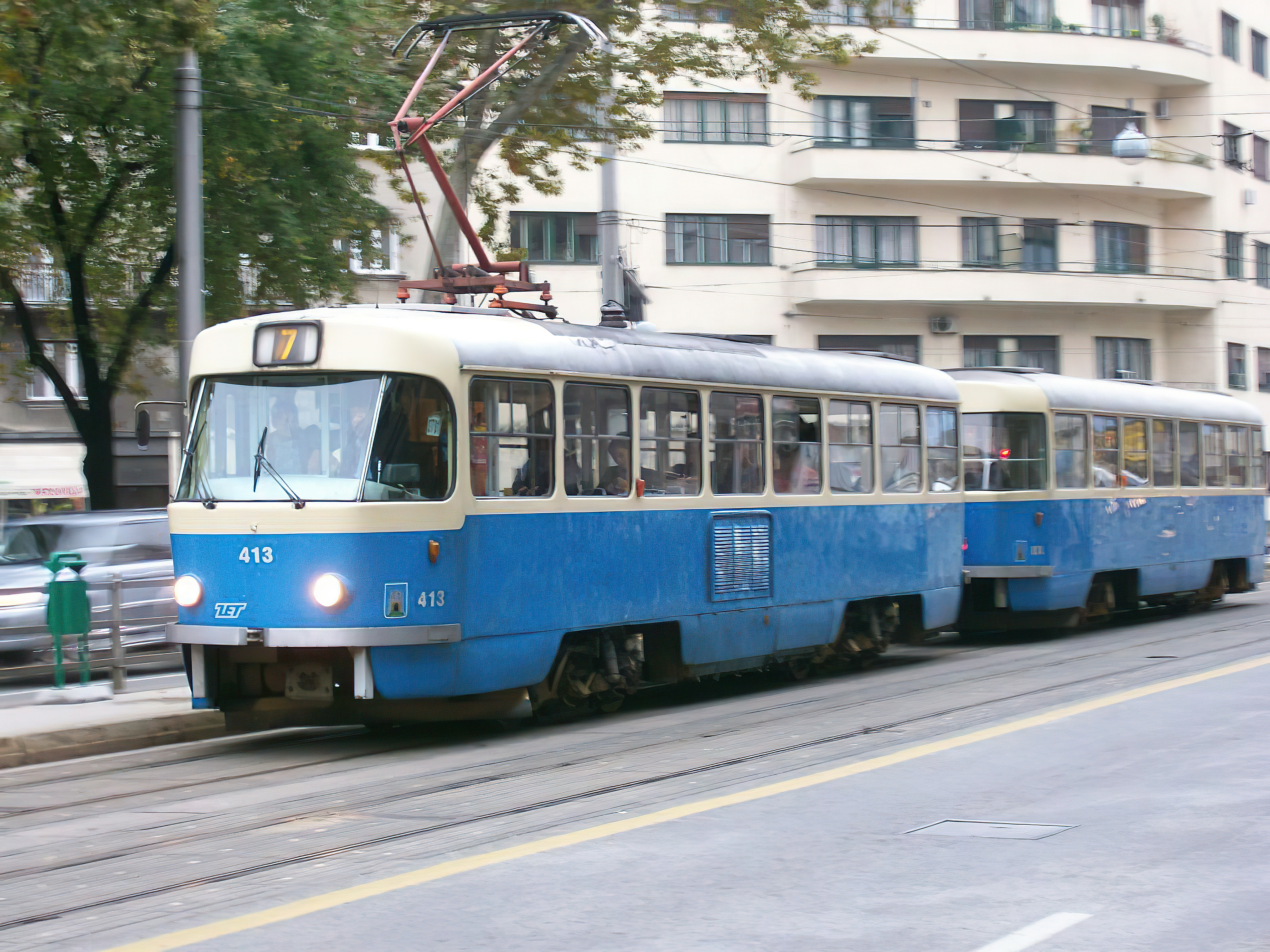
T4YU＋B4YU(クロアチア：ザグレブ)
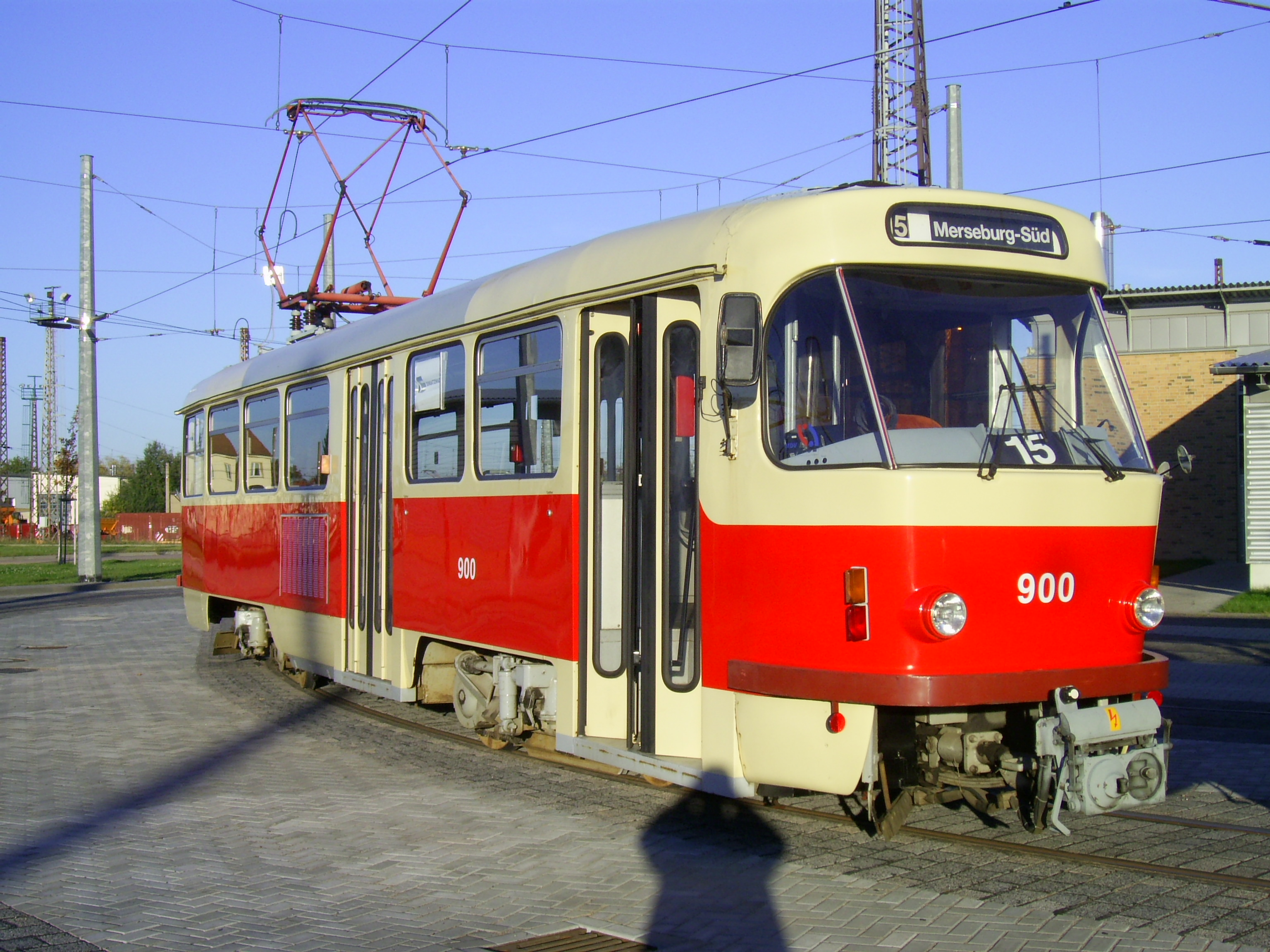
Z-T4D(ドイツ：ハレ)
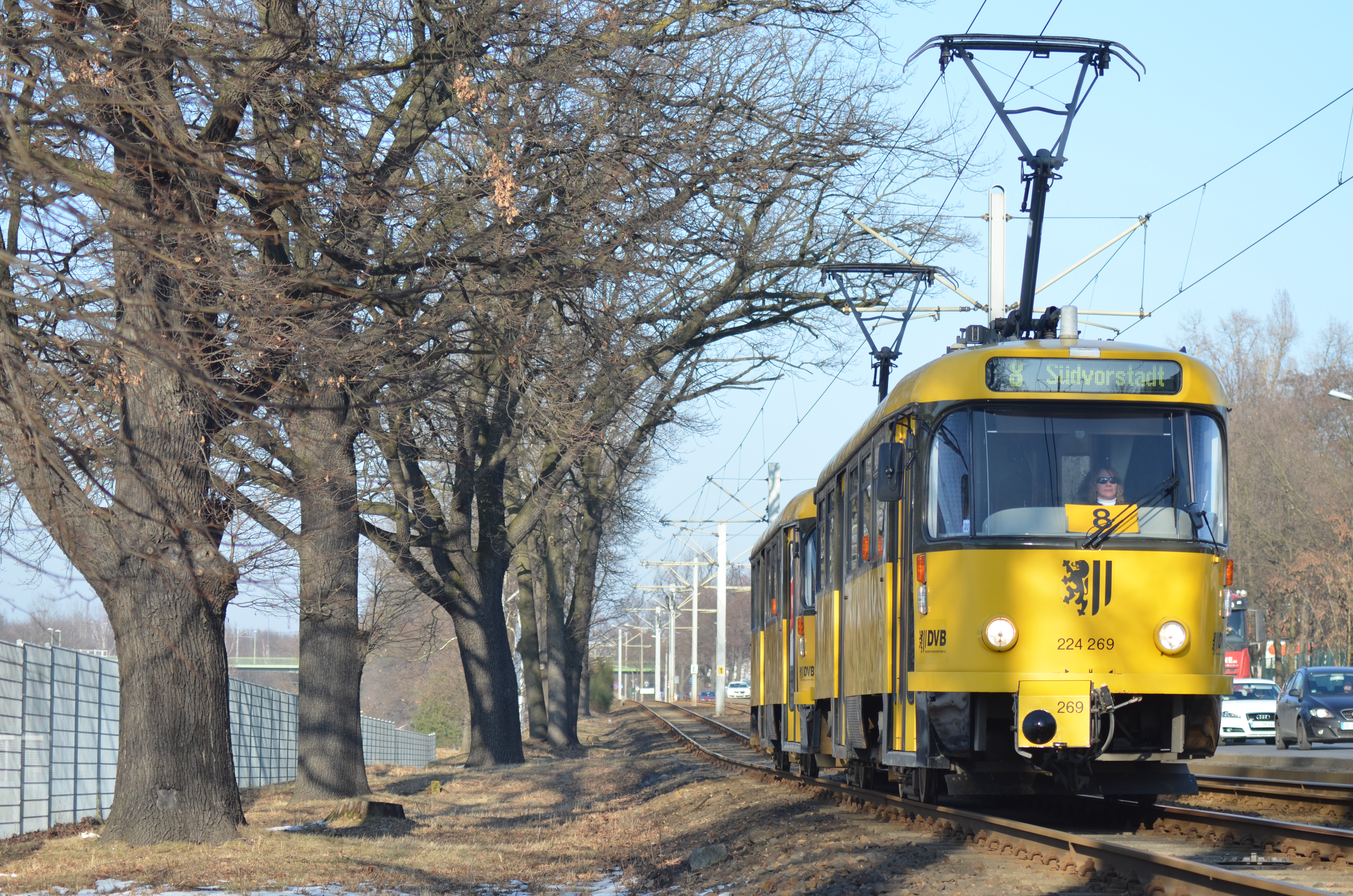
T4D-MS(ドイツ：ドレスデン)
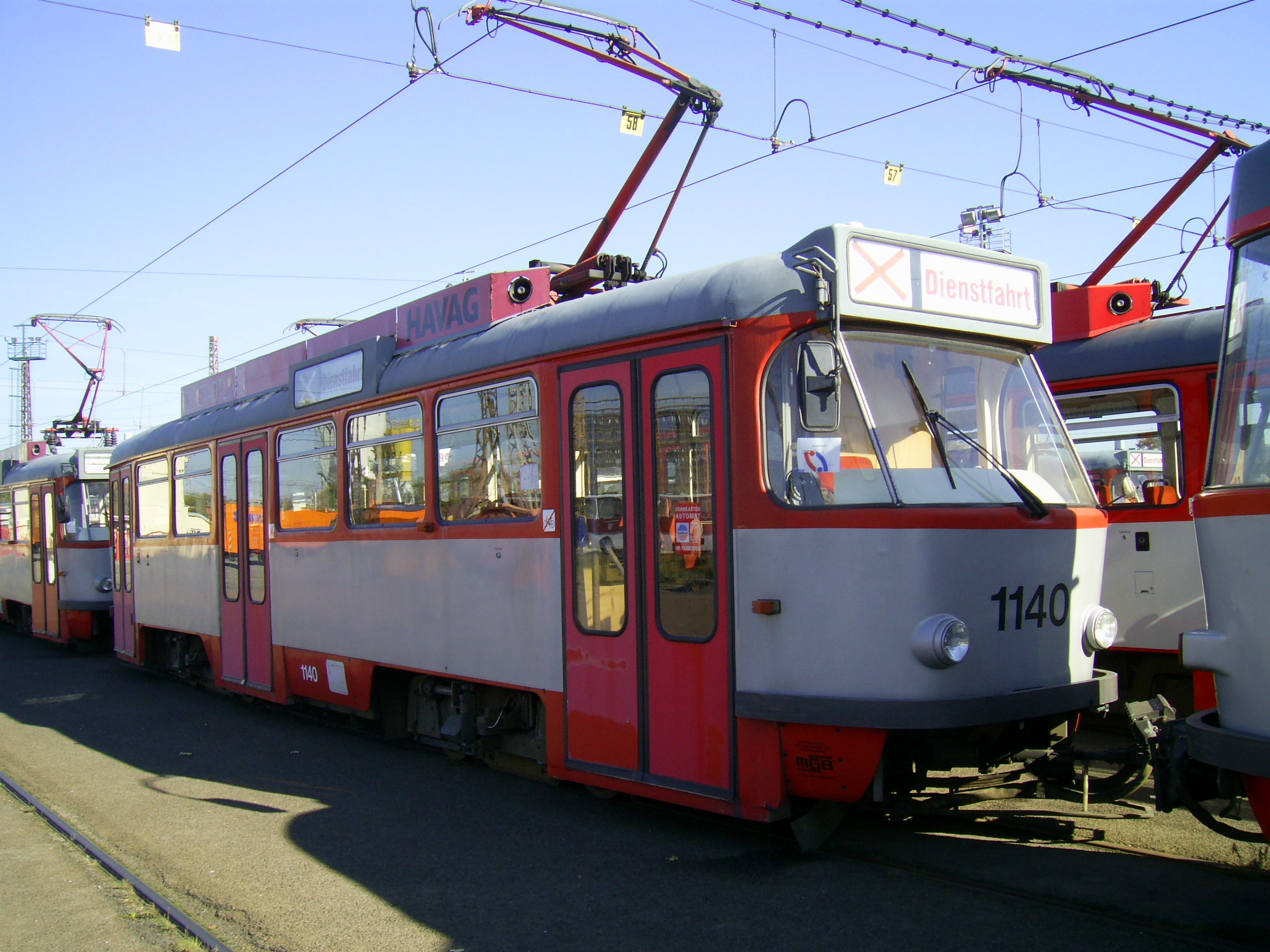
T4D-C(ドイツ：ハレ)
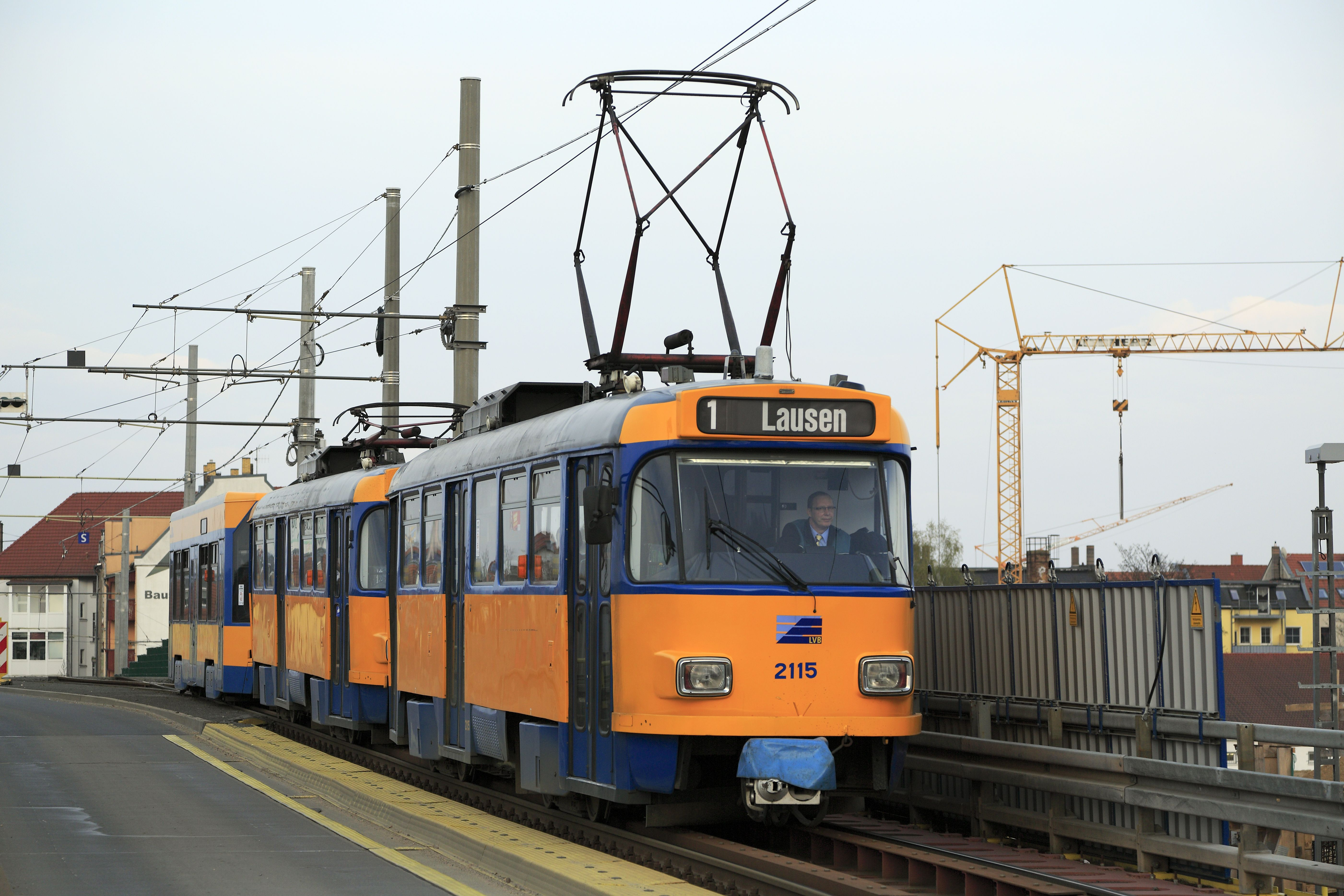
T4D-M1(ドイツ：ライプツィヒ)
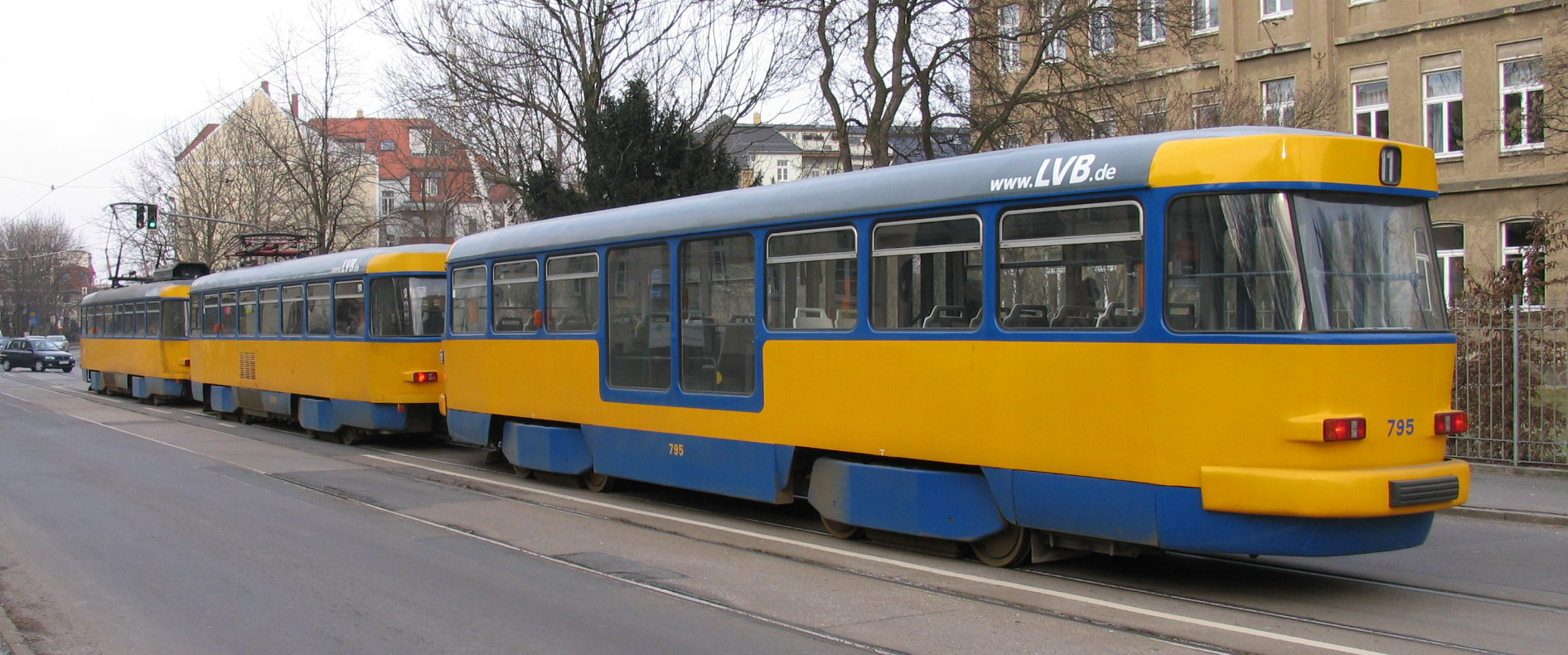
B4D-M(ドイツ：ライプツィヒ)

### T5
1976年から製造が行われた第五世代の車両。それまで製造された車両から車体形状が大きく変更され、丸みを帯びたデザインから全金製の角ばったデザインに改められた他、モーターや制御装置などの走行機器についてもPCCカーに基づかない新たなコンセプトで製造されている。試作車として製造されたT5A5、T5B6に加え、1978年から1984年にかけてハンガリーのブダペスト市電向けにT5C5が322両製造された。また、2002年以降一部のT5C5は制御装置をIGBTトランジスタ制御に換装し、形式名もT5C5K、T5C5K2(2009年以降の更新車)に改められている。
| 形式名 | 製造年    | 全長     | 全幅    | 全高    | 自重  | 最高速度 | 出力     | 歯車比 | 着席定員 | 立席定員 | 軌間    | 備考 |
| ------ | --------- | -------- | ------- | ------- | ----- | -------- | -------- | ------ | -------- | -------- | ------- | ---- |
| T5A5   | 1981年    | 14,000mm | 2,500mm | 3,145mm | ？    | 65km/h   | 40.0kW×4 | ？     | 20人     | 115人    | 1,435mm |      |
| T5B6   | 1976年    | 14,700mm | 2,600mm | 3,145mm | 17.7t | 65km/h   | 77.0kW×4 | ？     | 39人     | 83人     | 1,435mm |      |
| T5C5   | 1978-84年 | 15,640mm | 2,500mm | 3,140mm | 18t   | 65km/h   | 44.0kW×4 | ？     | 28人     | 72人     | 1,435mm |      |

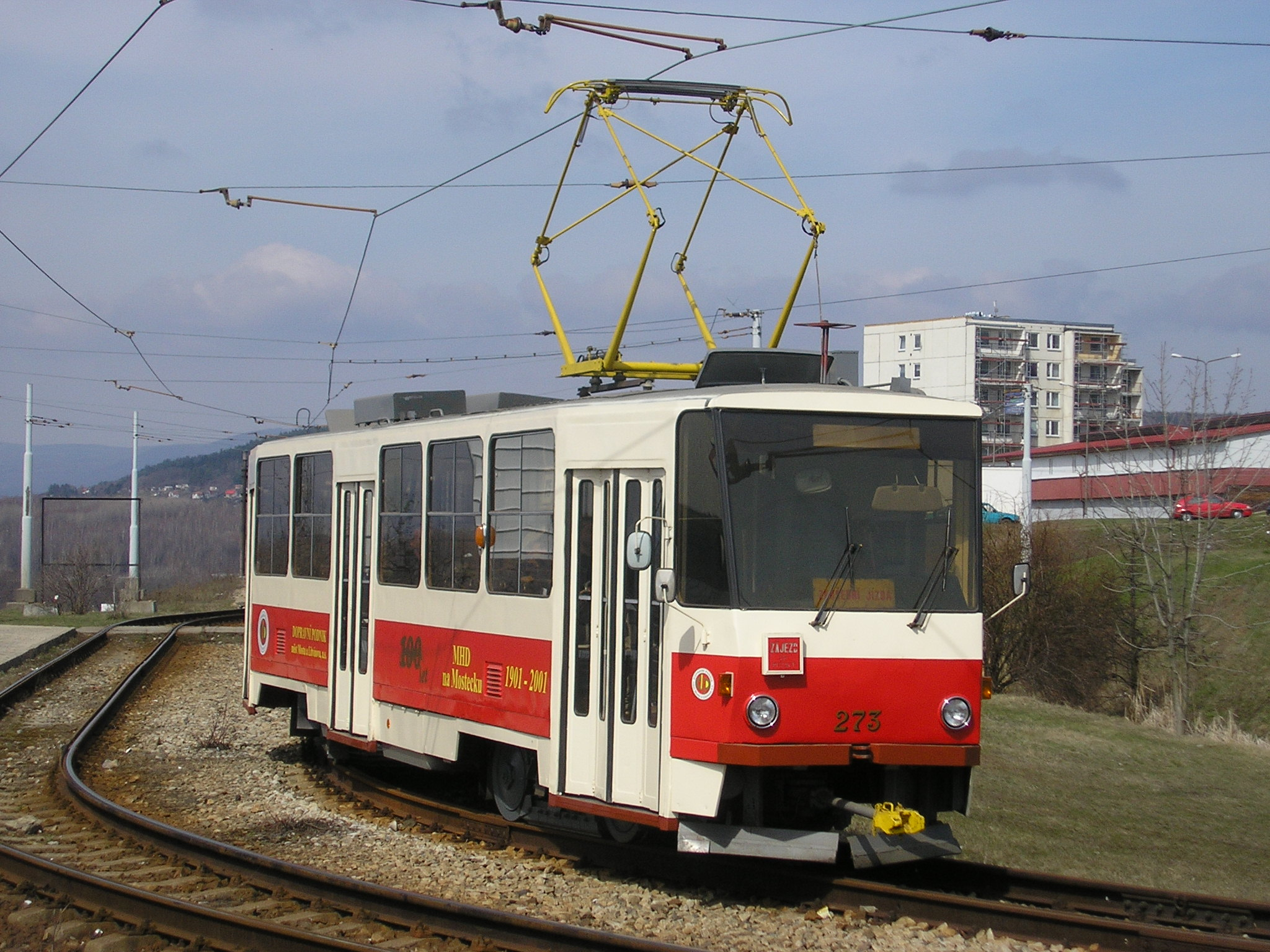
T5B6(チェコ(チェコスロバキア)：モスト)
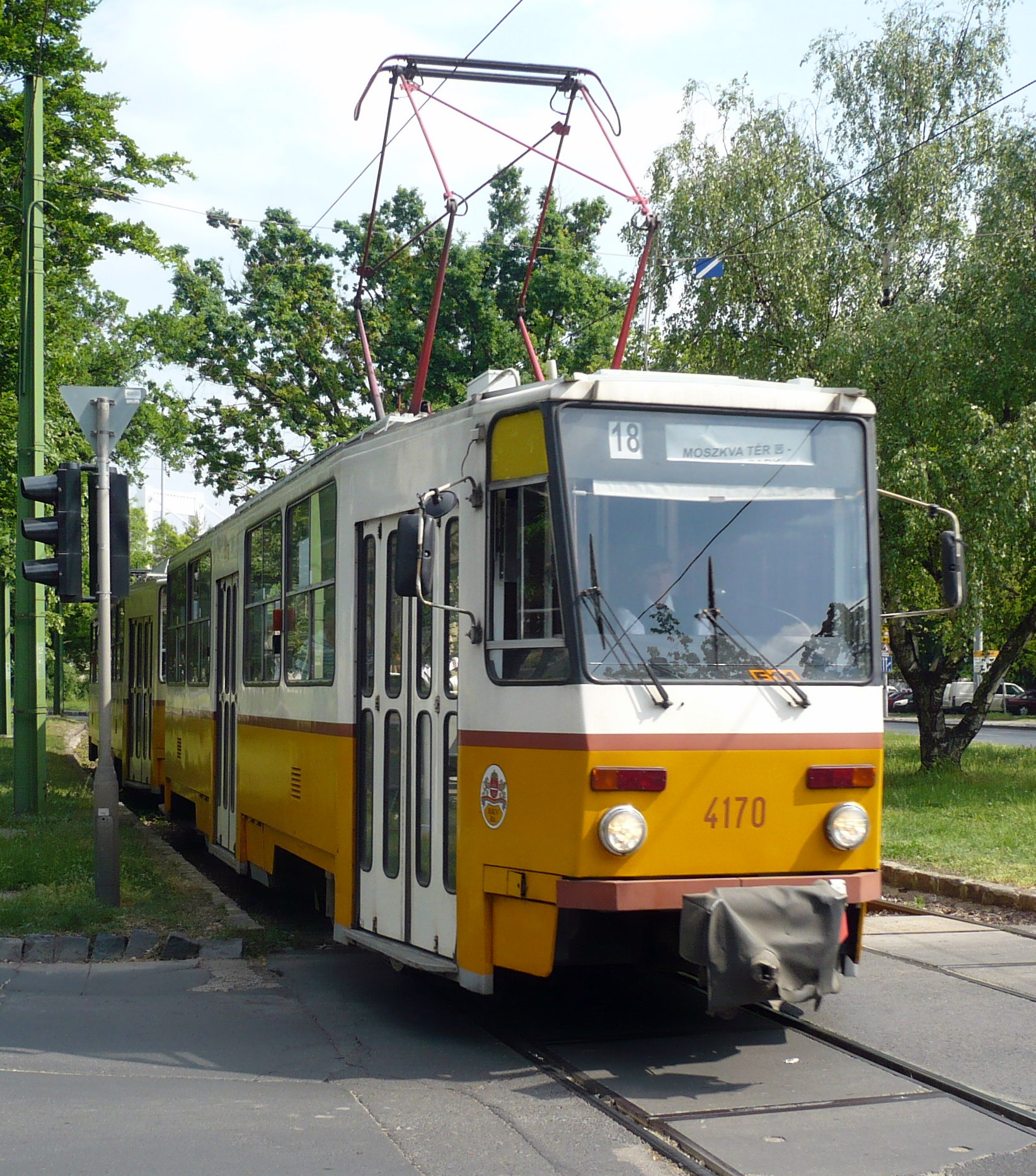
T5C5(ハンガリー：ブダペスト)

### T6・B6
1980年代以降に登場した第六世代の車両。T3を含めた各都市の老朽化した車両の置換用に安価かつ整備の簡略化という要望に適した設計になっているのが特徴で、車体はT5と同様の角ばったデザインになっている。

各地の仕様に合わせた以下の4タイプが製造され、一部はČKD社破産後も別企業が引き続き製造を行っていた。

#### T6B5
主にソ連向けとして製造された形式。ソ連(現：ロシア連邦、ベラルーシ、ウクライナ、ウズベキスタン)各地に導入されたT6B5SU(T3Mとも呼ばれている)に加え、ブルガリア向けのT6B5B、北朝鮮向けのT6B5Kが製造された。
ソ連向けの車両に関してはČKD社に加え、ドニプロにあったJuMS工場が23両をライセンス生産している。またČKDタトラ破産後はイネコン・トラムが残された車両の製造を担当した他タトラ＝ユークもライセンス生産を継続し、最終的に2013年まで新車の販売が行われた。
| 形式名 | 製造年      | 全長     | 全幅    | 全高    | 自重   | 最高速度 | 出力     | 歯車比 | 着席定員 | 立席定員 | 軌間            | 備考 |
| ------ | ----------- | -------- | ------- | ------- | ------ | -------- | -------- | ------ | -------- | -------- | --------------- | ---- |
| T6B5   | 1983-2013年 | 15,342mm | 2,480mm | 3,145mm | 18.39t | 65km/h   | 45.0kW×4 | ？     | 40人     | 120人    | 1,435mm 1,520mm |      |

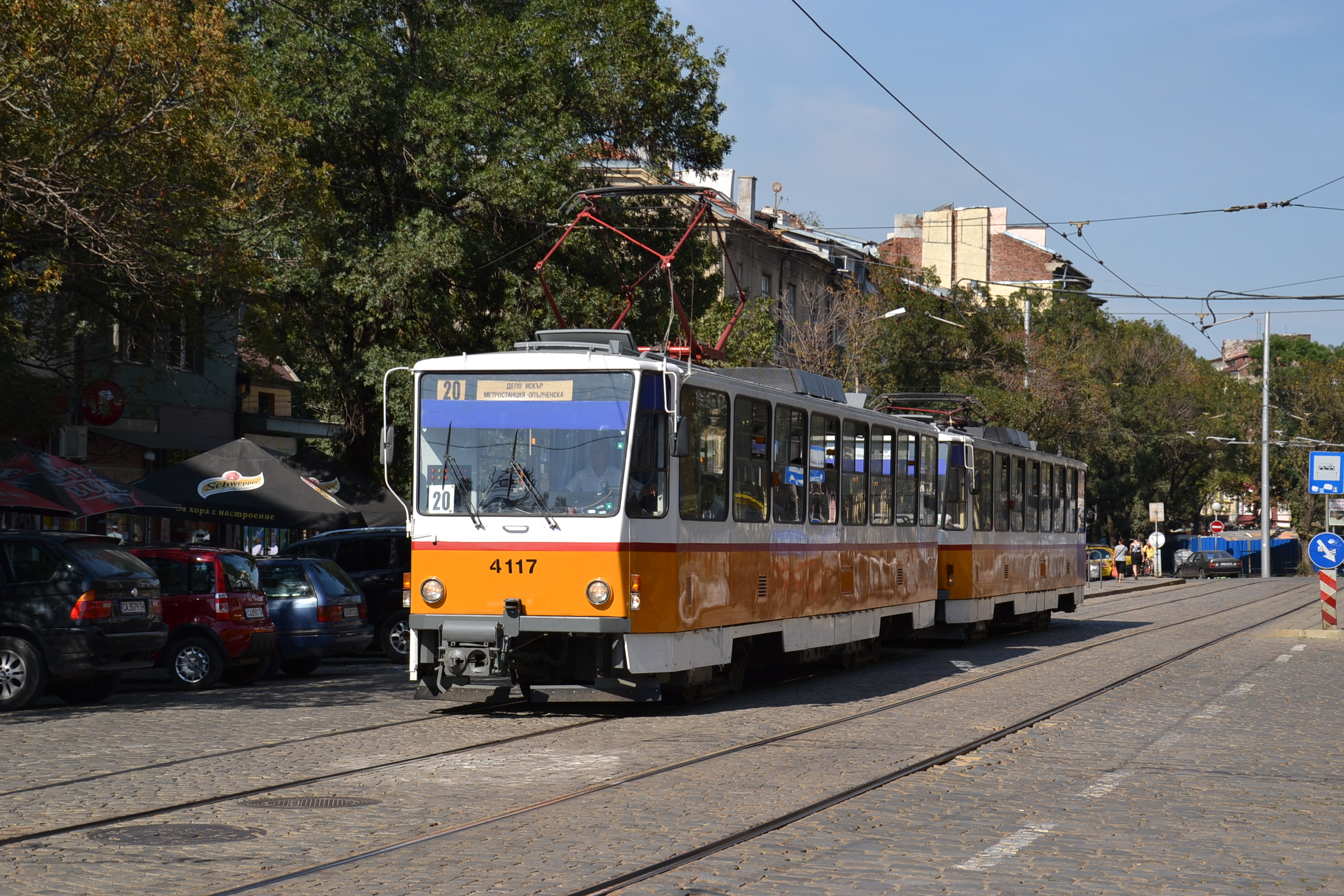
T6B5(ブルガリア：ソフィア)
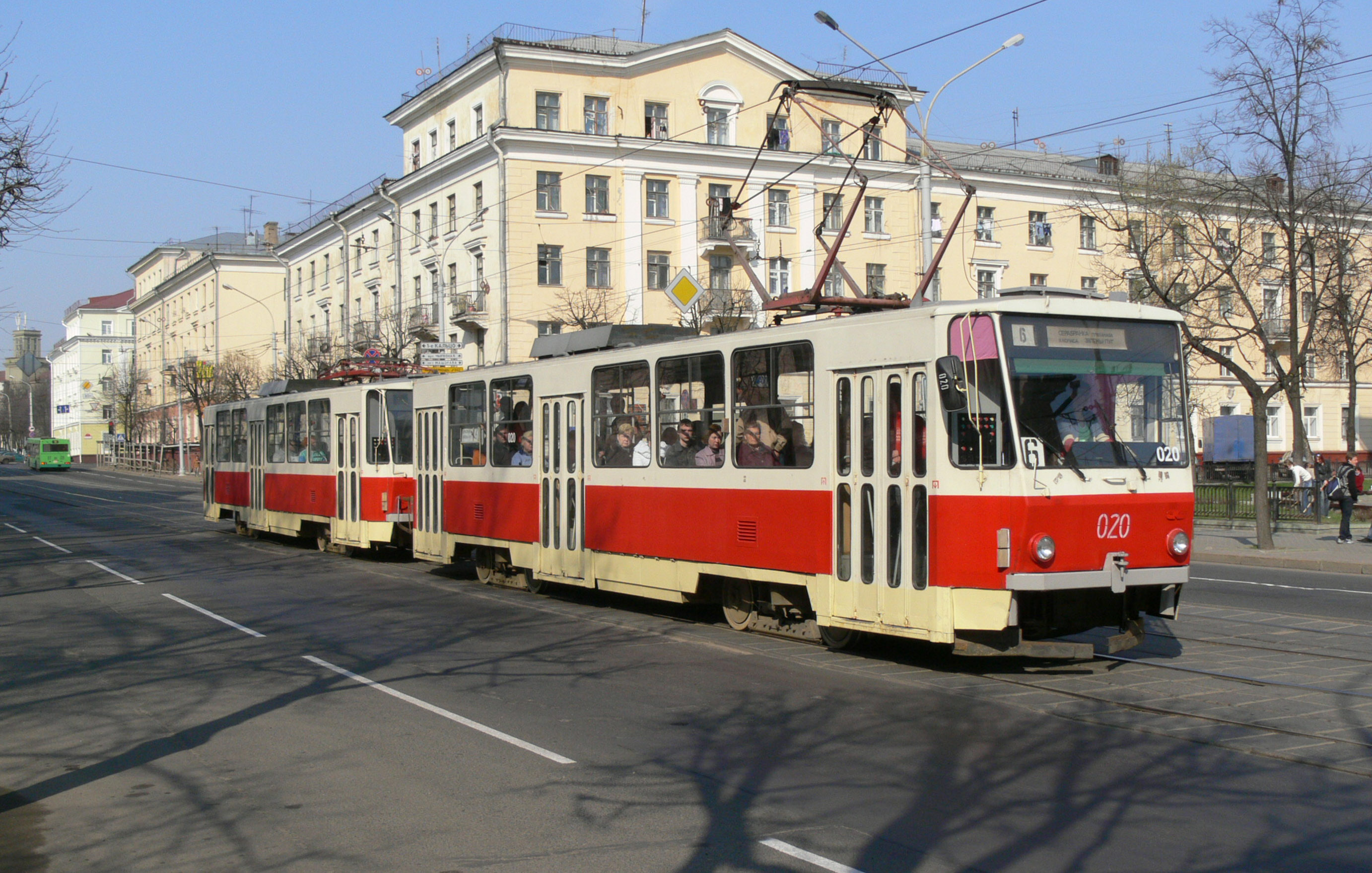
T6B5(ベラルーシ：ミンスク)

#### T6A2・B6A2
T5A5の試験結果をもとに開発された、車体幅を2,200mmに狭めた構造のモデル。1985年に試作車が製造された後、1988年から量産車の製造が行われた。東ドイツの各都市の路面電車における老朽車置換用に製造された電動車T6A2D、付随車B6A2Dに加え、1991年以降はブルガリアのソフィア市電向けにT6A2Bが、1997年にはハンガリーのセゲド市電向けにT6A2Hが製造されている。
| 形式名 | 製造年    | 全長     | 全幅    | 全高    | 自重  | 最高速度 | 出力     | 歯車比 | 着席定員 | 立席定員 | 軌間                            | 備考 |
| ------ | --------- | -------- | ------- | ------- | ----- | -------- | -------- | ------ | -------- | -------- | ------------------------------- | ---- |
| T6A2   | 1985-99年 | 15,342mm | 2,200mm | 3,110mm | 18.3t | 55km/h   | 45.0kW×4 | ？     | 20-28人  | 66-81人  | 1,009mm 1,435mm 1,450mm 1,458mm |      |
| B6A2   | 1985-99年 | 15,342mm | 2,200mm | 3,110mm | 14.3t | 55km/h   | -        | -      | 20-29人  | 92人     | 1,435mm 1,450mm 1,458mm         |      |

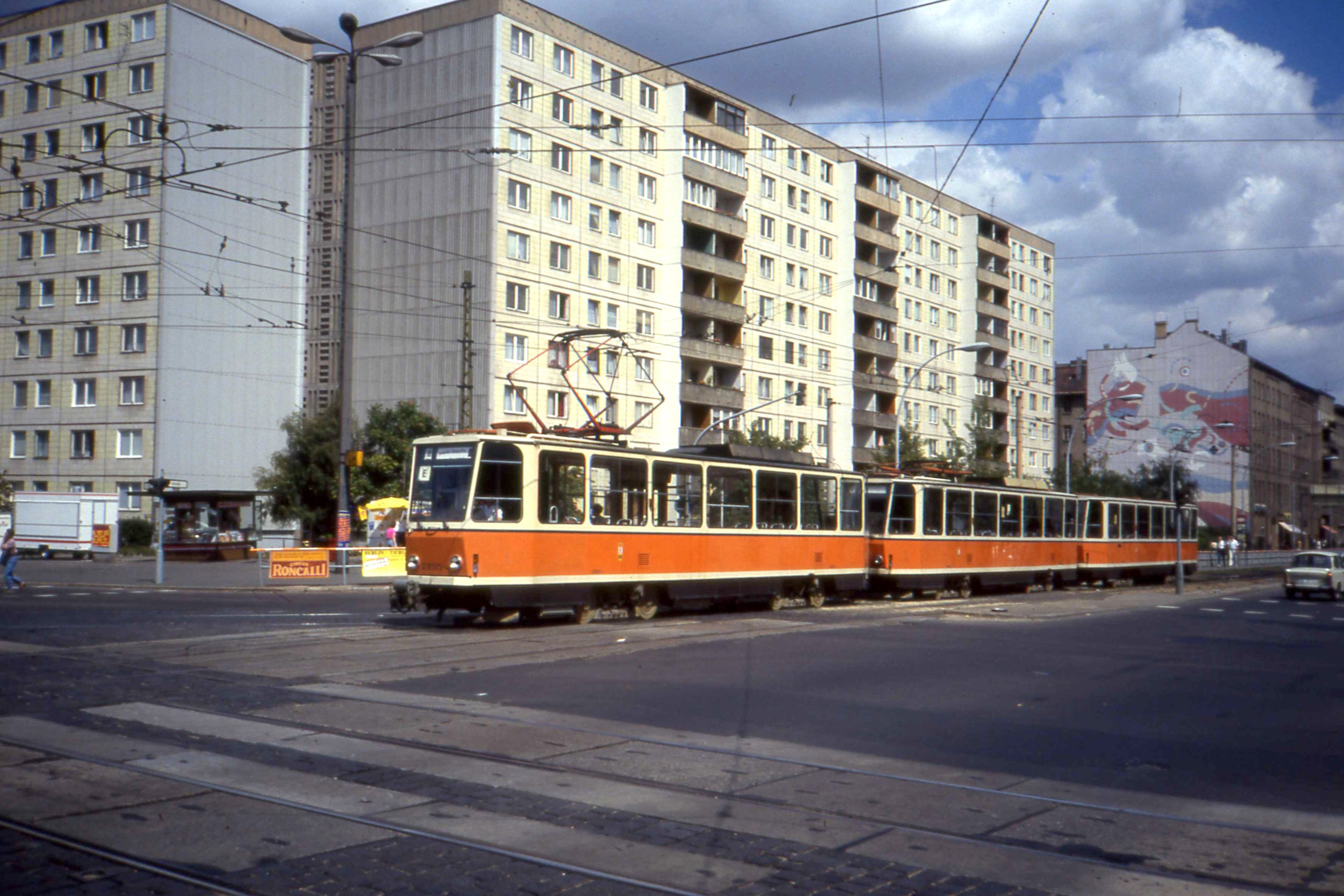
T6A2D・B6A2D(3両目)(ドイツ(東ドイツ)：ベルリン) (1990年撮影)
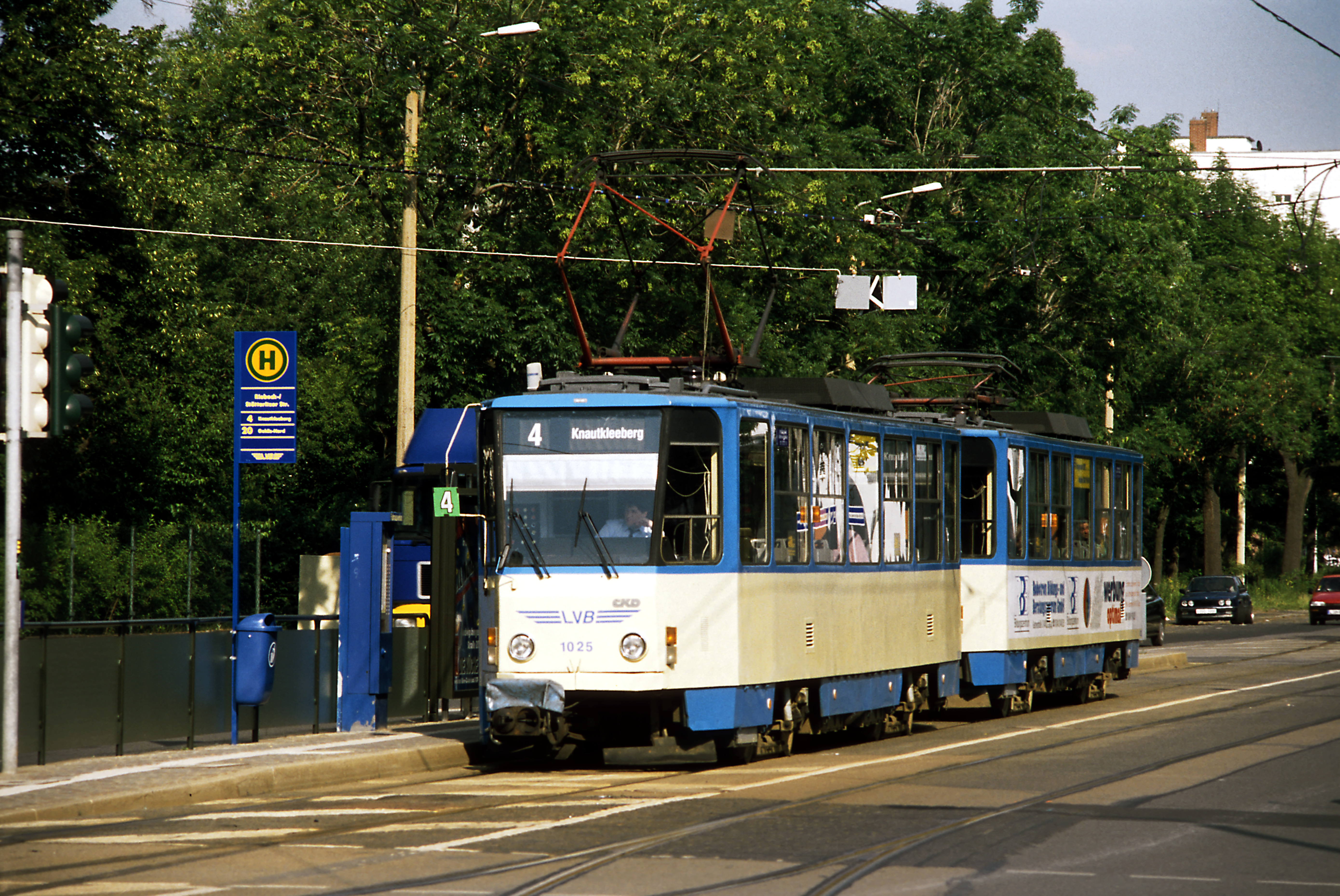
T6A2D(ドイツ：ライプツィヒ)
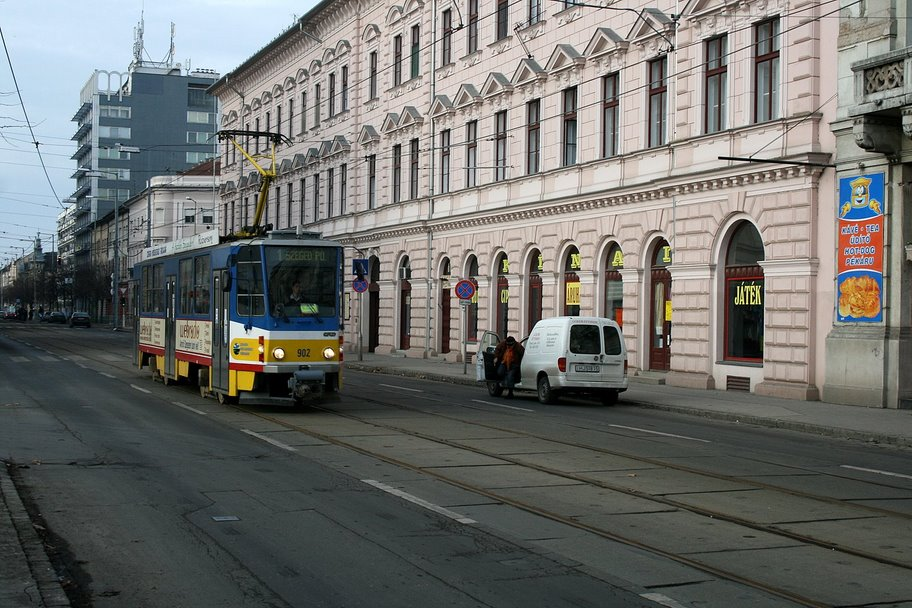
T6A2H(ハンガリー：セゲド)

#### T6A5
主にチェコやスロバキアの路面電車用に製造されたモデル。サイリスタチョッパ制御を採用し、電力消費がそれまでの車両よりも削減されている。3次に渡って量産が行われ、1998年のČKDタトラ社の破産後も2002年の工場閉鎖まで新車の製造が行われた。また、T3の台枠や機器を流用したT6A5.3も提案され1両が製造されたが営業運転に就く事はなかった。
| 形式名 | 製造年    | 全長     | 全幅    | 全高    | 自重       | 最高速度 | 出力              | 歯車比 | 着席定員 | 立席定員 | 軌間            | 備考 |
| ------ | --------- | -------- | ------- | ------- | ---------- | -------- | ----------------- | ------ | -------- | -------- | --------------- | ---- |
| T6A5   | 1991-98年 | 14,700mm | 2,500mm | 3,165mm | 18.7-19.5t | 65km/h   | 45.0kW×4 46.8kW×4 | ？     | 25-31人  | 75-84人  | 1,000mm 1,435mm |      |

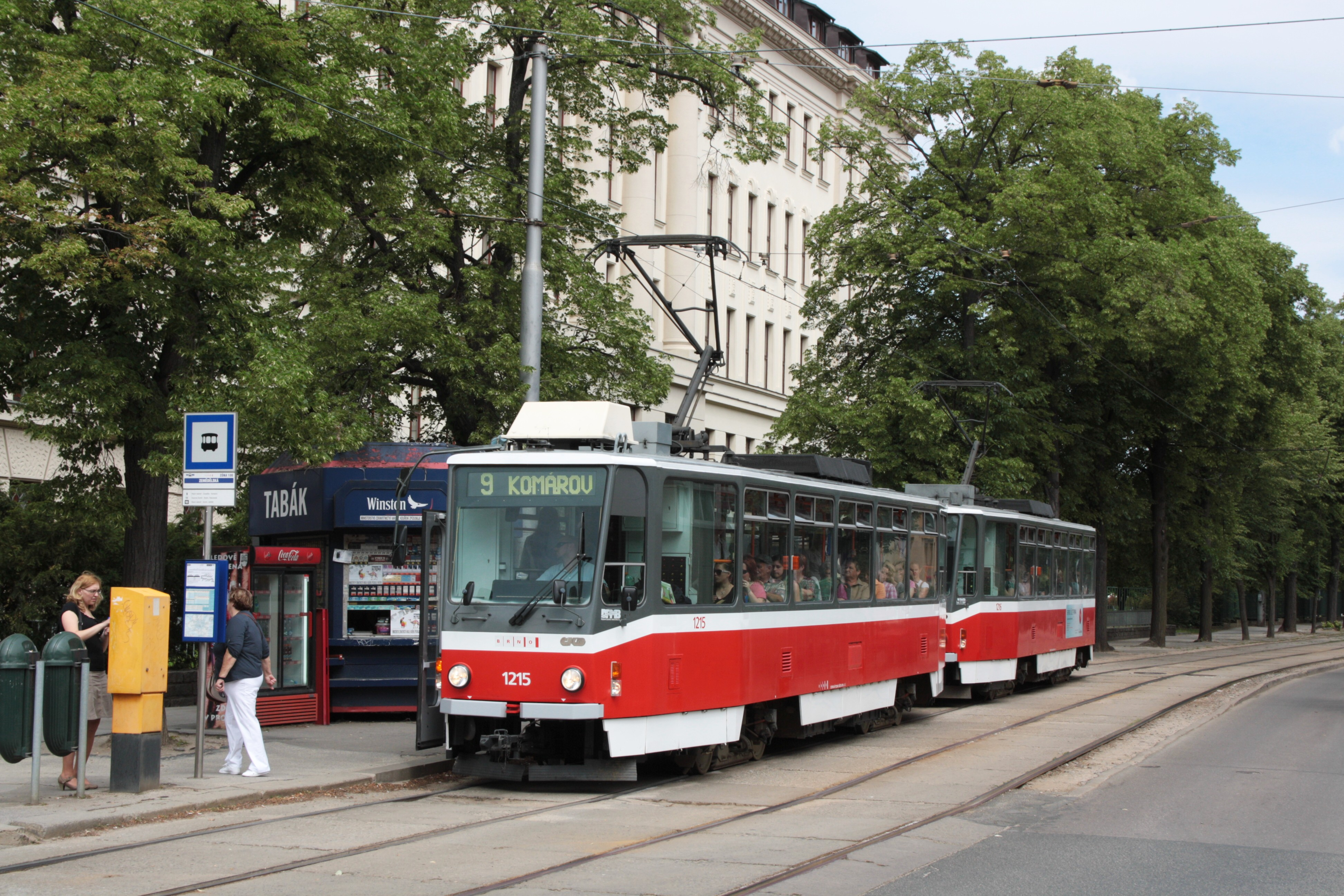
T6A5(チェコ：ブルノ)
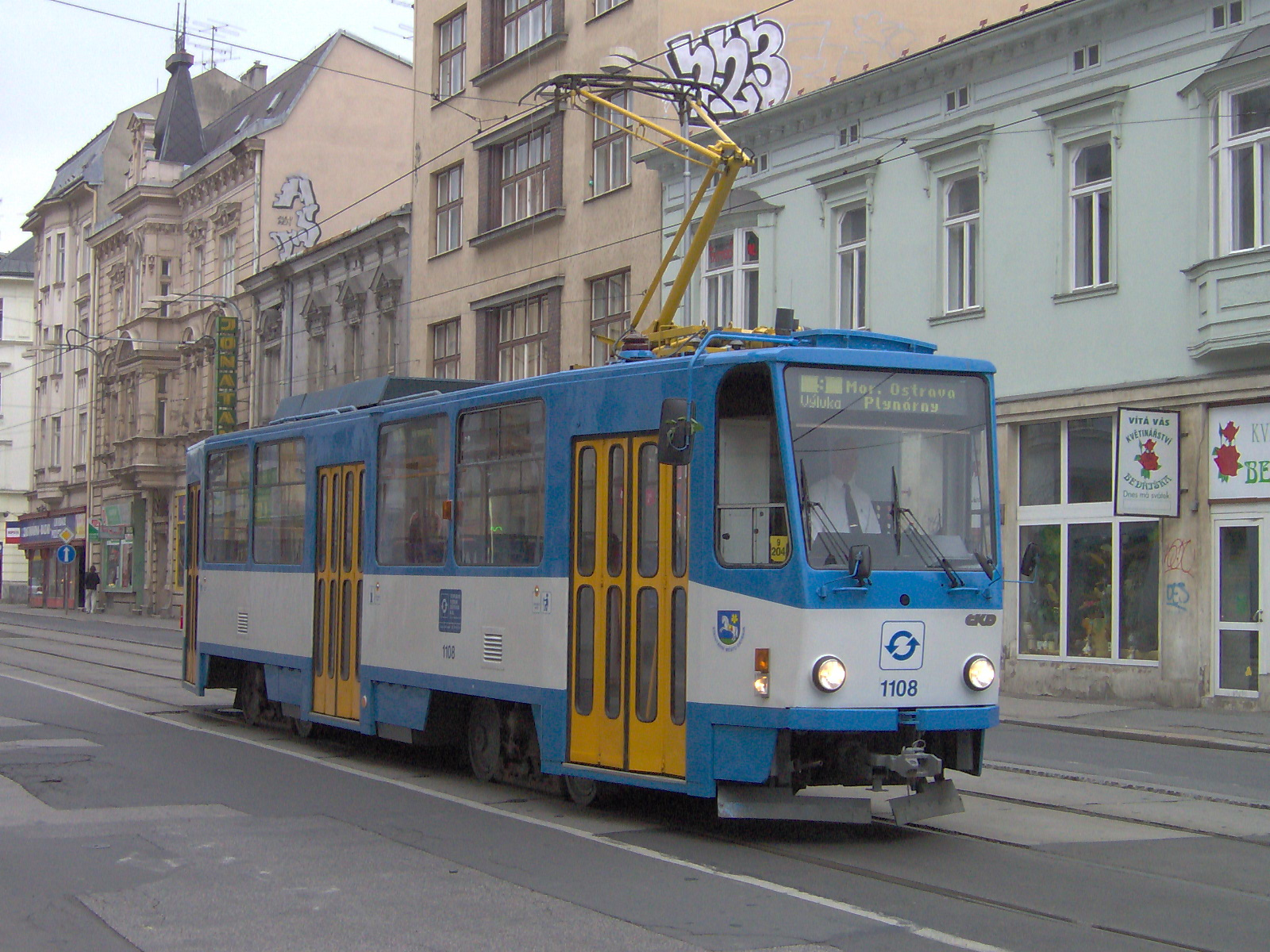
T6A5(チェコ：オストラヴァ)

#### T6C5
アメリカ合衆国のニューオーリンズで公共交通機関を運営するニューオーリンズ地方交通局からの注文を受けて製造されたタイプ。T6A5を基にしながらも、冷房装備や両運転台など独自の仕様となっていた。1998年に1両が製造され、ニューオーリンズで試験運転が行われたが、ČKD社の破綻の影響を受けて注文がキャンセルされ、2001年にチェコ・プラハに返却された。2003年からはドイツのシュトラウスベルク鉄道で使用されている。
| 形式名 | 製造年 | 全長     | 全幅    | 全高    | 自重  | 最高速度 | 出力     | 歯車比 | 着席定員 | 立席定員 | 軌間    | 備考 |
| ------ | ------ | -------- | ------- | ------- | ----- | -------- | -------- | ------ | -------- | -------- | ------- | ---- |
| T6C5   | 1998年 | 14,700mm | 2,500mm | 3,165mm | 20.5t | 65km/h   | 46.9kW×4 | ？     | 24人     | 97人     | 1,435mm |      |

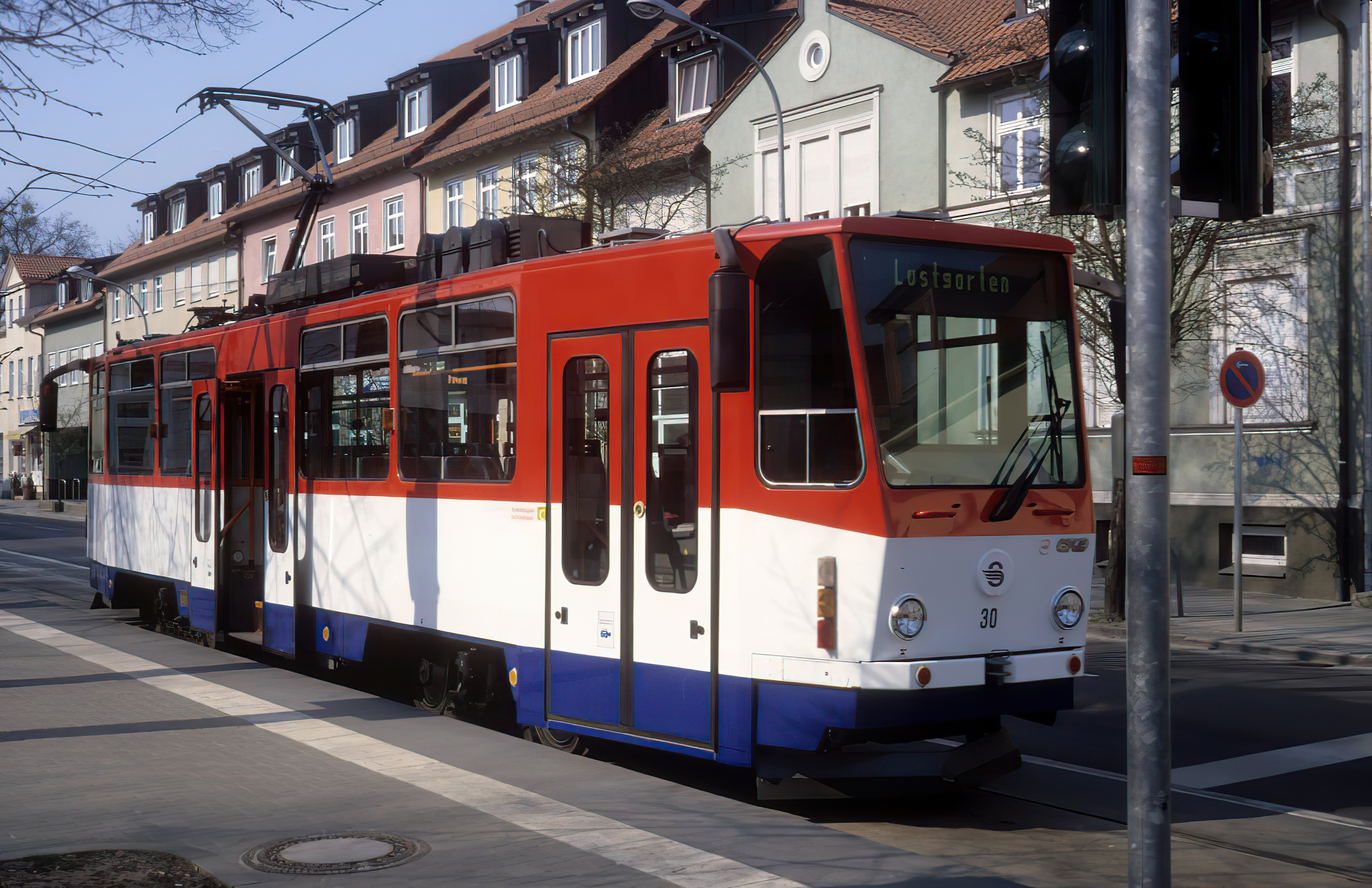
T6C5(ドイツ：シュトラウスベルク)

### T7
1980年代から90年代にかけて製造された形式。T6B5を基にした設計で定員数が増した一方重量も増加している。製造はT7B5の8両のみに留まり、ČKDタトラ社が所有しチェコで試験に用いられた1両以外はノルウェーやソ連に輸出されたが、2000年代までに営業運転から撤退した。そのうちノルウェーのオスロ市電に導入された車両は、旧西側諸国へ導入された初めてのタトラカーとなった。
| 形式名 | 製造年      | 全長     | 全幅    | 全高            | 自重        | 最高速度 | 出力     | 歯車比 | 着席定員 | 立席定員 | 軌間            | 備考 |
| ------ | ----------- | -------- | ------- | --------------- | ----------- | -------- | -------- | ------ | -------- | -------- | --------------- | ---- |
| T7B5   | 1989年-93年 | 15,300mm | 2,400mm | 3,145mm 3,450mm | 20.0t 19.8t | 65km/h   | 50.0kW×4 | ？     | 40人     | 120人    | 1,435mm 1,524mm |      |

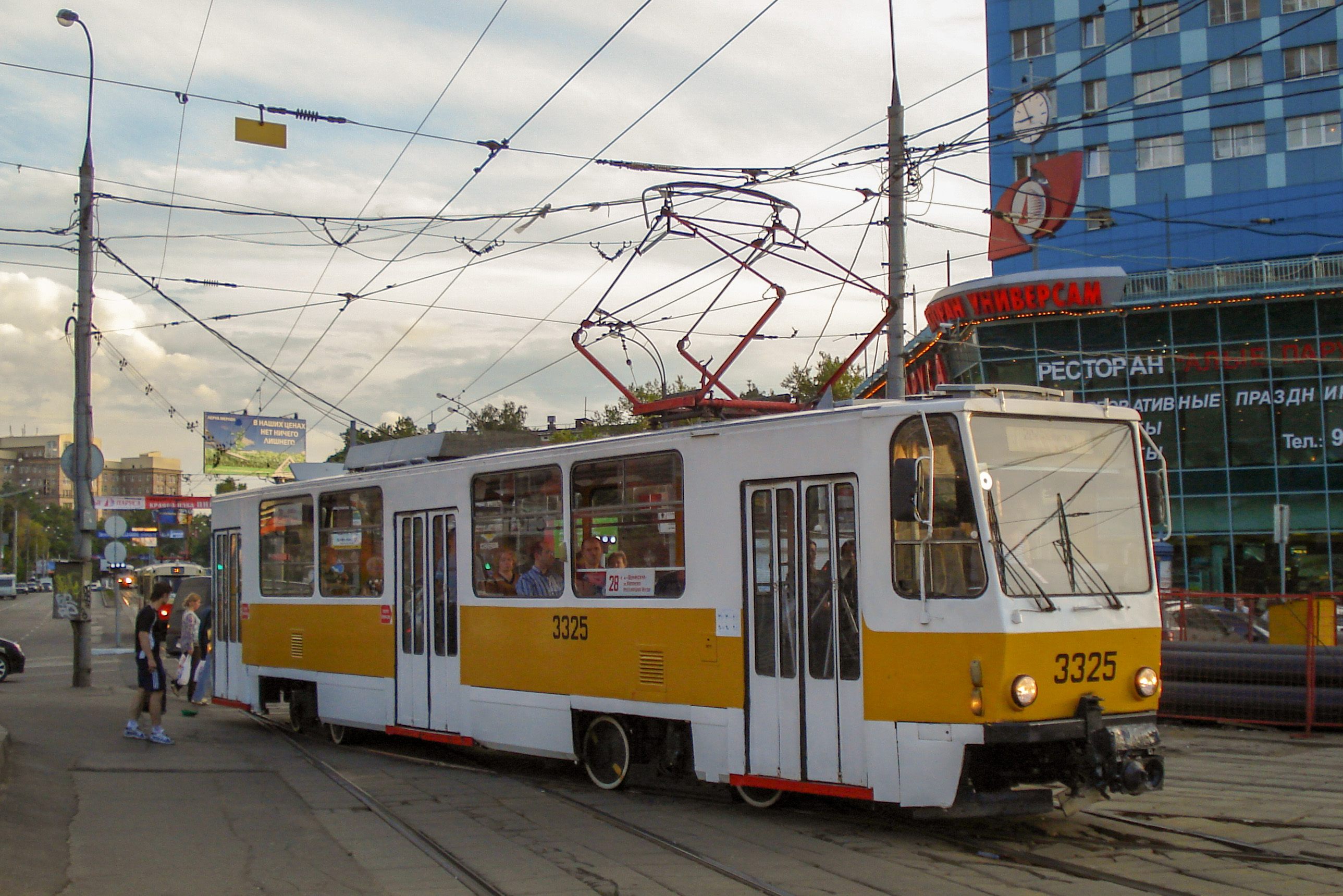
T7B5(ロシア連邦：モスクワ)
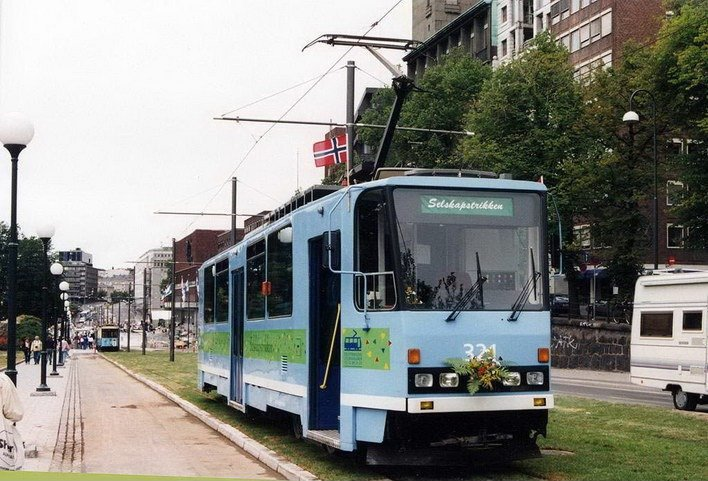
T7B5（ノルウェー：オスロ）

## 連接車

### K1
それまで製造されていた単車よりも定員数が多い「連接車」を開発するため、1964年から1965年にかけて製造された試作車。車体の構造はT3を基にしていたが、電子機器に関しては独自の設計がなされていた。チェコ(旧チェコスロバキア)のオストラヴァで試運転が行われたが機器の故障が相次いだ事もあり、1968年から3年間運用されたのちČKDタトラへ返却された。
| 形式名 | 編成        | 製造年    | 全長     | 全幅    | 全高    | 自重 | 最高速度 | 出力   | 歯車比 | 着席定員 | 立席定員 | 軌間    | 備考 |
| ------ | ----------- | --------- | -------- | ------- | ------- | ---- | -------- | ------ | ------ | -------- | -------- | ------- | ---- |
| K1     | 2車体連接車 | 1964-65年 | 21,600mm | 2,500mm | 3,050mm | ？   | 60km/h   | 40kW×4 | ？     | 49人     | 108人    | 1,435mm |      |

### K2
各地の都市に在籍していた2軸車などの旧型車両の置換用に製造された連接車。故障が相次いだK1の試験結果を踏まえ、T3に導入された電子機器をそのまま用いている。1966年に試作車が製造された後、1967年から1983年にかけて社会主義圏の各都市に向けて量産車が製造された。そのうちソ連向けの車両はK2SU、ユーゴスラビア向けにはK2YUの形式名が付けられている。
1990年代以降は各都市でサイリスタ制御への換装や車体更新、低床車体の挿入などの近代化工事が行われている他、一部の都市にはK2の機器を流用した新型電車が導入されている。
- K2G（チェコ語版） - サイリスタ制御に改造
- K2R - 車体更新、サイリスタ制御への改造など
- K2S - 車体更新(一部は車体完全新造)、GTOトランジスタ制御への改造など
- Satra II（チェコ語版） - 車体更新、シーメンス製のGTOトランジスタ制御への換装など
- K2T - GTOトランジスタ制御への換装など
- K2R.03-P - 車体更新、IGBTトランジスタ制御への改造
- K2P - IGBTトランジスタ制御への改造
- K3R-N - 中間に低床車体を挿入(3車体連接車化)、車体更新(一部は車体完全新造)、IGBTトランジスタ制御への改造など
- Satra III（チェコ語版） - 中間に低床車体を挿入(3車体連接車化)、車体更新、IGBTトランジスタ制御への改造など
- VarioLF2R.E - K2の機器流用車(部分低床車)、チェコ：ブルノ向け
- VarioLF2R.S - K2の機器流用車(部分低床車)、チェコ：オストラヴァ向け

| 形式名 | 編成        | 製造年      | 全長     | 全幅    | 全高    | 自重  | 最高速度 | 出力   | 歯車比 | 着席定員 | 立席定員 | 軌間                    | 備考 |
| ------ | ----------- | ----------- | -------- | ------- | ------- | ----- | -------- | ------ | ------ | -------- | -------- | ----------------------- | ---- |
| K2     | 2車体連接車 | 1966年-73年 | 20,400mm | 2,500mm | 3,050mm | 21.9t | 60km/h   | 40kW×4 | ？     | 50人     | 108人    | 1,000mm 1,435mm 1,524mm |      |

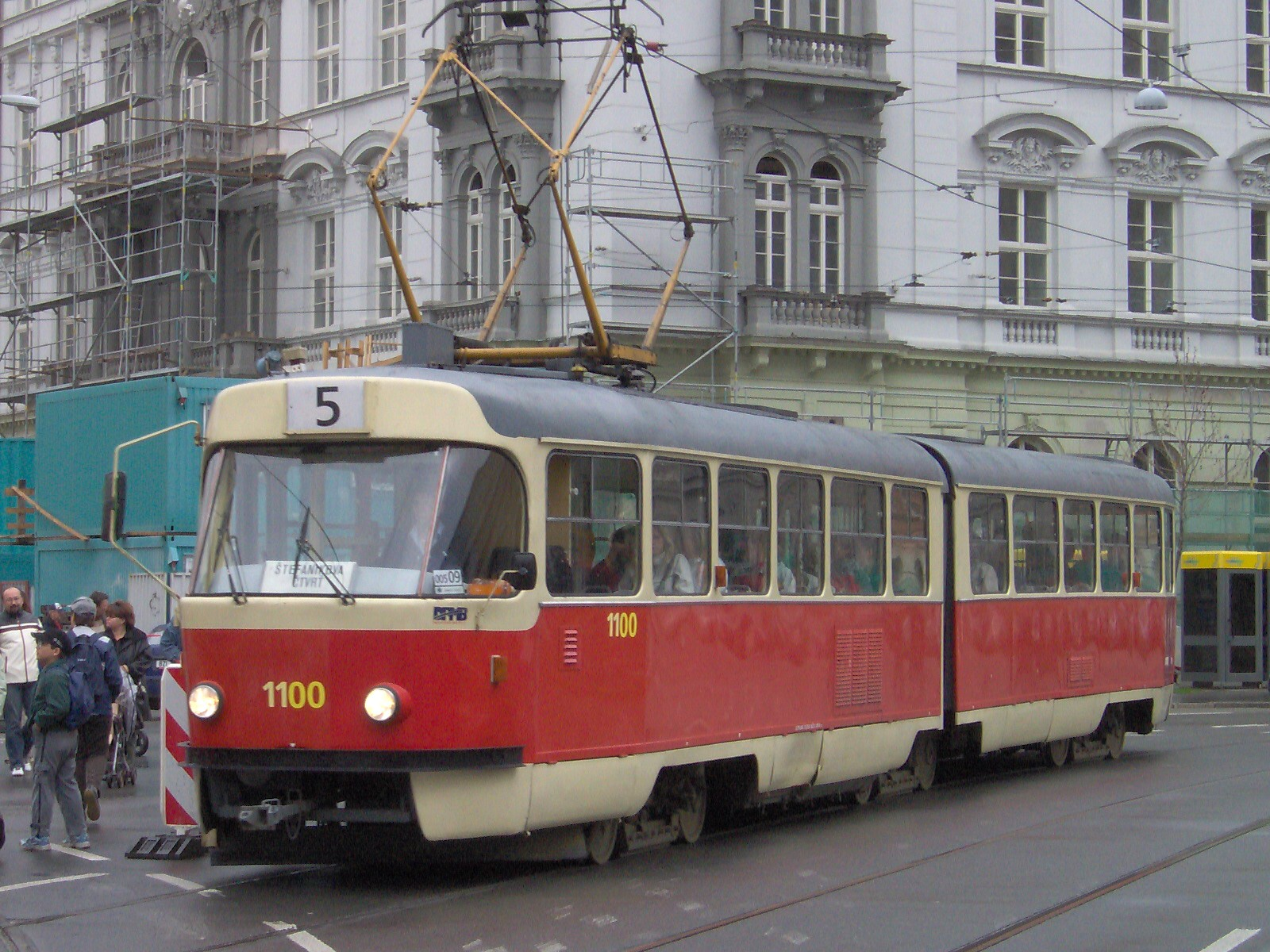
K2(チェコ：ブルノ)
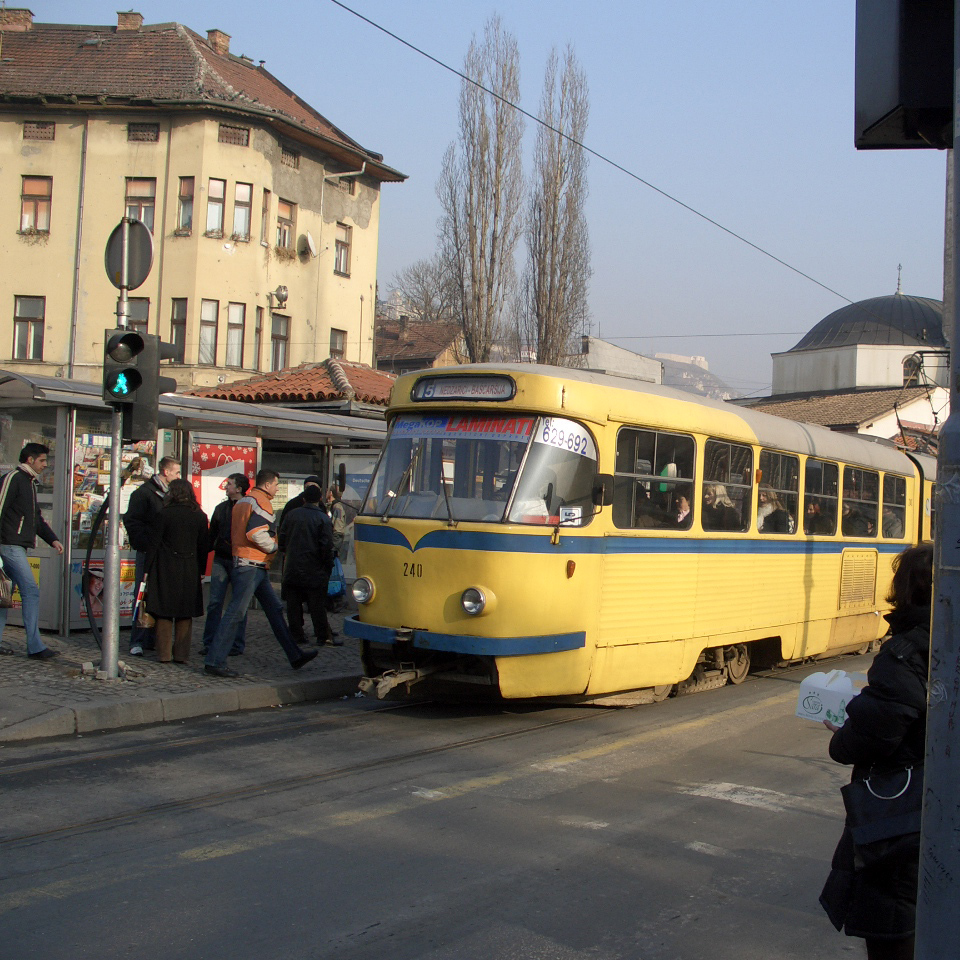
K2YU(ボスニア・ヘルツェゴビナ：サラエボ)
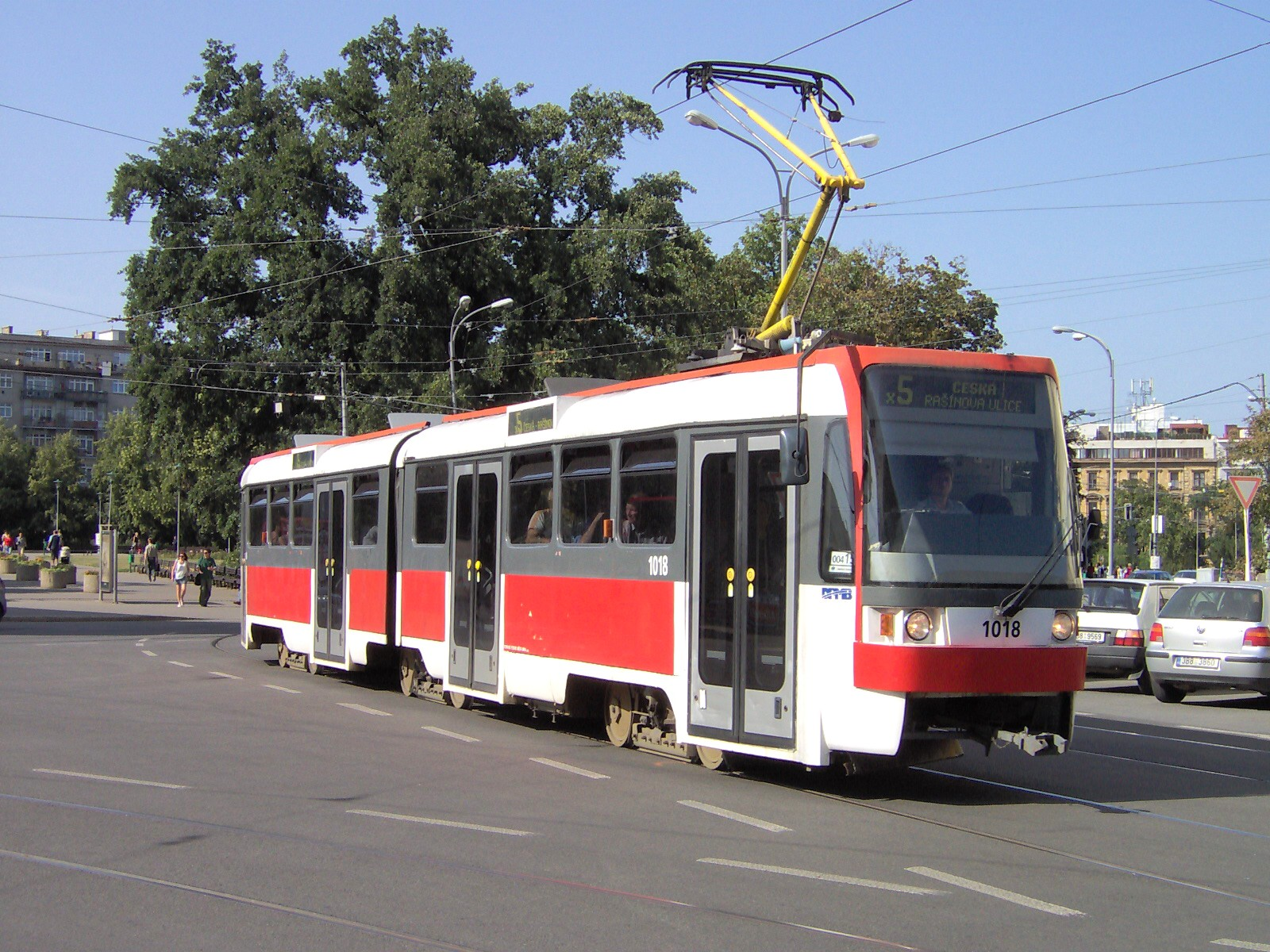
K2R(チェコ：ブルノ)
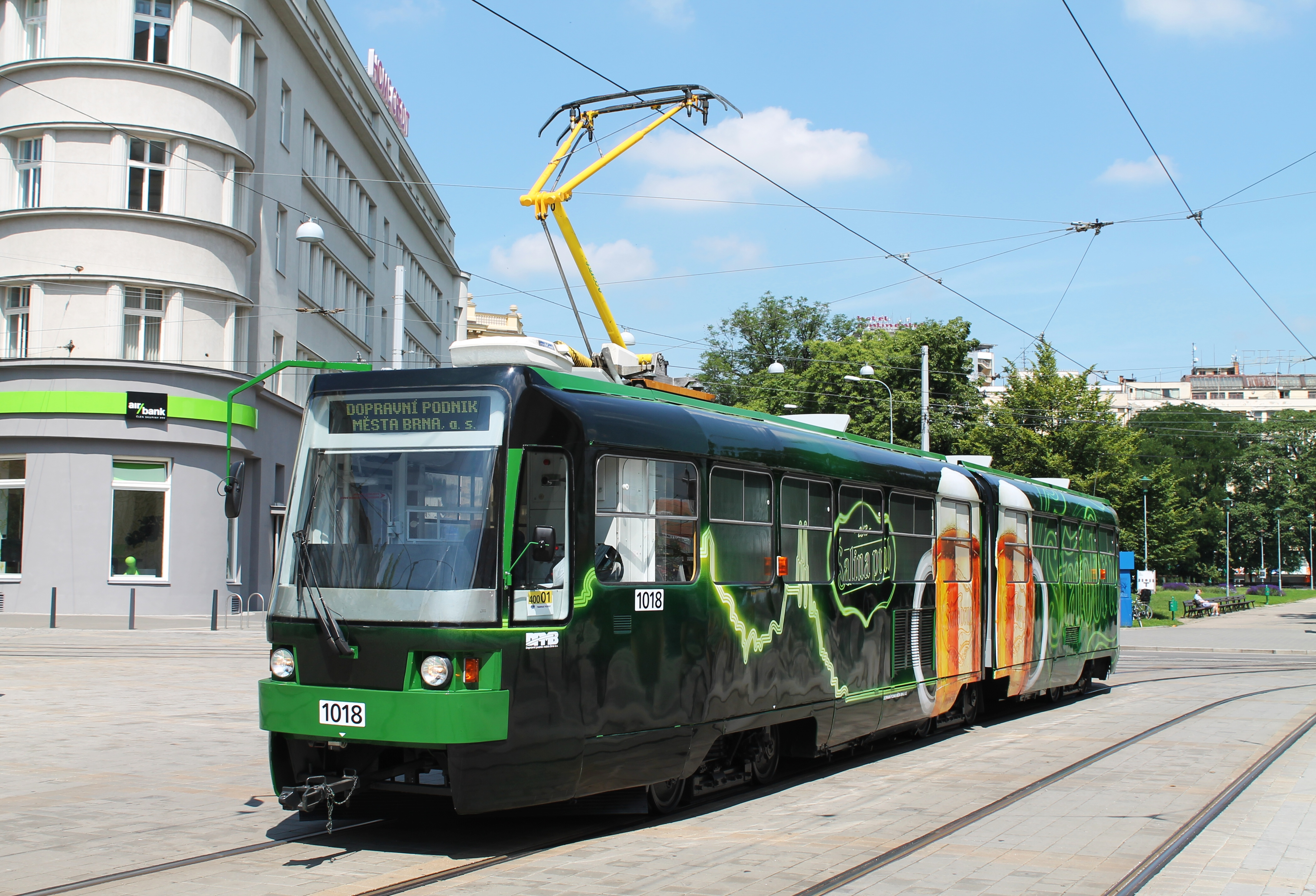
K2R-RT(チェコ：ブルノ) レストランカー
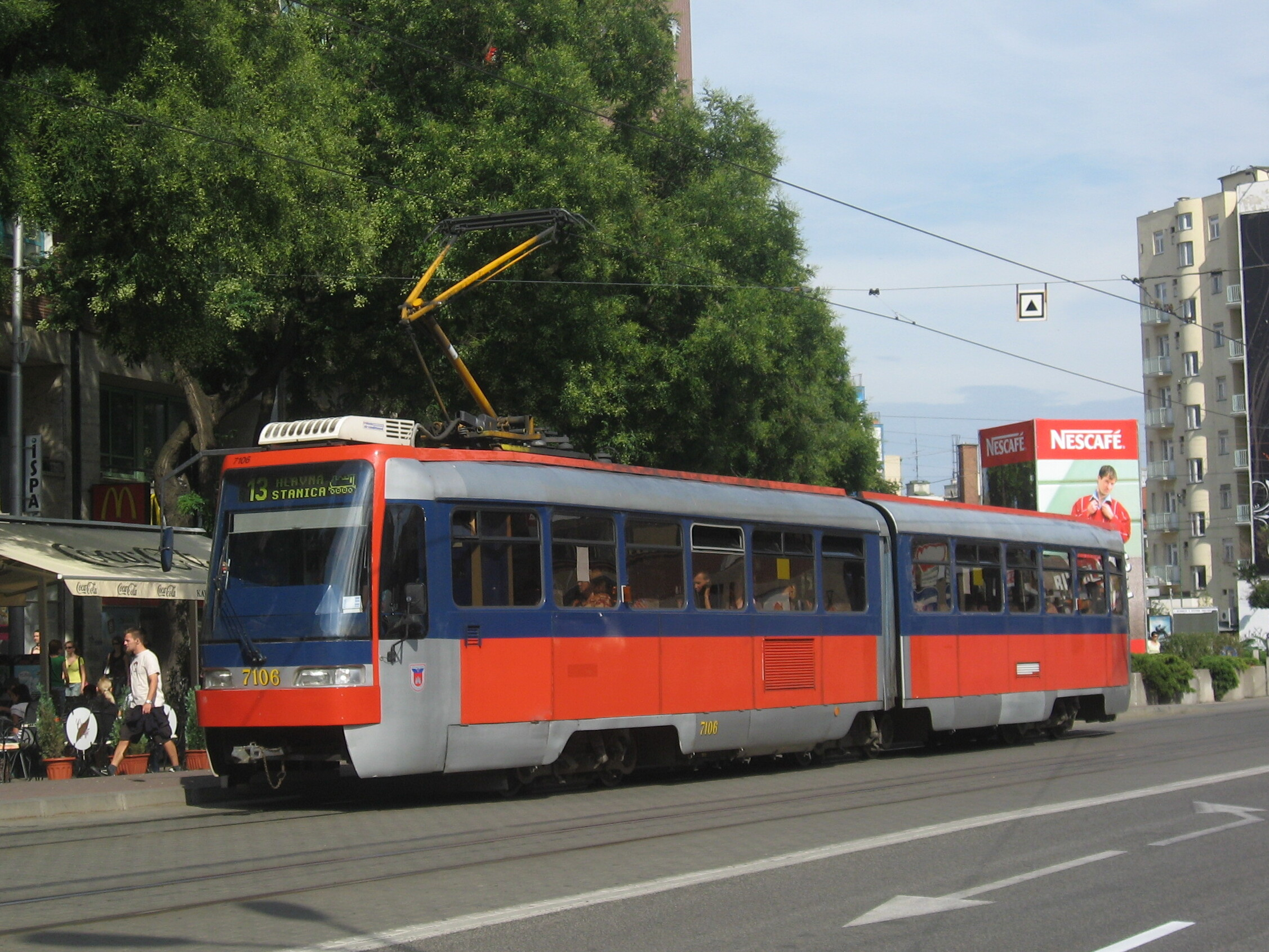
K2S(スロバキア：ブラチスラヴァ)
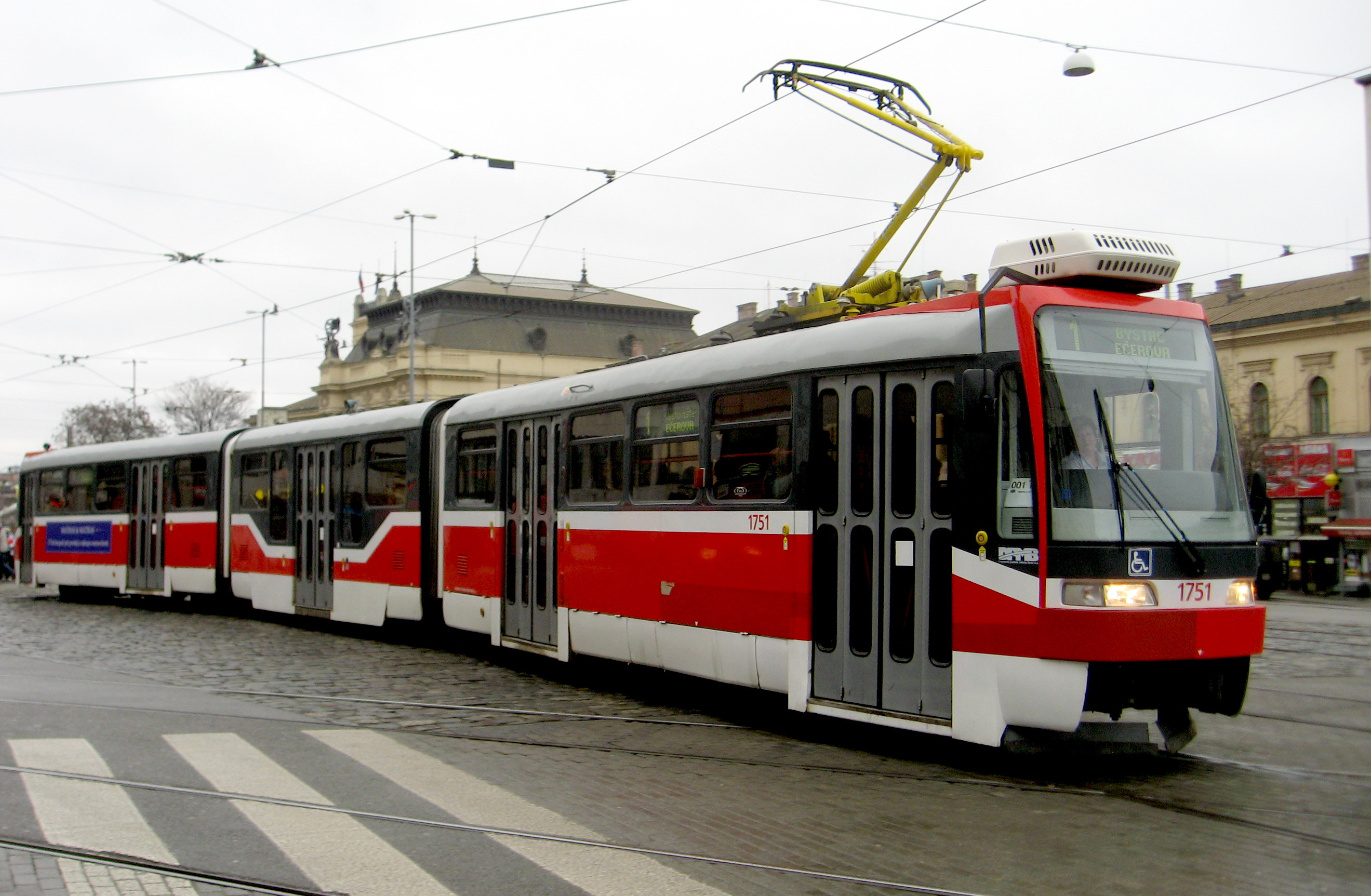
K3R-N(チェコ：ブルノ)
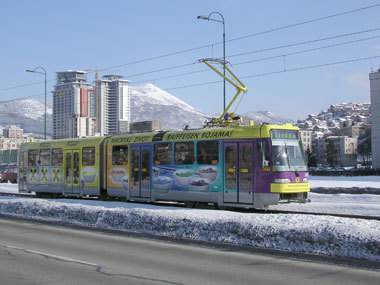
Satra II(ボスニア・ヘルツェゴビナ：サラエボ)
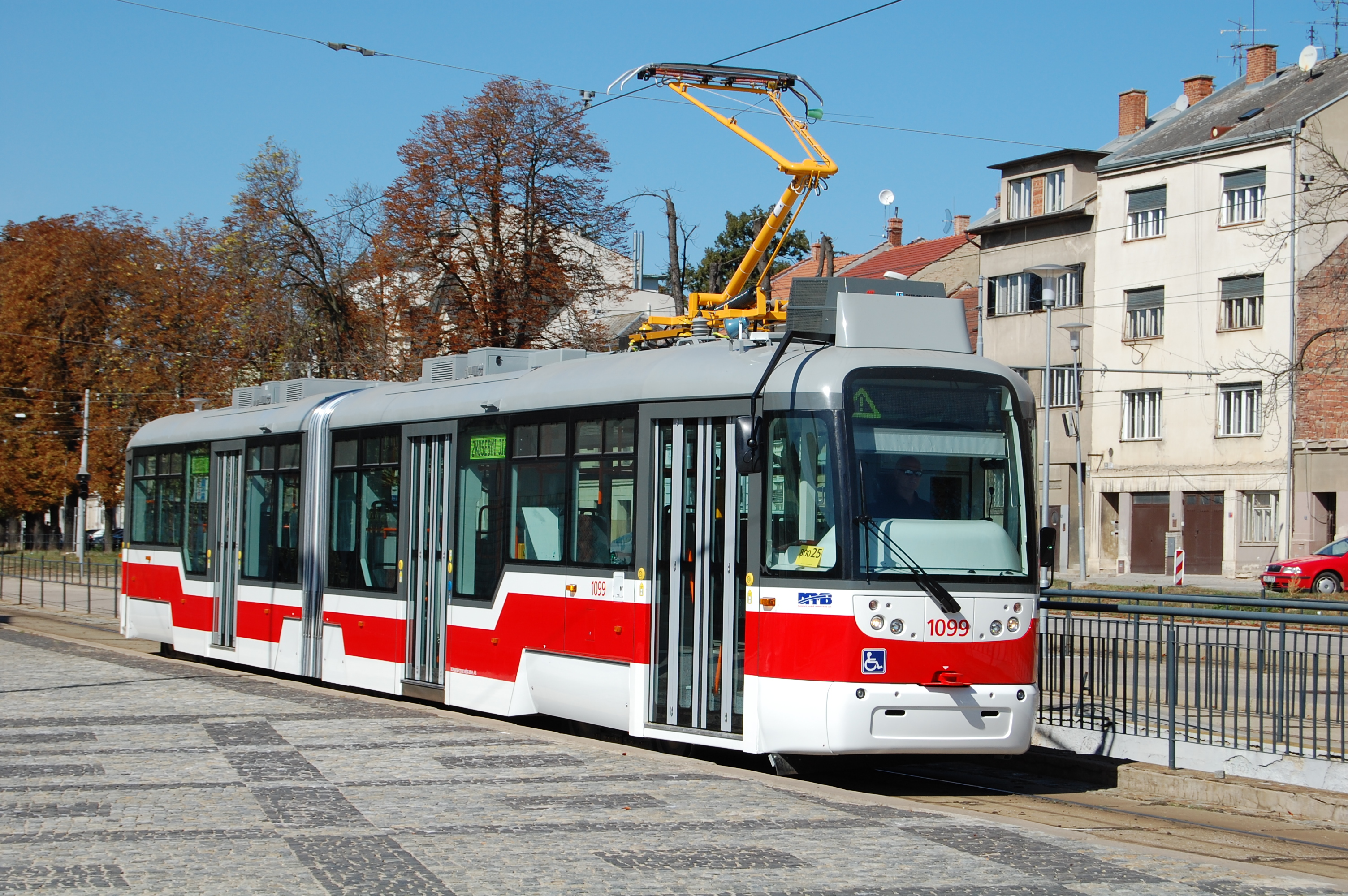
VarioLF2R.E(チェコ：ブルノ)

### K5
エジプト・カイロ市電向けに製造された連接車。K5ARという形式名が付けられていた。両運転台式で車体にはコルゲートが備わっており、電子機器は亜熱帯気候に対応するよう設計されていた。だが保守面の都合や軌道の悪さが原因で急速に老朽化が進んだため、1980年代半ばまでに全車とも営業運転から撤退した。
| 形式名 | 編成        | 製造年      | 全長     | 全幅    | 全高    | 自重 | 最高速度 | 出力     | 歯車比 | 着席定員 | 立席定員 | 軌間    | 備考 |
| ------ | ----------- | ----------- | -------- | ------- | ------- | ---- | -------- | -------- | ------ | -------- | -------- | ------- | ---- |
| K5AR   | 2車体連接車 | 1970年-73年 | 20,400mm | 2,500mm | 3,050mm | ？   | ？       | 44.5kW×4 | ？     | 56人     | 92人     | 1,435mm |      |

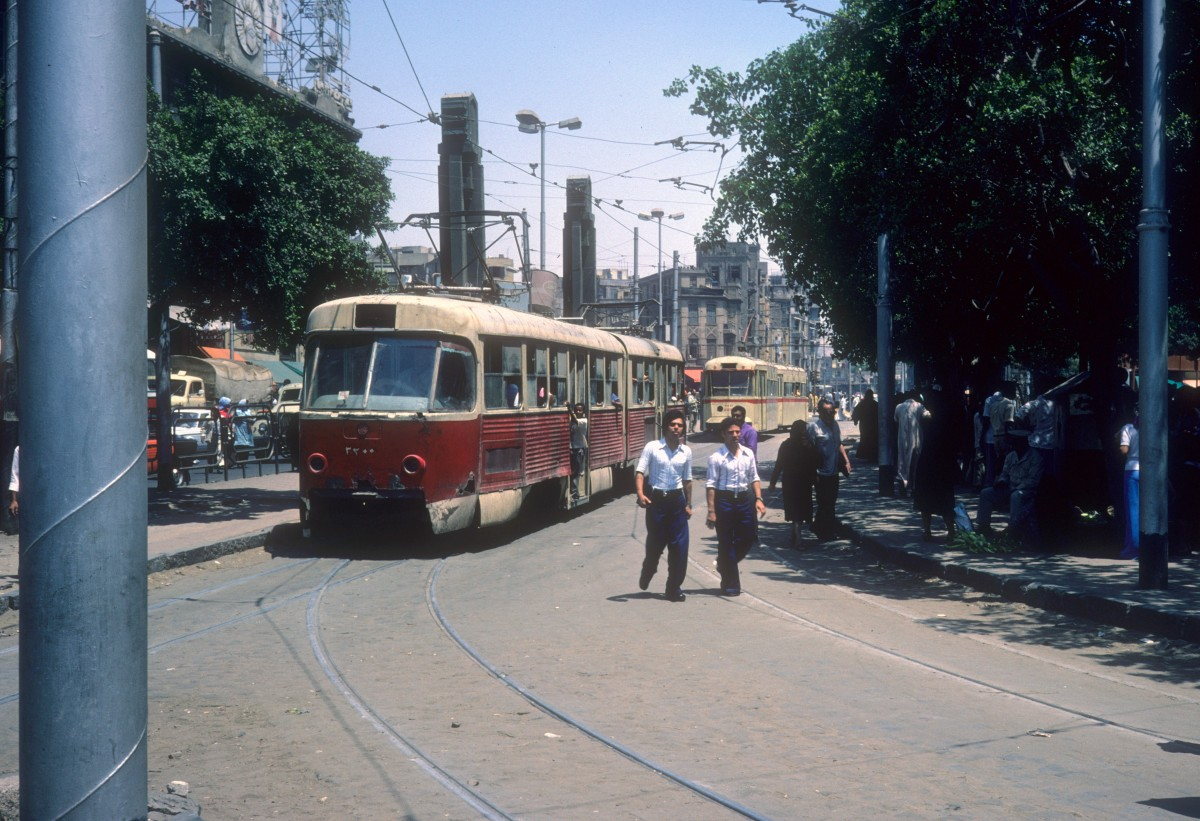
K5AR(エジプト：カイロ)

### KT4
老朽化した各都市の2軸車の置き換えのために開発されたタイプ。それまで製造されていた連接車と異なり、ボギー台車が設置された車体がサブフレームと屋根上の機器によって繋がる連節車体となっており、K2と比べて安価に導入でき急カーブや急勾配に適した構造になっている。東ドイツ向けの車両はKT4D、ソ連向けはKT4SU、ユーゴスラビア向けはKT4YUの形式名が付けられている。また、1983年以降に製造された東ドイツ向けの車両は主電動機がサイリスタ制御に変更され、形式名も「KT4Dt」に改められている。更に1991年には北朝鮮向けのKT4Kが50編成製造されたが、技術的な問題から2つの車体が溶接されボギー車に改造された。
2000年代以降は各都市で超低床電車への置き換えが進み、廃車もしくは別の都市への譲渡が進む一方、低床車体の組み込みやサイリスタ制御装置への換装をはじめとした近代化も行われている。
- KTNF6、KT6T - 低床車体(軸配置1'1')を中間に挿入
- KTNF8 - 低床車体(軸配置2'2')を中間に挿入
- KT4MDE - サイリスタ制御に改造、ヘッドライト・パンタグラフの交換など
- KT4DtM(KT4DM) - GTOサイリスタ制御に改造、内装・運転台の更新など

| 形式名     | 編成        | 製造年                           | 全長     | 全幅    | 全高    | 自重  | 最高速度 | 出力     | 歯車比 | 着席定員 | 立席定員 | 軌間                    | 備考 |
| ---------- | ----------- | -------------------------------- | -------- | ------- | ------- | ----- | -------- | -------- | ------ | -------- | -------- | ----------------------- | ---- |
| KT4        | 2車体連接車 | 1974-97年                        | 19,015mm | 2,200mm | 3,100mm | 20.3t | 65km/h   | 40.0kW×8 | ？     | 26-38人  | 83-105人 | 1,000mm 1,435mm 1,524mm |      |
| KTNF6 KT6T | 3車体連接車 | 1996-98年(KTN6F) 2001-07年(KT6T) | 27,714mm | 2,200mm | 3,400mm | 29.8t | 65km/h   | 54.0kW×8 | ？     | 54-58人  | 93-95人  | 1,000mm 1,067mm         |      |
| KTNF8      | 3車体連接車 | 1999-2003年                      | 26,554mm | 2,200mm | 3,400mm | 29.8t | 65km/h   | 54.0kW×8 | ？     | 54-58人  | 93-95人  | 1,000mm 1,067mm         |      |

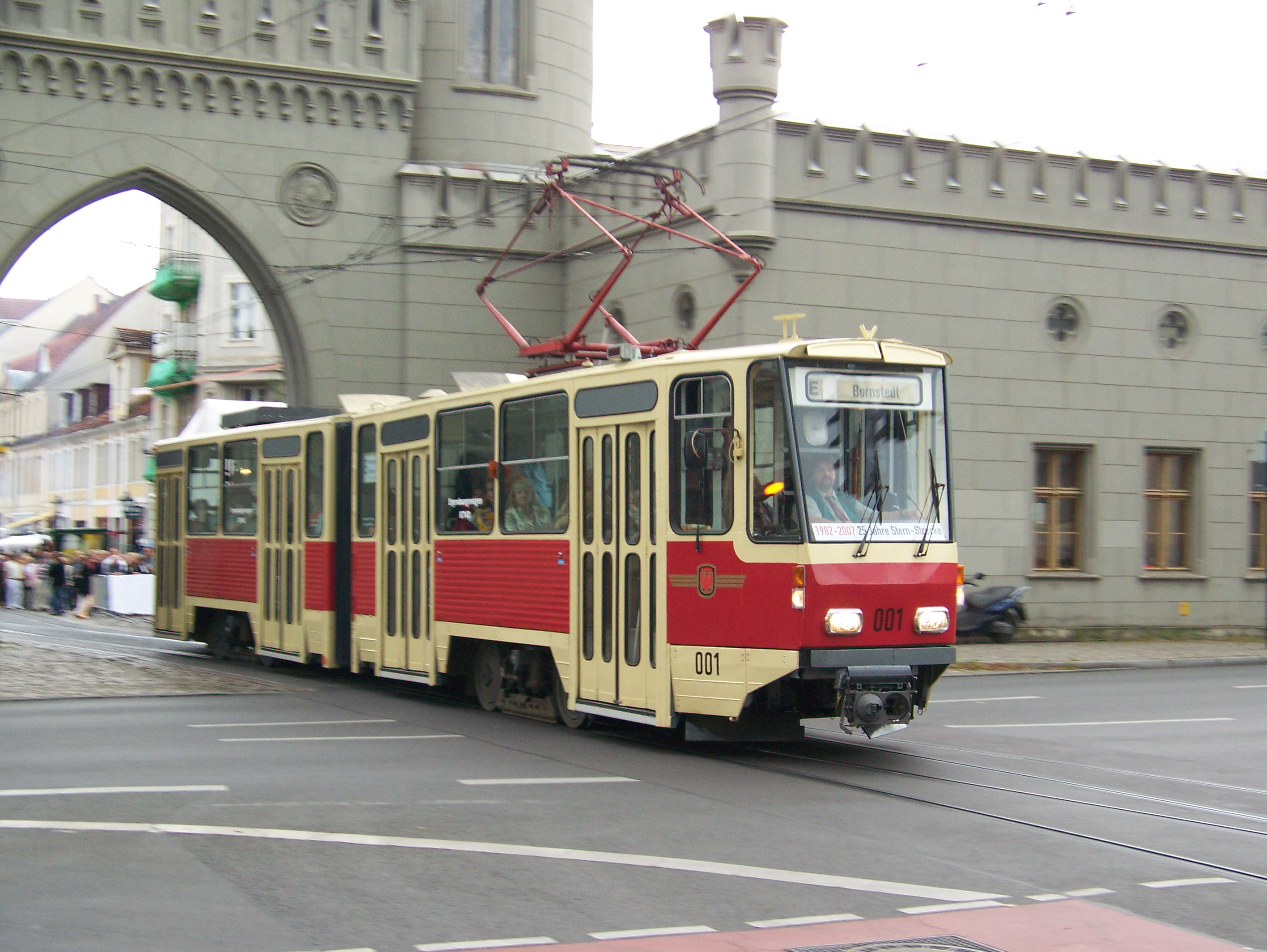
KT4D(ドイツ：ポツダム) (試作車)
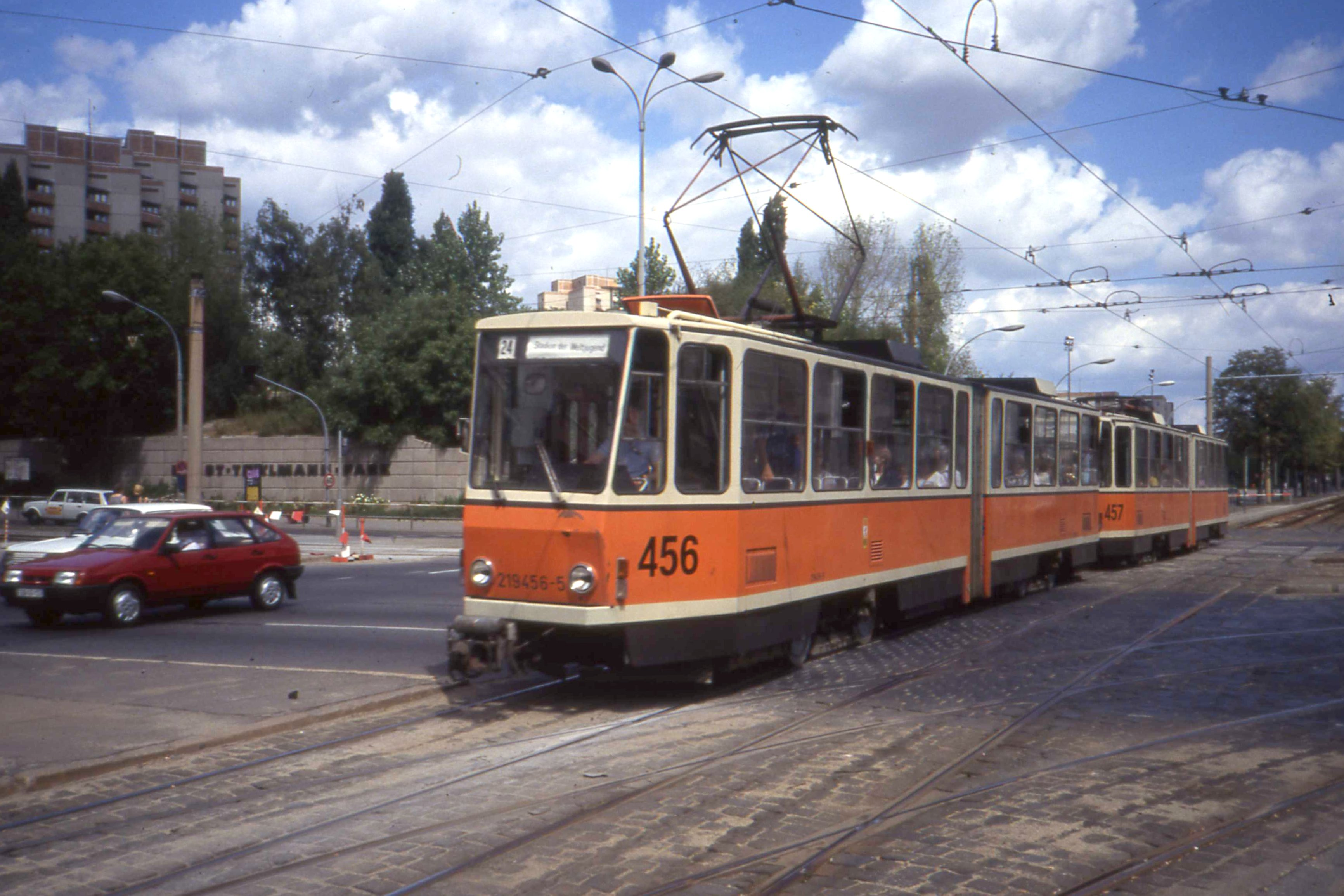
KT4D(ドイツ：ベルリン)
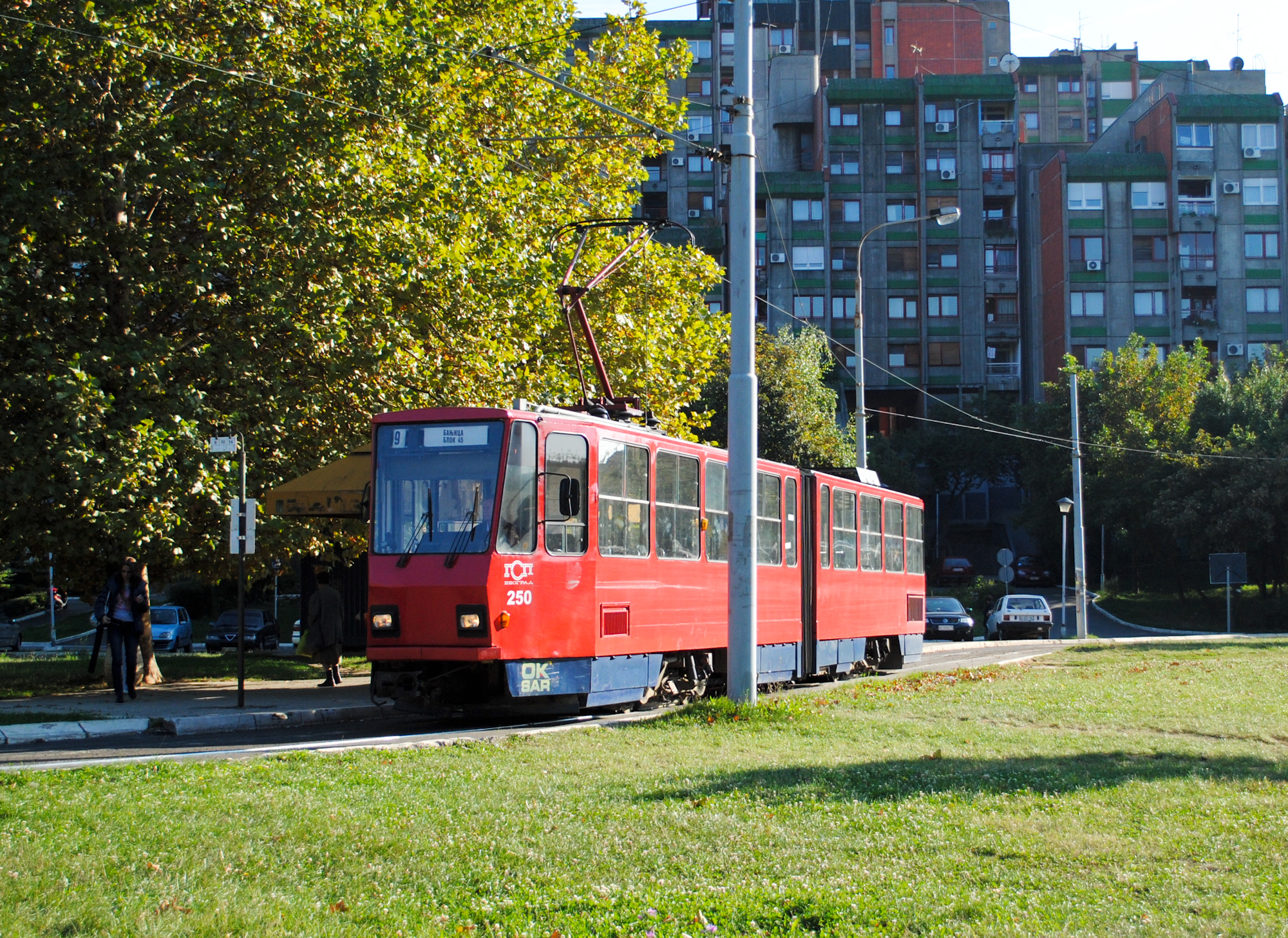
KT4YU(セルビア：ベオグラード)
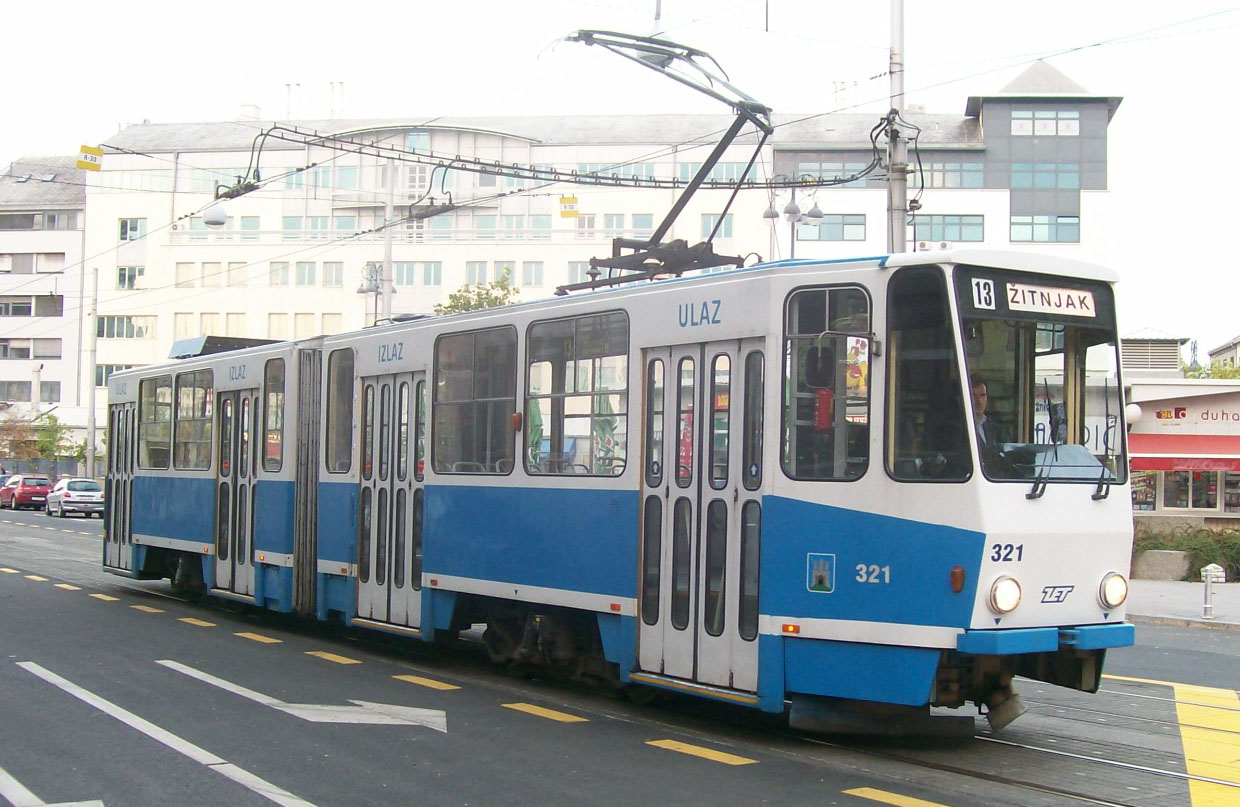
KT4YU(クロアチア：ザグレブ)
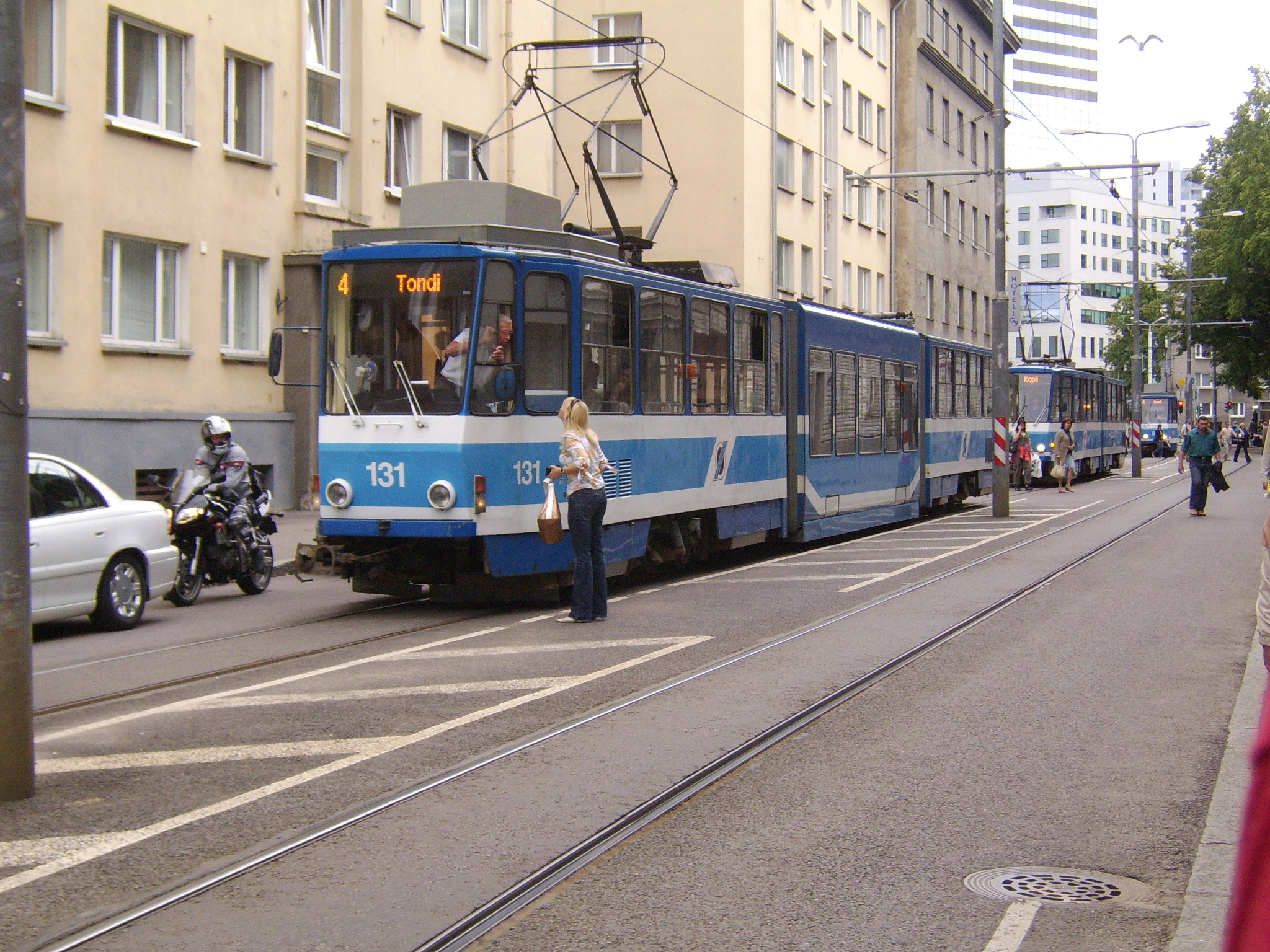
KT6T(エストニア：タリン)
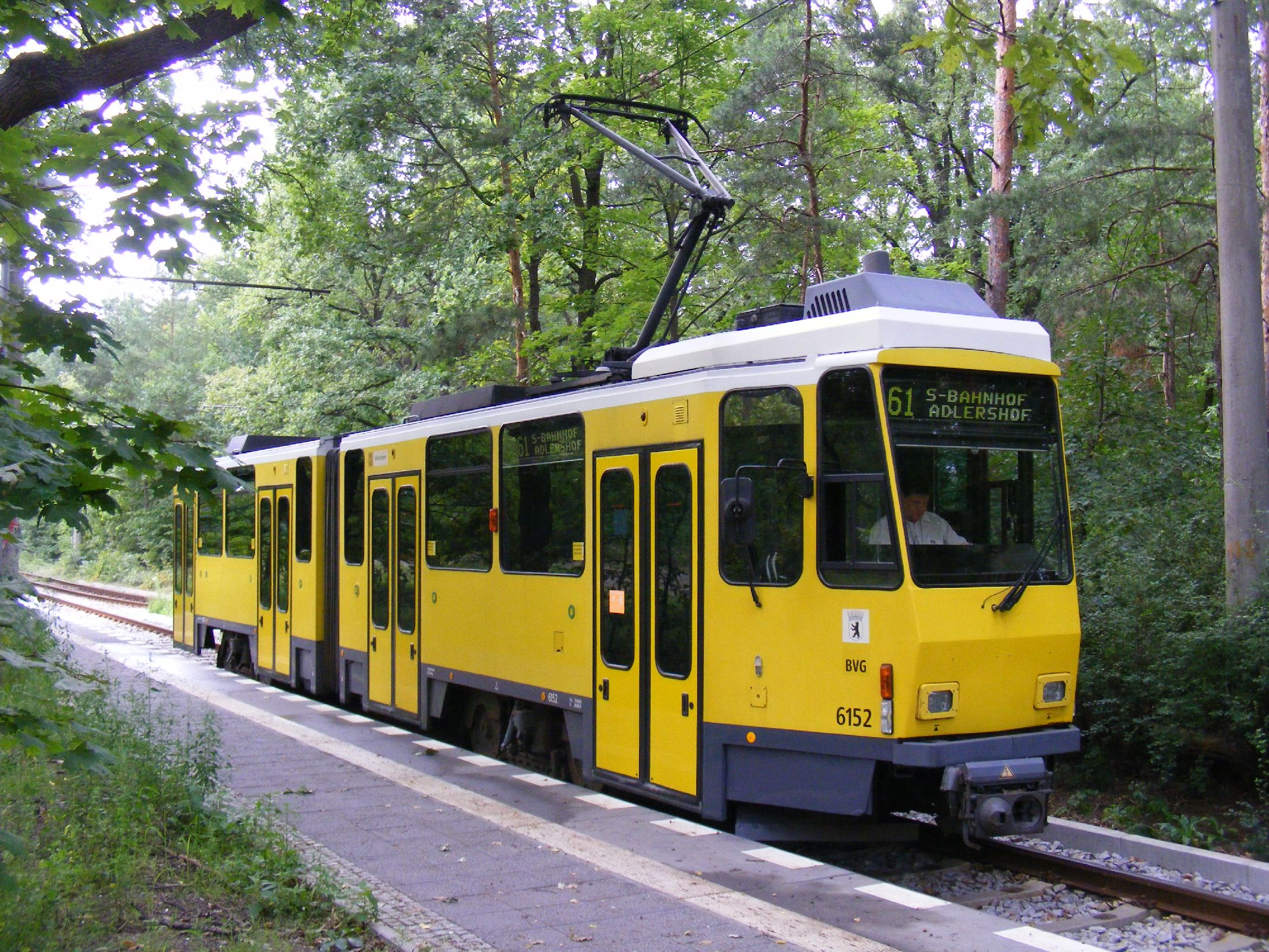
KT4DtM(ドイツ：ベルリン)
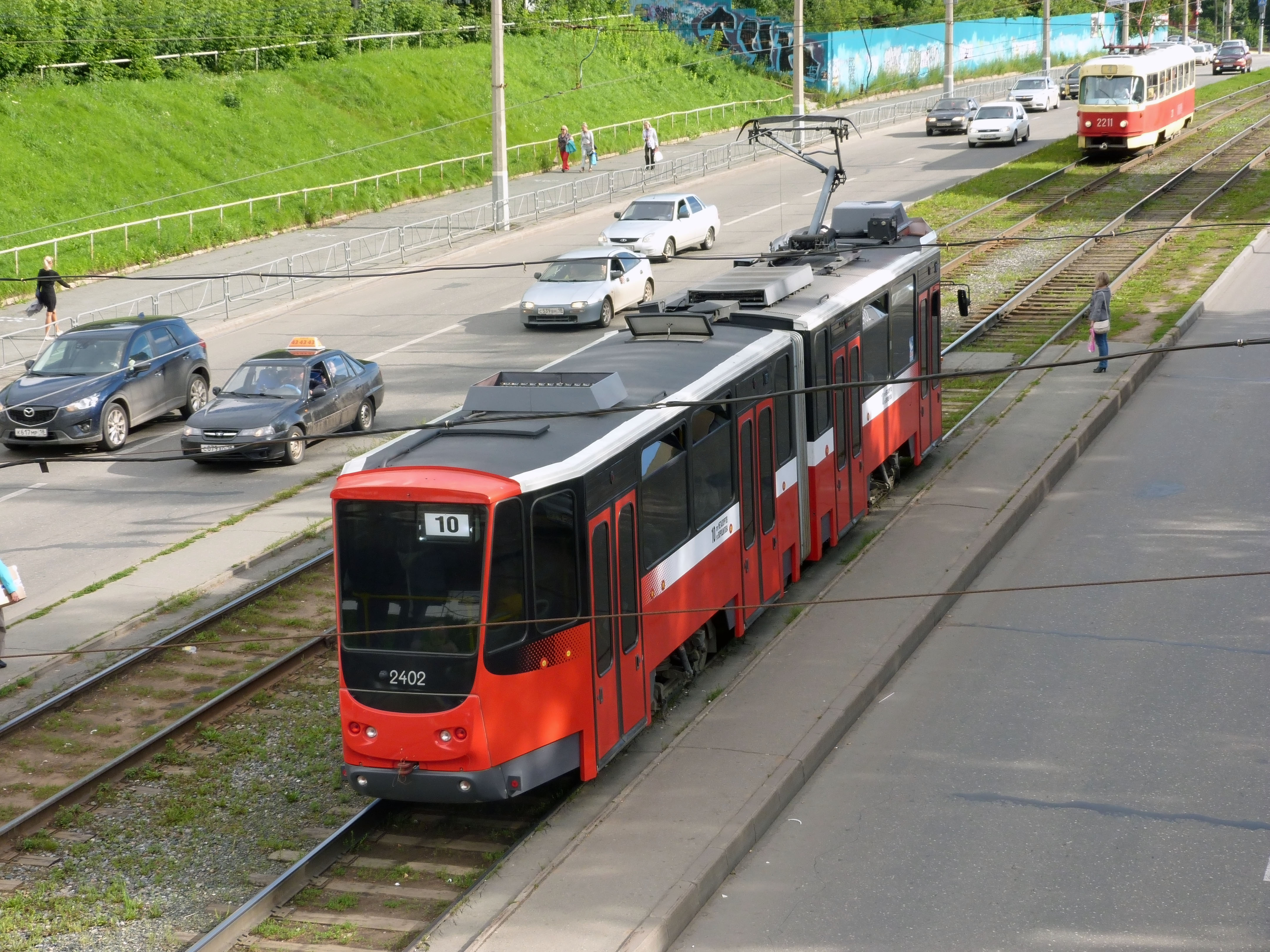
KT4DM(ロシア：イジェフスク)

### KT8D5
チェコスロバキアなど社会主義国家における需要増加に対応するべく、多数の乗客を積載出来る車両として開発された連接車。サイリスタ制御方式を採用した車両で、運転台が編成の両側に備わっており、機回し用のループ線が存在しない路線でも使用されている。
1982年から設計が始まり、1984年に試作車が完成。その後1986年から量産が始まり、1990年代までチェコスロバキア、ユーゴスラビア、北朝鮮などの各都市に導入された。チェコスロバキアやユーゴスラビア向けの編成にはKT8D5CS、北朝鮮向けにはKT8D5K、ソ連向けの車両はKT8D5SUの形式名が付けられている。また、1998年から1999年にかけて、チェコのブルノ市電向けに中間車体を低床化したKT8D5Nが導入されている。
2000年代以降、チェコとスロバキア各都市で使用されているKT8D5の一部に近代化工事が施工されている。
- KT8D5R.N1 - 中間車体を低床化、片運転台化
- KT8D5R.N2 - 中間車体を低床化
- KT8D5R.N2P - 全車体を低床化、電子機器を更新

| 形式名 | 編成        | 製造年      | 全長     | 全幅    | 全高    | 自重  | 最高速度 | 出力     | 歯車比 | 着席定員 | 立席定員 | 軌間            | 備考 |
| ------ | ----------- | ----------- | -------- | ------- | ------- | ----- | -------- | -------- | ------ | -------- | -------- | --------------- | ---- |
| KT8D5  | 3車体連接車 | 1986年-93年 | 30,300mm | 2,480mm | 3,145mm | 38.0t | 65km/h   | 45.0kW×8 | ？     | 48-54人  | 177人    | 1,435mm 1,524mm |      |
| KT8D5N | 3車体連接車 | 1998年-99年 | 30,300mm | 2,480mm | 3,170mm | 38.0t | 65km/h   | 49.3kW×8 | ？     | 50人     | 176人    | 1,435mm         |      |

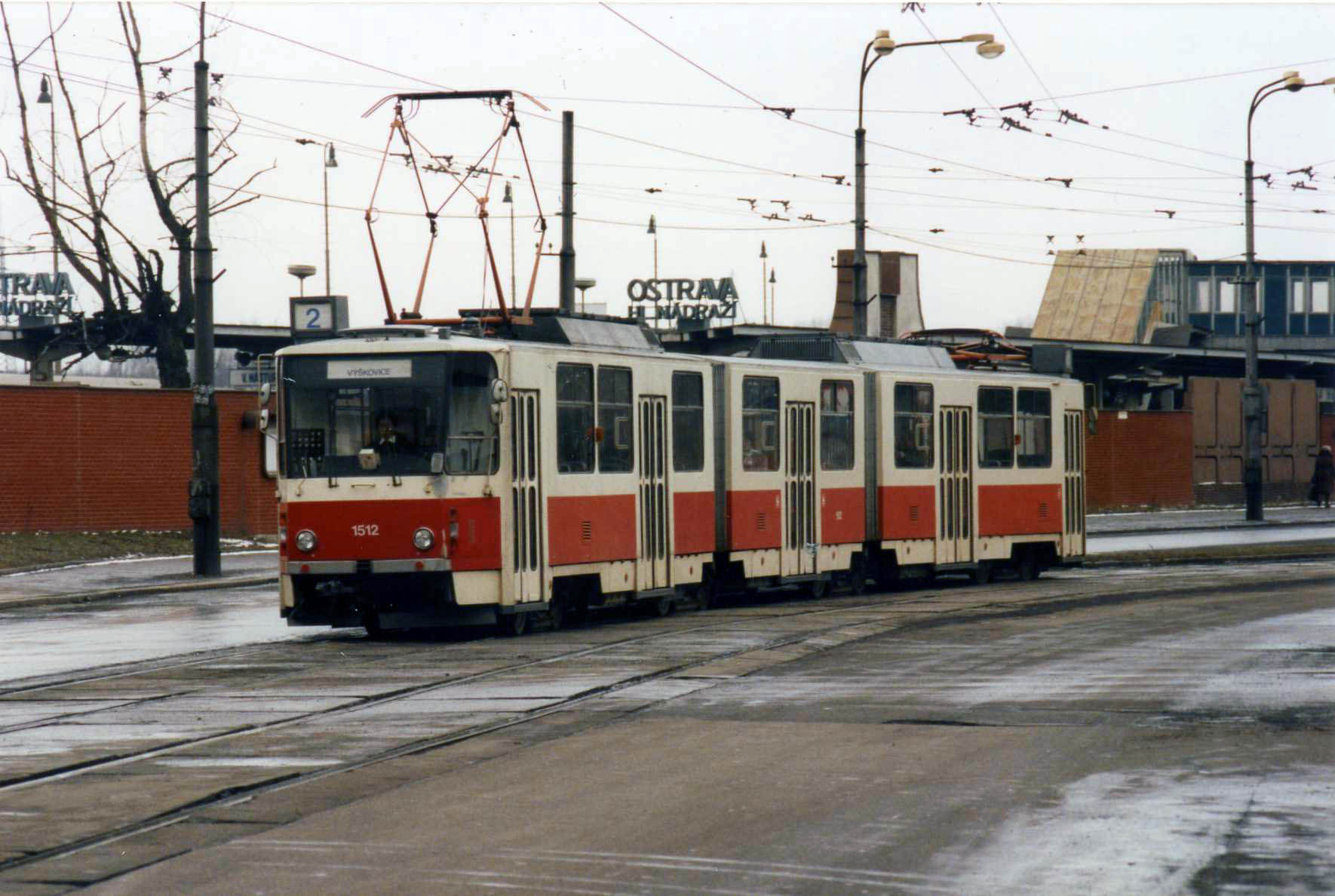
KT8D5(チェコ：オストラヴァ) (1992年撮影)
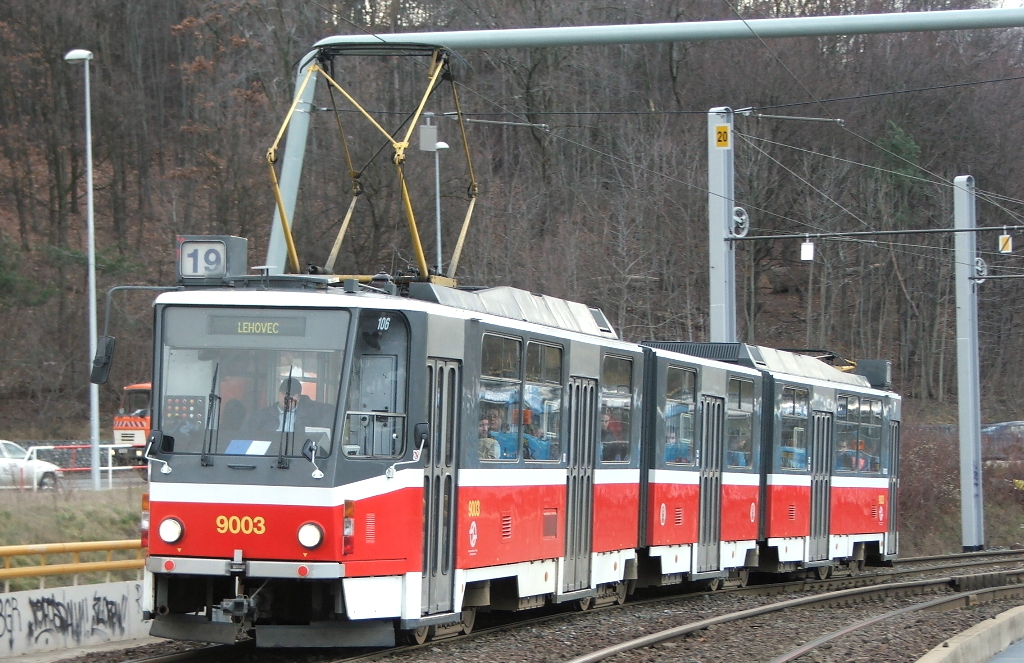
KT8D5(チェコ：プラハ)
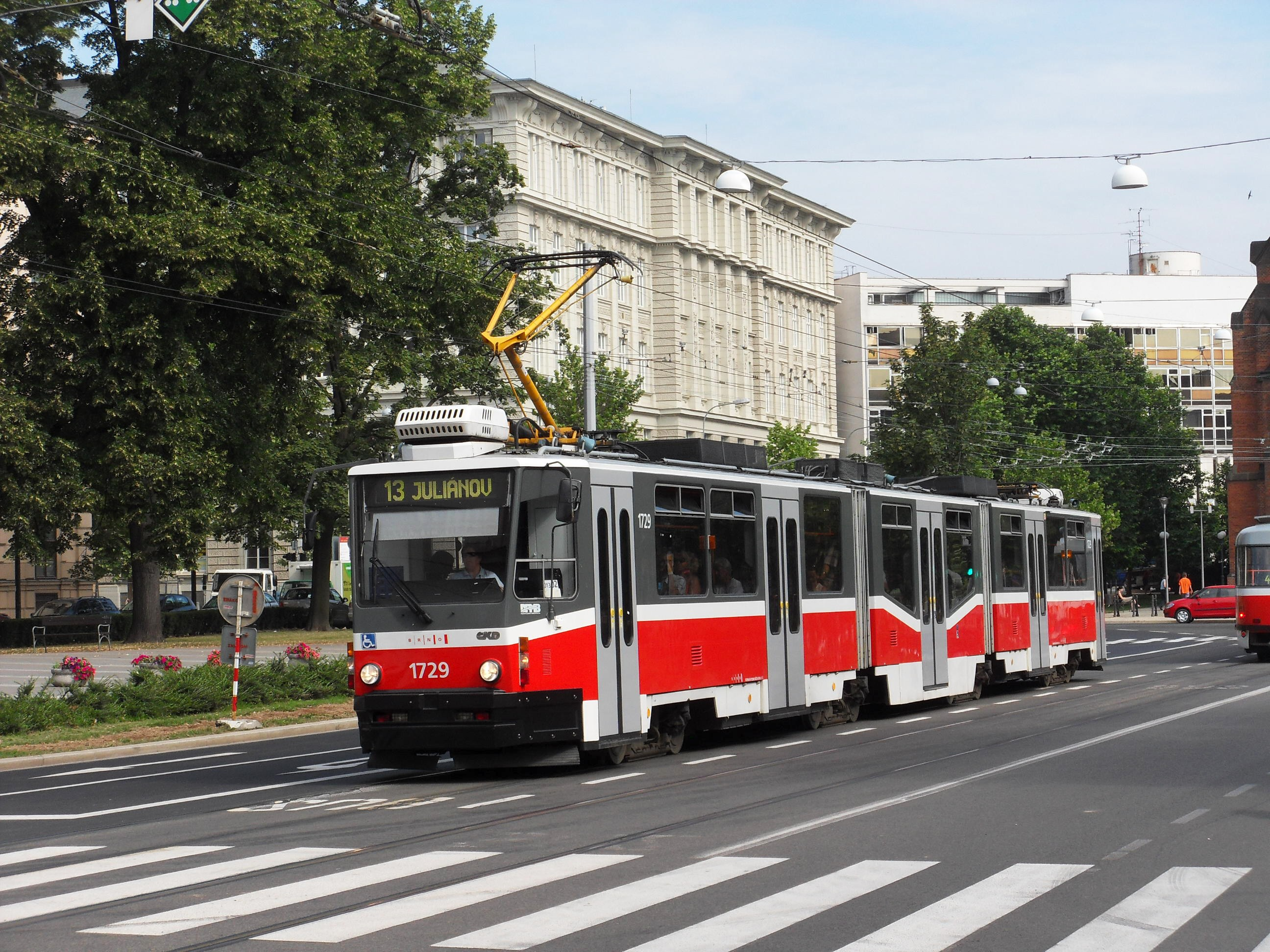
KT8D5N(チェコ：ブルノ)
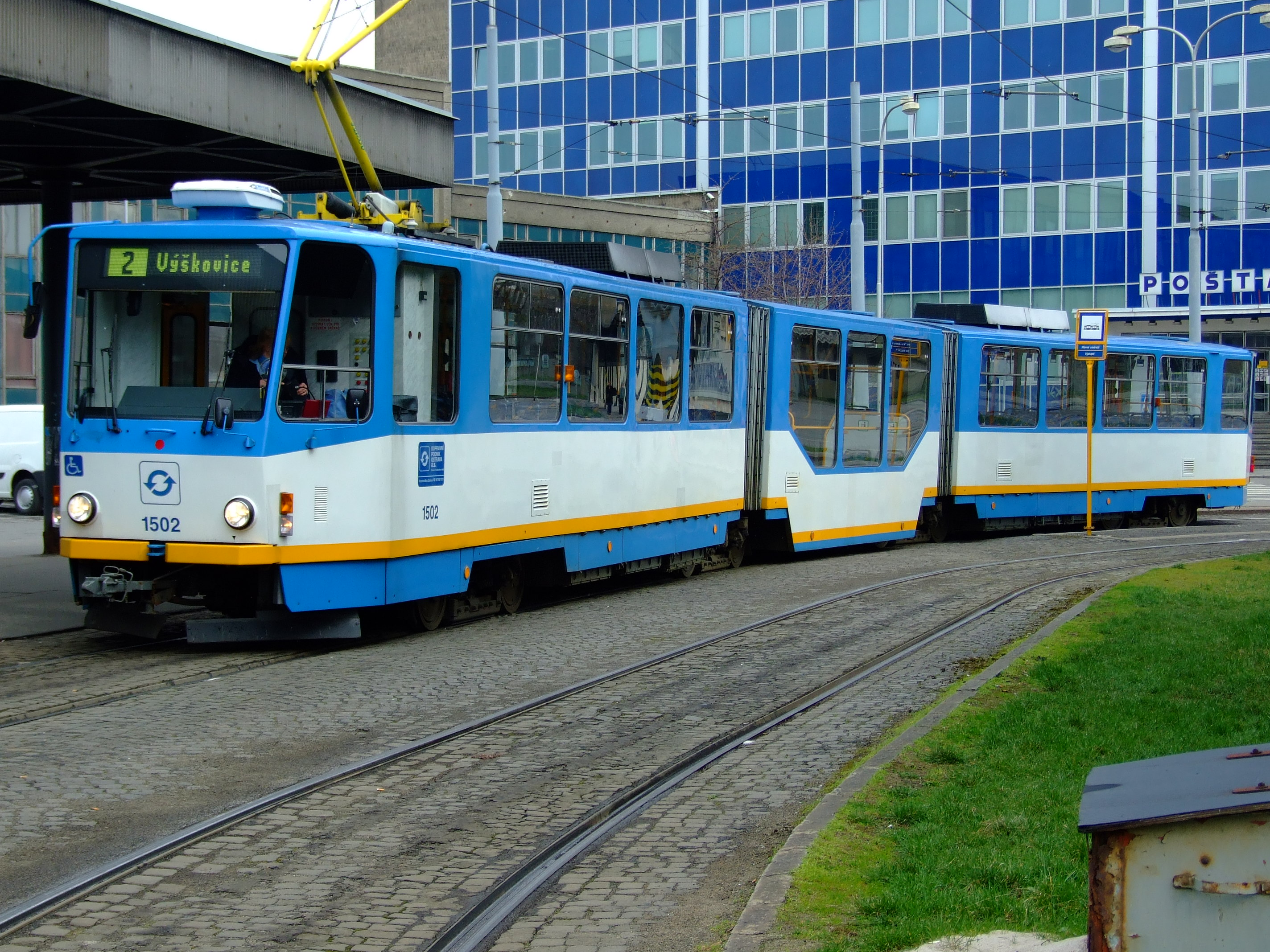
KT8D5R.N1(チェコ：オストラヴァ)
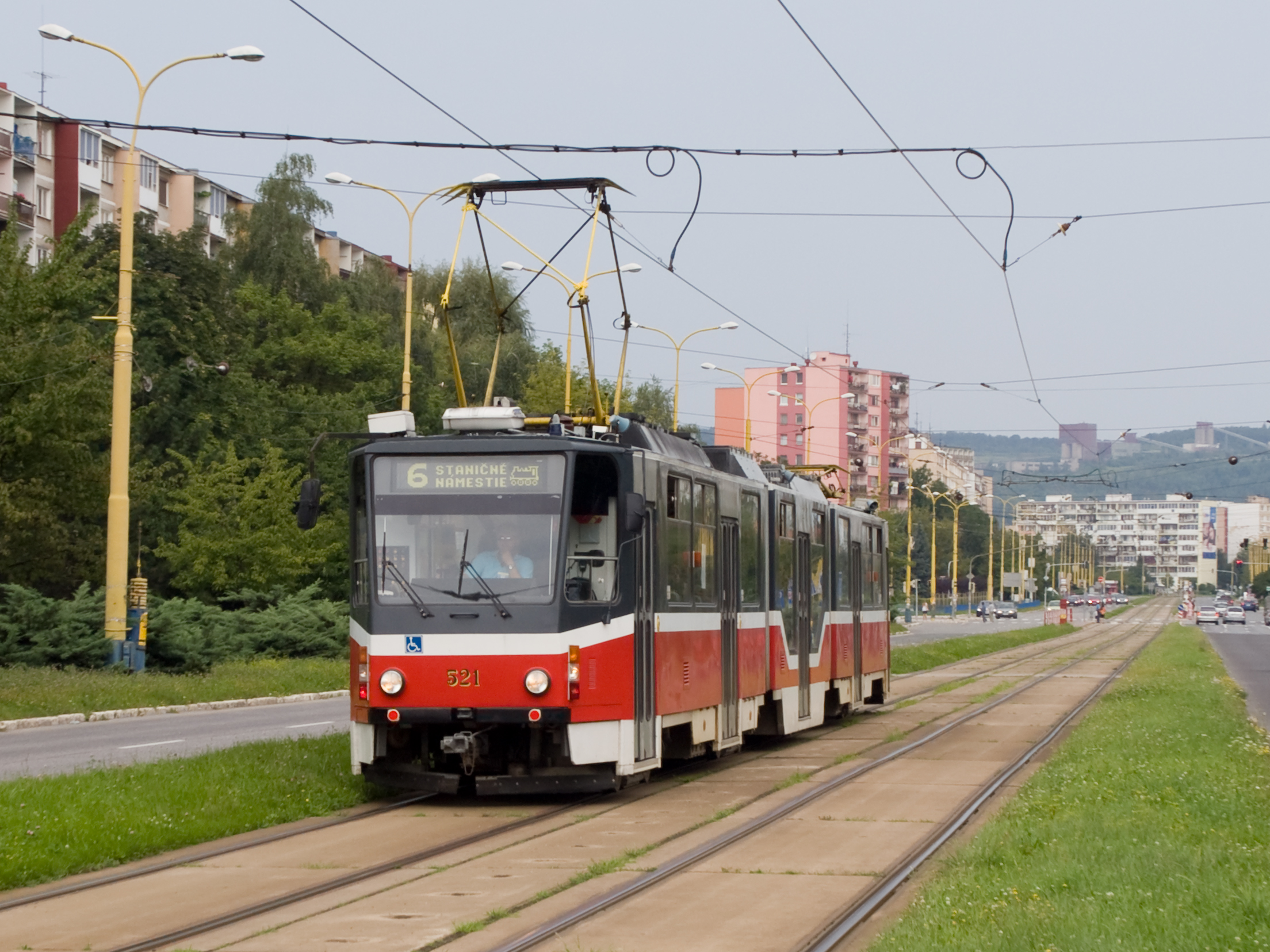
KT8D5R.N2(スロバキア：コシツェ)
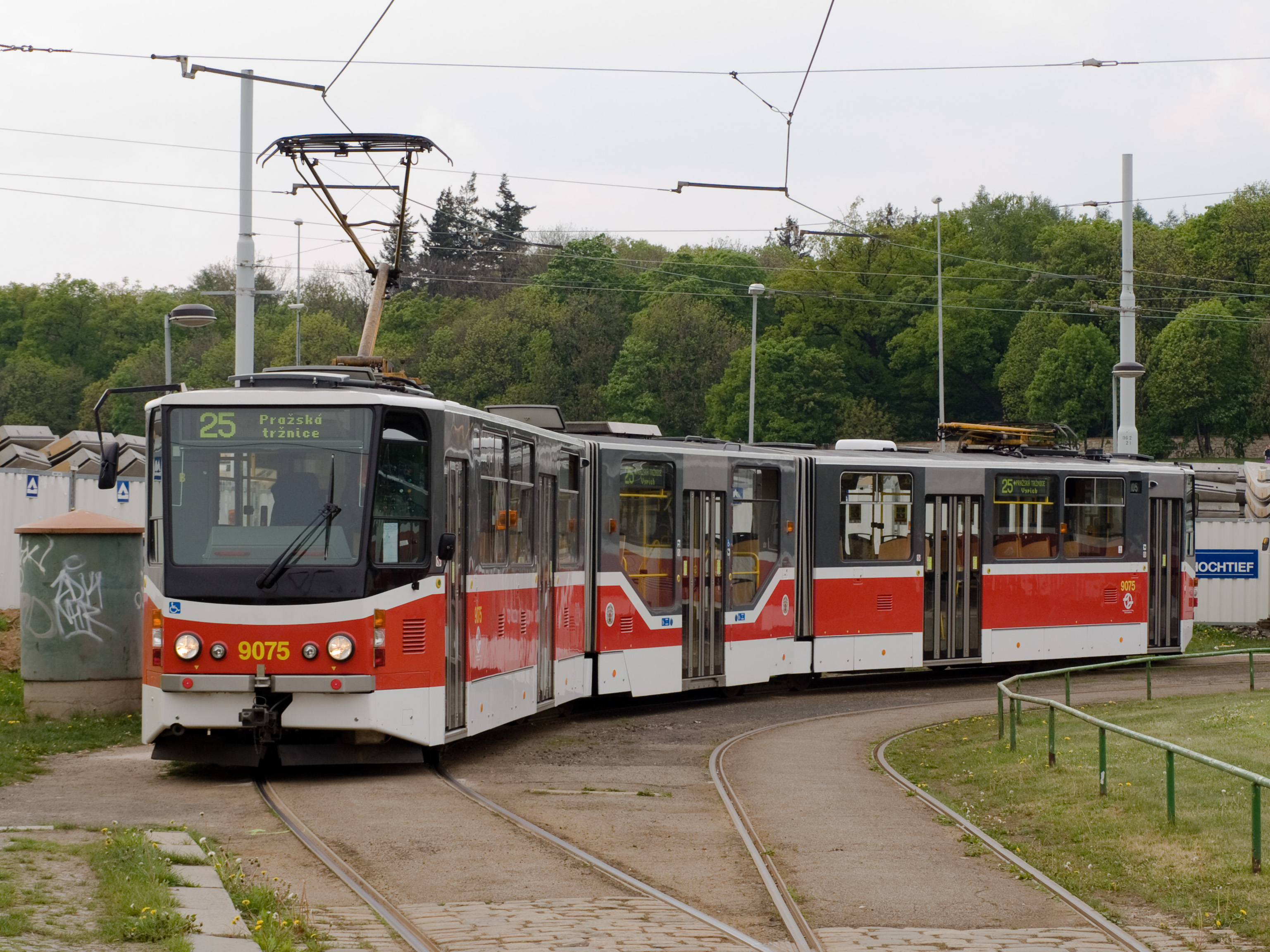
KT8D5R.N2P(チェコ：プラハ)

### RT6

#### RT6N1
車内の60％が低床構造となっている超低床電車。3車体のうち前後の台車に動力が備わっている。1993年に試作車が製造されチェコの各都市で試運転が行われた後、1996年以降チェコやポーランド向けに計19編成が製造された。しかしブルノなどチェコに導入された車両は故障が相次ぎ、一部の保存車両を除きポーランドのポズナンへ譲渡されている。またポズナンに導入された車両については2011年以降Modertransによって近代化改造が行われており、形式名も「RT6 MF06AC」へと改められている。
| 形式名 | 編成        | 製造年      | 全長     | 全幅    | 全高    | 自重  | 最高速度 | 出力      | 歯車比 | 着席定員 | 立席定員 | 軌間    | 備考       |
| ------ | ----------- | ----------- | -------- | ------- | ------- | ----- | -------- | --------- | ------ | -------- | -------- | ------- | ---------- |
| RT6N1  | 3車体連接車 | 1993年-98年 | 26,280mm | 2,440mm | 3,200mm | 32.0t | 80km/h   | 104.0kW×4 | ？     | 46人     | 130人    | 1,435mm | 60％低床車 |

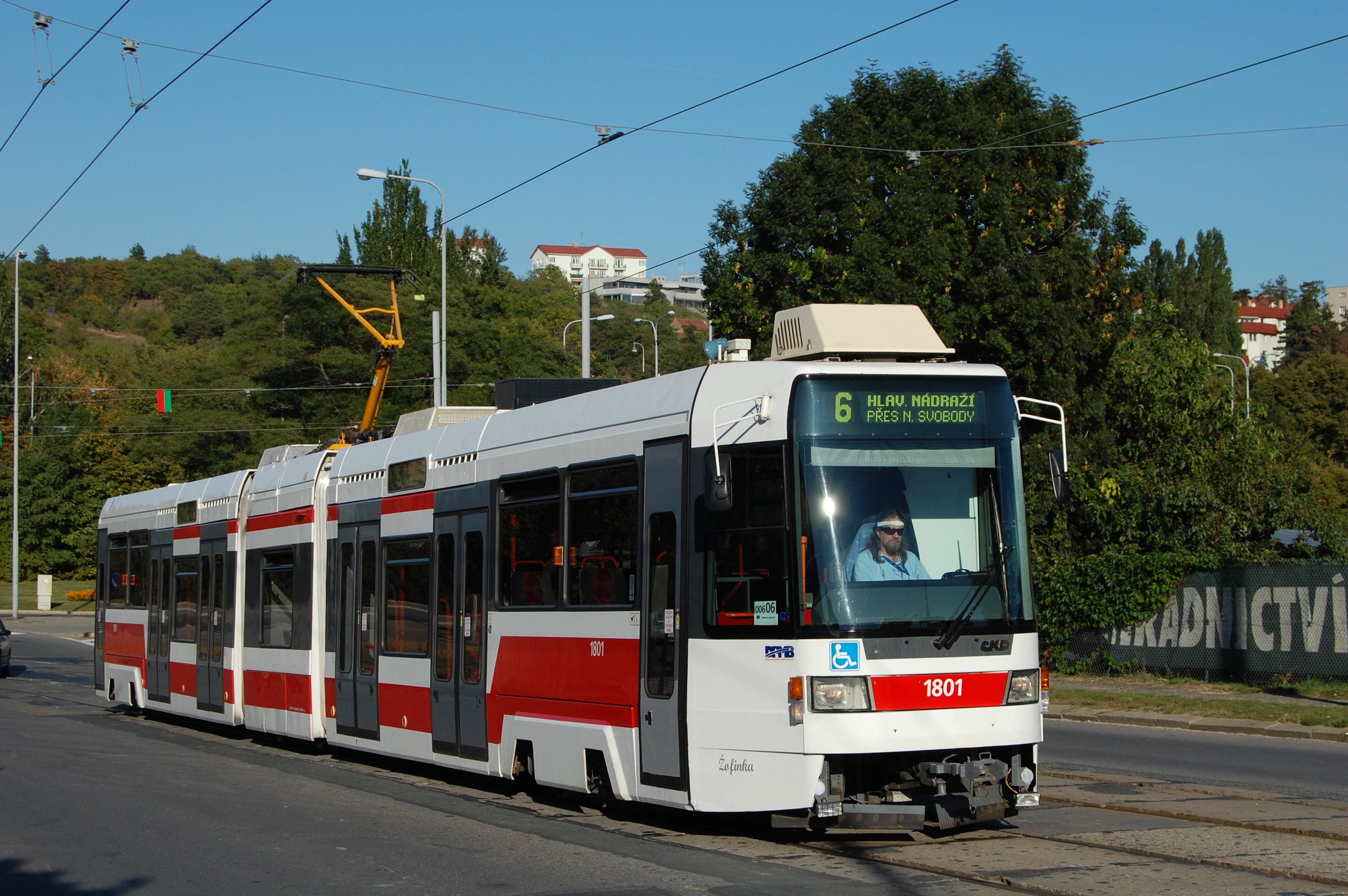
RT6N1(チェコ：ブルノ)
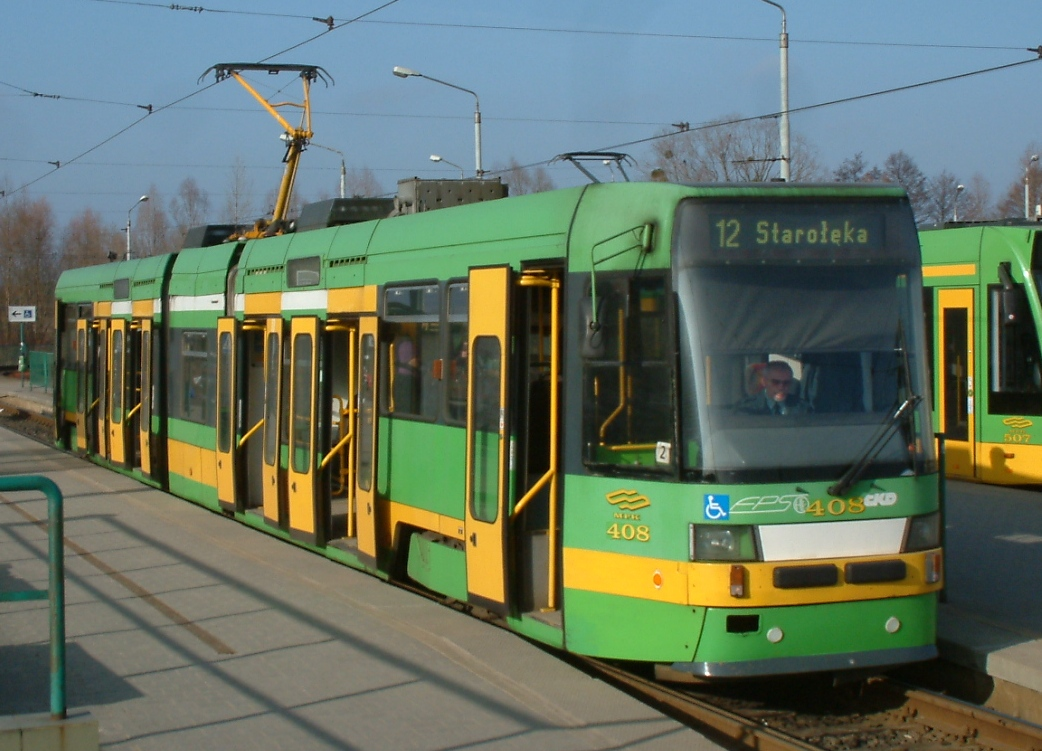
RT6N1(ポーランド：ポズナン)
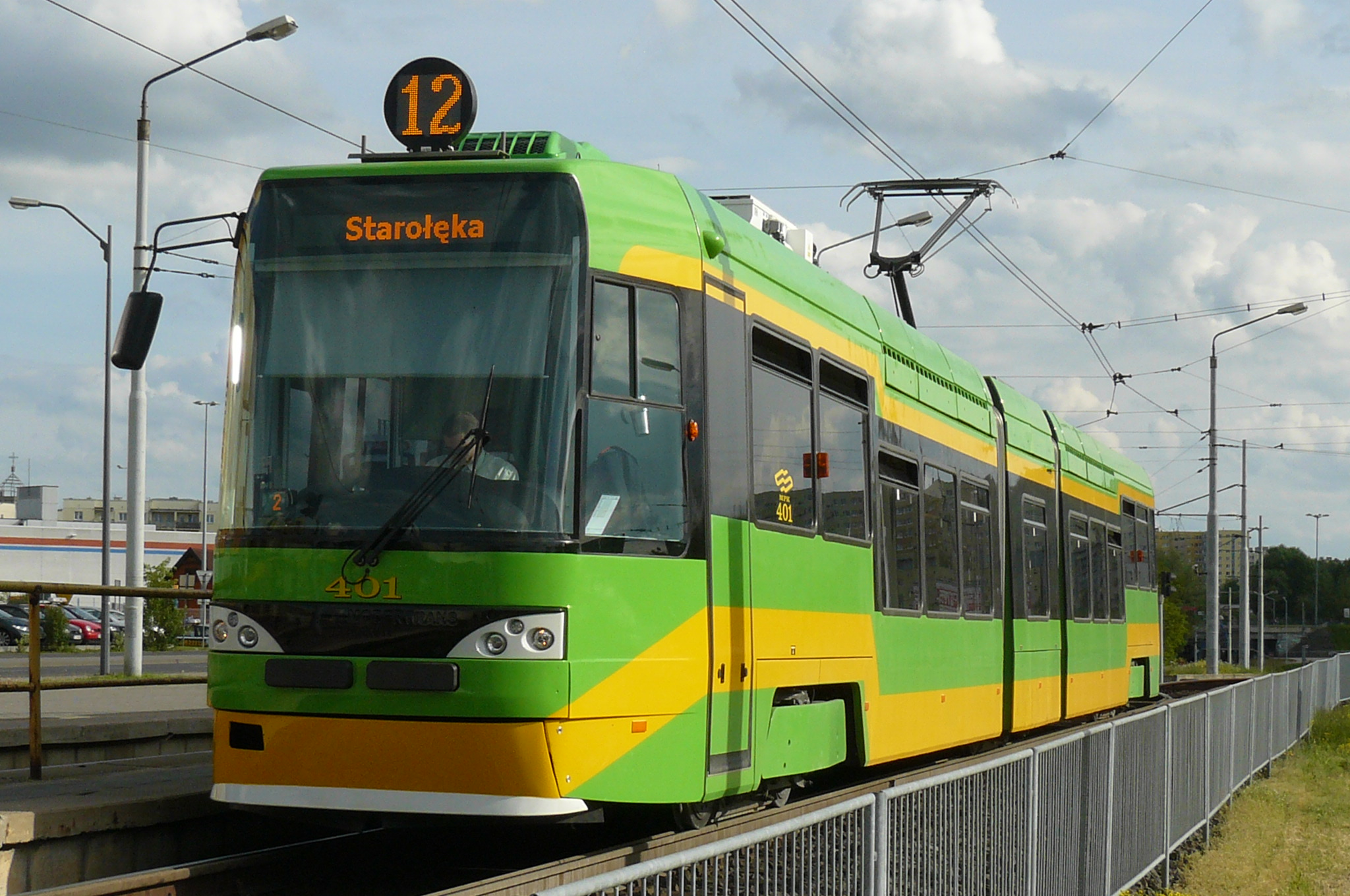
RT6 MF06AC(ポーランド：ポズナン)

#### RT6S
1996年に1編成が製造された、60％低床車。RT6N1と同型の車体の製造をČKDタトラが、機器類をシーメンスが担当している。リベレツで試運転が行われたのち、1998年12月から営業運転を開始したものの、ČKDタトラが破綻した事でそれ以上の製造は行われず、唯一製造された編成も機器の故障や小型車輪の摩耗の速さなどの要因で2003年に営業運転から撤退した。
| 形式名 | 編成        | 製造年 | 全長     | 全幅    | 全高    | 自重  | 最高速度 | 出力      | 歯車比 | 着席定員 | 立席定員 | 軌間    | 備考       |
| ------ | ----------- | ------ | -------- | ------- | ------- | ----- | -------- | --------- | ------ | -------- | -------- | ------- | ---------- |
| RT6S   | 3車体連接車 | 1996年 | 26,280mm | 2,440mm | 3,200mm | 32.6t | 70km/h   | 120.0kW×4 | ？     | 46人     | 130人    | 1,435mm | 60％低床車 |

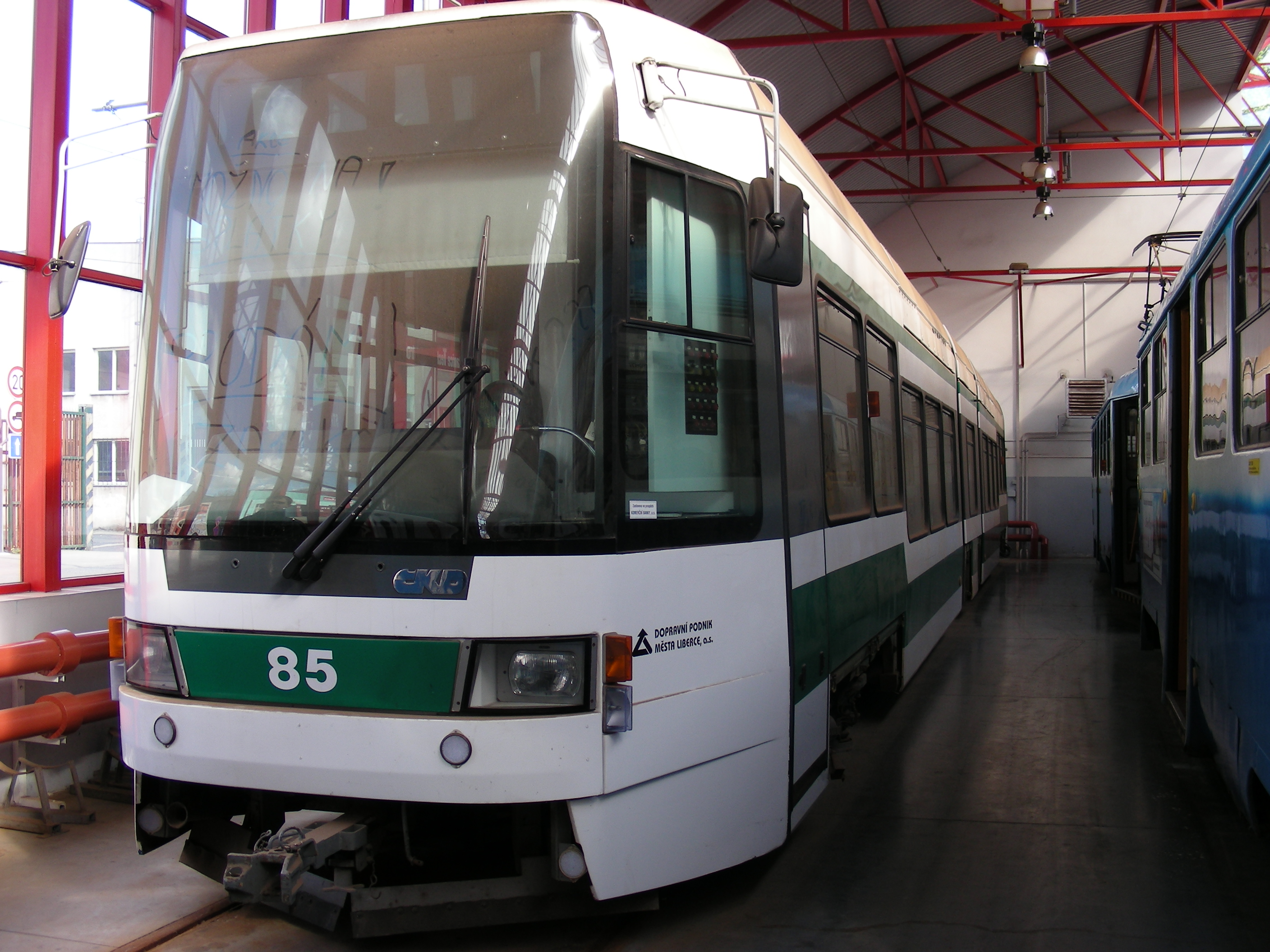
RT6S(チェコ：リベレツ)

### RT8D5
マニラ・メトロレールの開業に合わせ、KT8D5を基に製造された連接車。ČKDタトラが破綻しシーメンスに吸収される前に登場した最後の新形式である。

1995年に製造された試作車は両運転台式であったが、量産車は片運転台式となり、通常は3編成を連結した状態で営業運転を行っている。
| 形式名 | 編成        | 製造年      | 全長     | 全幅    | 全高    | 自重  | 最高速度 | 出力     | 歯車比 | 着席定員 | 立席定員 | 軌間    | 備考                      |
| ------ | ----------- | ----------- | -------- | ------- | ------- | ----- | -------- | -------- | ------ | -------- | -------- | ------- | ------------------------- |
| RT8D5M | 3車体連接車 | 1997年-99年 | 30,300mm | 2,500mm | 3,250mm | 46.9t | 65km/h   | 64.5kW×8 | 7.42   | 74人     | 200人    | 1,435mm | 通常は3編成を連結して運用 |

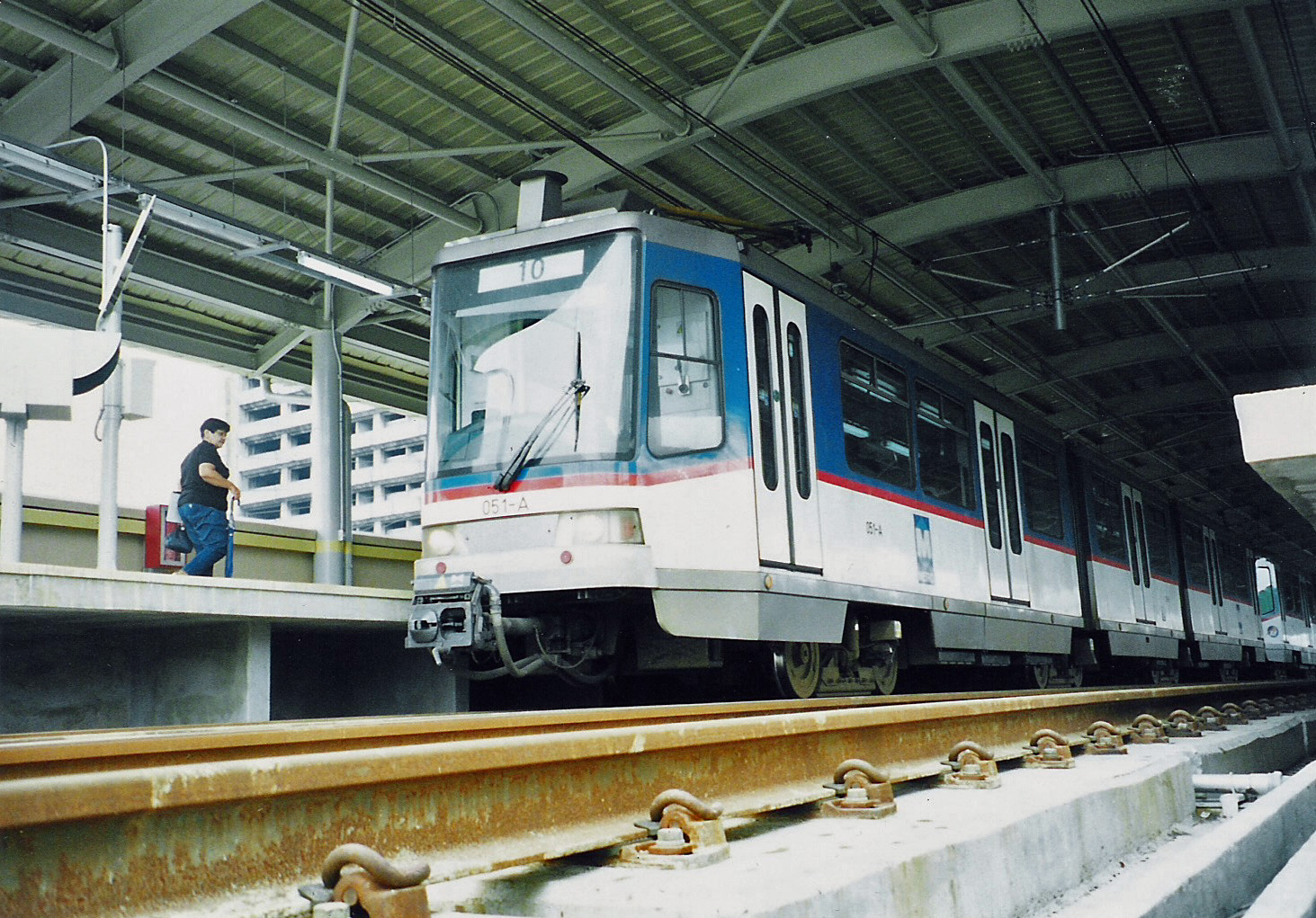
RT8D5(フィリピン：マニラ)

## その他

### T2D・B2D
東ヨーロッパ圏内での路面電車車両の生産をタトラ国営会社が行うというソ連主導の新体制に基づき、それまで東ドイツのゴータ車両製造が製造していたT2-62/B2-62形の設計を受け継いだ二軸車。形式名の「D」は「ドイツ(Deutschland)」を示し、T4・B4では輸送力が過剰となる東ドイツの小規模路線へ向けて生産が行われた。
| 形式名 | 製造年    | 全長     | 全幅    | 全高    | 自重  | 最高速度 | 出力     | 歯車比 | 着席定員 | 立席定員 | 軌間                    | 備考                  |
| ------ | --------- | -------- | ------- | ------- | ----- | -------- | -------- | ------ | -------- | -------- | ----------------------- | --------------------- |
| T2D    | 1967-68年 | 10,900mm | 2,200mm | 3,115mm | 12.5t | 50km/h   | 60.0kW×2 | ？     | 22人     | 65人     | 1,000mm 1,435mm 1,524mm | ゴータT2-62形と同設計 |
| B2D    | 1967-68年 | 10,900mm | 2,200mm | 3,115mm | 12.5t | 50km/h   | -        | -      | 23人     | 66人     | 1,000mm 1,435mm 1,524mm | ゴータB2-62形と同設計 |

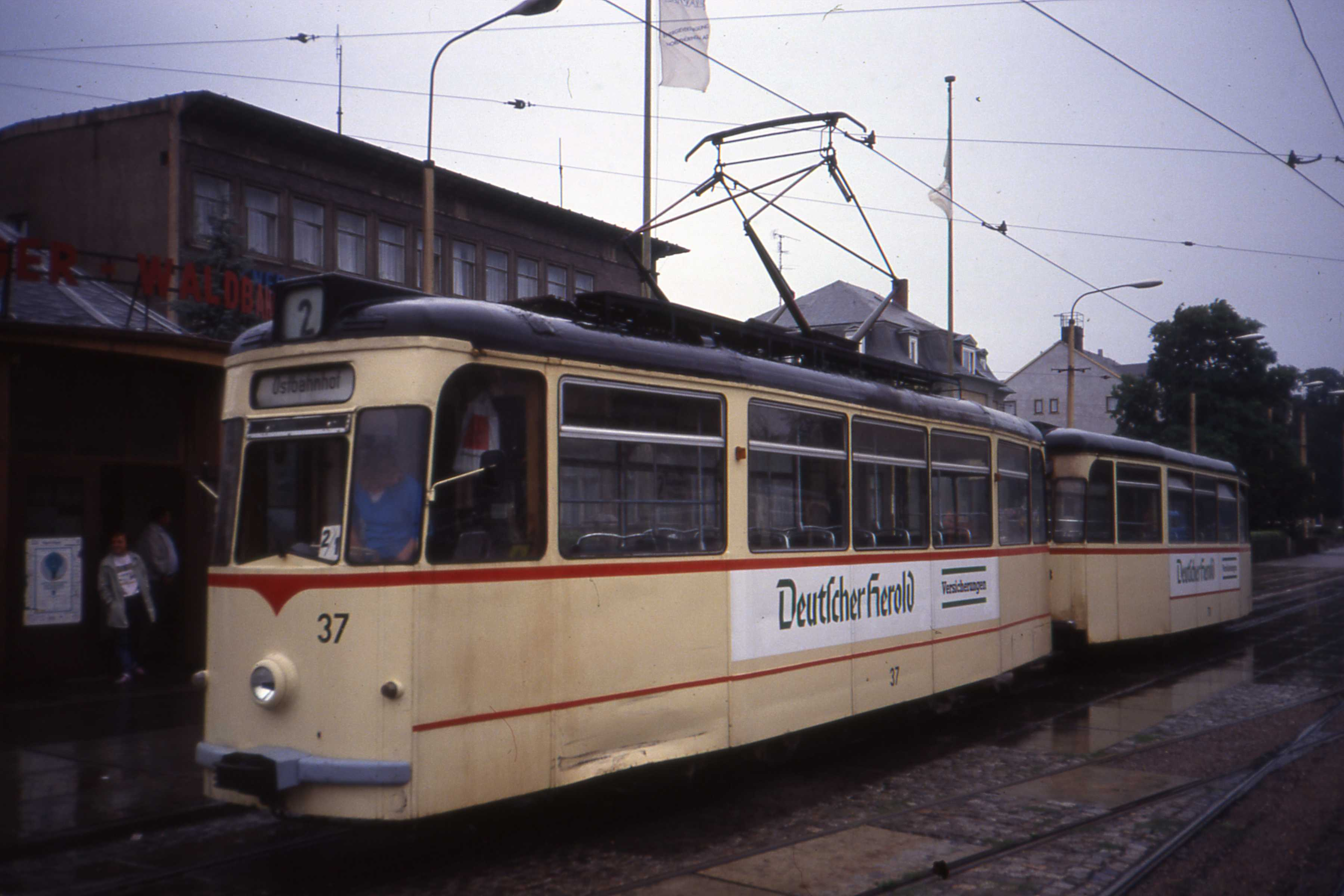
T2D

## 未成車両
1990年代に民営企業となったČKDタトラでは、従来のタトラカーに代わる標準型車両として複数の超低床電車モデルの設計を行っていた。これらの車両は纏めて"Lシリーズ"と呼ばれ、運転台や電気機器、内装など主要箇所がモジュール構造を採用する事で統一されており、動力台車は床上高さが高くなる一方で車輪や線路の摩耗を抑えメンテナンス面でも有利な回転軸・車軸付きの従来型のボギー台車が使用される事になっていた。だが、2000年にČKDタトラが倒産した結果、全形式とも計画のみに終わった。
- LT24V - 連接車（K2、KT4）やボギー車（T3、T6等）の置き換えを想定した形式。KT4の構造を基にした、1車体1台車方式の2車体連接車で、動力台車がある車体中央部を除いた車内全体の55％が低床構造となる予定であった。中央部の乗降扉付近には車椅子が設置できる空間があり、3人分の折り畳み座席が設置される構想だった。また多客時の連結運転を想定し、総括制御にも対応出来る設計となっていた[19]。
- LT36 - 利用客が多い路線での単独運転を想定した片運転台式3車体連接車。RT6を基にした構造で中央の車体長が短い車体には車軸がない付随台車が設置されており、前方・後方の動力台車が設置されている箇所を除いた車内全体の67％が低床構造となる計画だった[20]。
- LT38V - ボギー車（T3、T6等）の連結運転の置き換えを想定した片運転台式3車体連接車。前後車体はLT36と共通構造である一方、中間車体はLT36よりも長く、大量輸送に対応した設計となっていた。台車は全て車軸付きの動力台車（モノモーター方式）で、乗降扉付近を始めとした車内全体の低床率は50％を予定していた[21]。

| ČKD Lシリーズ 主要諸元表  | ČKD Lシリーズ 主要諸元表  | ČKD Lシリーズ 主要諸元表 | ČKD Lシリーズ 主要諸元表             | ČKD Lシリーズ 主要諸元表              |
| ------------------------- | ------------------------- | ------------------------ | ------------------------------------ | ------------------------------------- |
| 形式                      | 形式                      | LT24V                    | LT36                                 | LT38V                                 |
| 車種                      | 車種                      | 2車体連接車              | 3車体連接車                          | 3車体連接車                           |
| 運転台                    | 運転台                    | 片運転台                 | 片運転台                             | 片運転台                              |
| 軌間                      | 軌間                      | 1,435mm                  | 1,435mm                              | 1,435mm                               |
| 軸配置                    | 軸配置                    | B'oB'o                   | B'o2B'o                              | B'oB'oB'oB'o                          |
| 全長                      | 全長                      | 19,000mm                 | 27,100mm                             | 32,815mm                              |
| 車体長                    | 車体長                    | 9,511mm                  | 11,255mm(前後車体) 4,590mm(中間車体) | 11,255mm(前後車体) 10,305mm(中間車体) |
| 全幅                      | 全幅                      | 2,480mm                  | 2,480mm                              | 2,480mm                               |
| 全高                      | 全高                      | 3,500mm                  | 3,500mm                              | 3,500mm                               |
| 車体高                    | 車体高                    | 3,210mm                  | 3,210mm                              | 3,210mm                               |
| 床面高さ                  | 高床部分                  | 600mm                    | 600mm                                | 600mm                                 |
| 床面高さ                  | 低床部分                  | 360mm                    | 360mm                                | 360mm                                 |
| 低床率                    | 低床率                    | 55%                      | 67%                                  | 50%                                   |
| 軸距                      | 軸距                      | 1,900mm                  | 1,900mm(動力台車) 1,800mm(付随台車)  | 1,900mm                               |
| 台車中心間距離            | 台車中心間距離            | 9,436mm                  | 9,685mm                              | 9,975mm 5,135mm                       |
| 最高速度                  | 最高速度                  | 70km/h                   | 70km/h                               | 70km/h                                |
| 最大加速度                | 最大加速度                | 1.8m/s2                  | 1.8m/s2                              | 1.8m/s2                               |
| 空車重量                  | 空車重量                  | 24.1t                    | 34.1t                                | 43.46t                                |
| 着席定員                  | 着席定員                  | 46人                     | 70人                                 | 84人                                  |
| 折り畳み座席              | 折り畳み座席              | 3人分                    | 6人分                                | 6人分                                 |
| 定員 (乗客密度5人/m2)     | 定員 (乗客密度5人/m2)     | 134人                    | 195人                                | 255人                                 |
| 最大定員 (乗客密度8人/m2) | 最大定員 (乗客密度8人/m2) | 188人                    | 270人                                | 358人                                 |
| 対応電圧 (架空電車線方式) | 対応電圧 (架空電車線方式) | 直流600V/750V            | 直流600V/750V                        | 直流600V/750V                         |
| 出力                      | 出力                      | 45kw×4基                 | 125kw×4基                            | 78kw×4基                              |
| 備考                      | 備考                      | 1. 2.                    | 1. 2.                                | 1. 2.                                 |

### 関連車両
- デュワグカー - 西ドイツを始めとする西側諸国に導入されたデュワグ製の路面電車。
- PCCカー - タトラカーの技術の基礎となったアメリカ合衆国の路面電車。
- カーゴトラム - タトラカーの部品を流用して製造された路面貨物電車。
- レオライナー - ハイターブリック（ドイツ語版）製の路面電車。動力台車はT4形の台車を基に設計が行われている[22]。
- ライプツィヒ市電NB4形・ロストック市電4NBWE形 - ボンバルディア・トランスポーテーション製の路面電車（付随車）。タトラカーとの連結運転を前提に設計された[22]。

### 関連企業・その他
- 土佐電気鉄道 - 1994年に元プラハ市電のタトラT3を1両輸入した[23]が、営業用として入籍しないまま2006年に解体された。
- アライアンスTW - チェコの企業グループ。タトラカーの更新工事を手掛けている[24]。
- シュコダ・トランスポーテーション - チェコの企業。タトラカーの更新工事から路面電車車両市場に参入した。
- タトラ＝ユーク - ウクライナの企業。ČKDタトラ社の支援により設立され、初期にはタトラカーのライセンス生産を行なっていた。